# Liste der Biografien/Pro
Liste der Biografien |
Portal Biografien |
Personensuche
# |
A |
B |
C |
D |
E |
F |
G |
H |
I |
J |
K |
L |
M |
N |
O |
P |
Q |
R |
S |
T |
U |
V |
W |
X |
Y |
Z |
?
 
Pa |
Pc |
Pe |
Pf |
Ph |
Pi |
Pj |
Pk |
Pl |
Pm |
Pn |
Po |
Pr |
Ps |
Pt |
Pu |
Pv |
Pw |
Py
 
Pra |
Prc |
Pre |
Pri |
Prj |
Prk |
Prl |
Pro |
Prp |
Prs |
Prt |
Pru |
Prv |
Pry |
Prz
Die Liste der Biografien führt alle Personen auf, die in der deutschsprachigen Wikipedia einen Artikel haben. Dieses ist eine Teilliste mit 1173 Einträgen von Personen, deren Namen mit den Buchstaben „Pro“ beginnt.

## Pro
- Pro, Miguel (1891–1927), Jesuit, Märtyrer der Revolution in Mexiko
- Pró, Serafín (1906–1977), kubanischer Komponist und Chordirigent

### Proa
- Proal, Leopoldo, Fußballspieler
- Proaño, Leonidas (1910–1988), ecuadorianischer Geistlicher, Bischof von Riobamba
- Proaza, Alonso de (1445–1519), spanischer Humanist des Prerrenacimiento und Hochschullehrer für Rhetorik

### Prob
- Probala, Rolf (* 1946), Schweizer Ethnologe, Journalist und Kommunikator
- Probandt, Heinz (1919–2002), deutscher Politiker (FDP), MdL
- Probasco, Henry (1820–1902), US-amerikanischer Unternehmer und Kunstsammler
- Probeck, Albert (1886–1975), deutscher Schauspieler und Theaterleiter
- Prober, Christine (* 1941), österreichische Schauspielerin
- Prober, Josef (* 1950), österreichischer Politiker (ÖVP), Landtagsabgeordneter
- Probert, Bob (1965–2010), kanadischer Eishockeyspieler
- Probert, George (1927–2015), US-amerikanischer Klarinettist, Sopransaxophonist und Bandleader des Dixieland
- Probert, Lee (* 1972), englischer Fußballschiedsrichter
- Probierz, Michał (* 1972), polnischer FußballspielerMichał Probierz (* 1972)

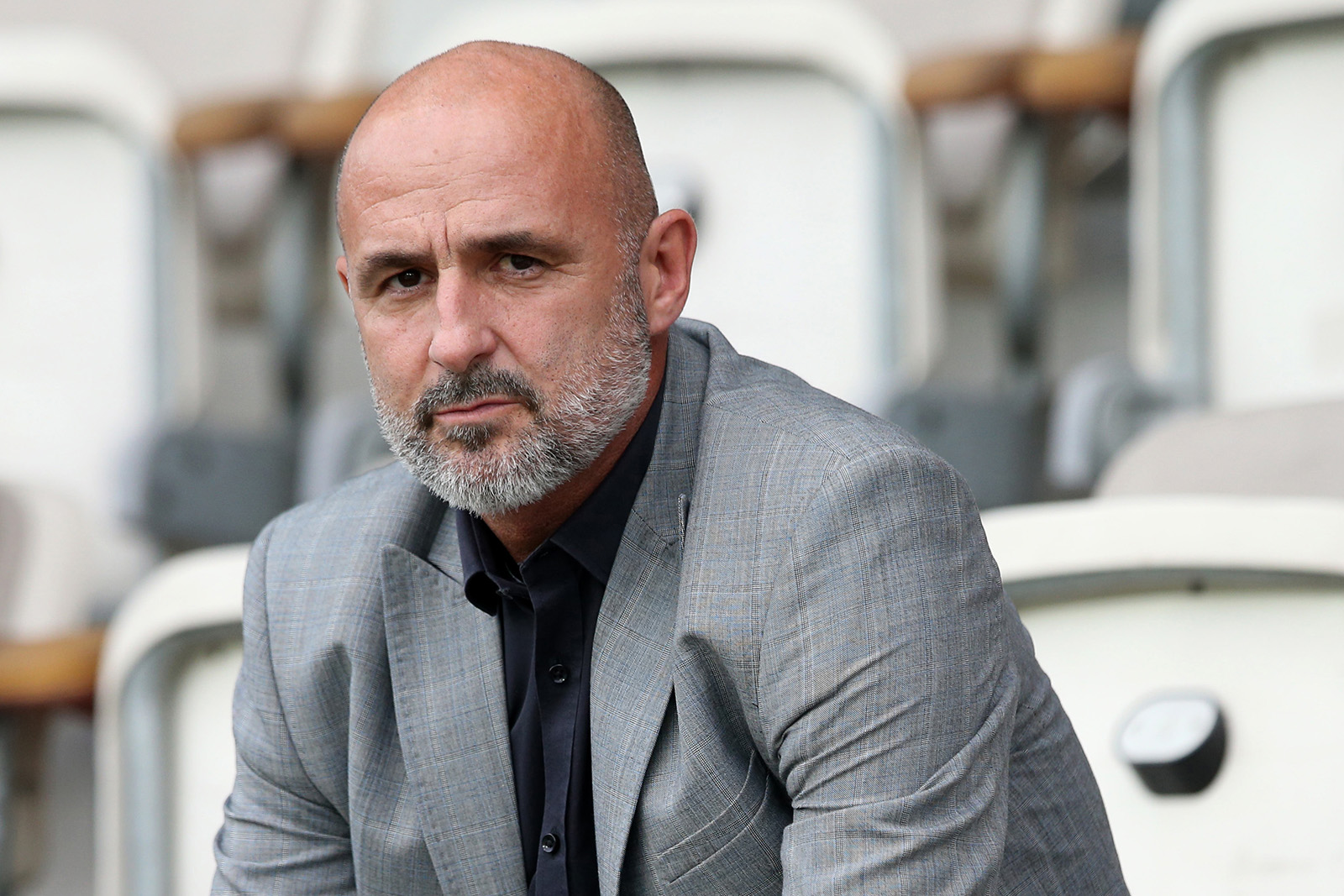
Michał Probierz (* 1972)

- Probius Augendus, römischer Offizier (Kaiserzeit)
- Probost, Thorsten (* 1973), deutscher Koch
- Probst de Linga, Bertha (1891–1982), deutsch-US-amerikanische Gründerin der Linga-Stiftung
- Probst, Adalbert (1900–1934), Reichsführer der DJK
- Probst, Albert (1931–2015), deutscher Politiker (CSU), MdB
- Probst, Alexander Josef (* 1983), deutscher Mikrobiologe
- Probst, Alfred (1894–1958), Schweizer Ruderer
- Probst, Angelina (* 1986), deutsche Malerin und Designerin
- Probst, Anneliese, deutsche Fußballspielerin
- Probst, Anneliese (1926–2011), deutsche Schriftstellerin
- Probst, Anton (1890–1949), österreichischer Politiker (SDAP), Abgeordneter zum Nationalrat, Landtagsabgeordneter und Landesrat im Burgenland
- Probst, Barbara (* 1964), deutsche Fotografin und bildende Künstlerin
- Probst, Beki, Schweizer Kinobetreiberin und Festivalkuratorin
- Probst, Benedikt (1898–1973), österreichischer Benediktiner und Bibelwissenschaftler
- Probst, Bettina (* 1965), deutsche Historikerin
- Probst, Charles (1931–2024), Schweizer Neurochirurg, Universitätsprofessor und Autor
- Probst, Christian (1935–1994), deutscher Medizinhistoriker und -soziologe
- Probst, Christoph (1919–1943), deutscher Widerstandskämpfer, Mitglied der Weißen RoseChristoph Probst (1919–1943)
- Probst, Claus (* 1959), deutscher Autor

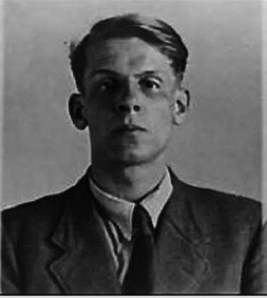
Christoph Probst (1919–1943)

- Probst, Dennis (* 1978), deutscher Fußballspieler
- Probst, Dominikus (* 1958), deutscher Kameramann und Filmregisseur
- Probst, Dominique (* 1954), französischer Komponist und Perkussionist
- Probst, Dominique (* 2001), deutsche Boulespielerin
- Probst, Eberhard (1955–2024), deutscher Ringer und Kampfrichter
- Probst, Edouard (1898–1974), Schweizer Automobilrennfahrer
- Probst, Eduard (1906–1970), Schweizer Architekt, Filmschaffender und Schriftsteller
- Probst, Eduard (* 2001), deutscher Fußballspieler
- Probst, Emil (1877–1950), deutscher Bauingenieur
- Probst, Émile (1913–2004), luxemburgischer Verleger, Zeichner, Illustrator, Künstler, Grafiker und Glasmaler
- Probst, Erich (1927–1988), österreichischer Fußballspieler
- Probst, Ernst (* 1946), deutscher Wissenschaftsjournalist und Autor
- Probst, Eugen (1873–1970), schweizerischer Architekt und Burgenforscher
- Probst, Eva (1930–2018), deutsche Schauspielerin
- Probst, Ferdinand (1816–1899), katholischer Priester; Hochschullehrer und Rektor in Breslau
- Probst, Franz (1919–1993), österreichischer Politiker (SPÖ) und Landesbeamter
- Probst, Franz Anton (1804–1878), deutscher Politiker, MdL Großherzogtum Hessen
- Probst, Friedrich (1938–2009), österreichischer Politiker (FPÖ), Abgeordneter zum Nationalrat
- Probst, Georg Balthasar, deutscher Kupferstecher und Verleger
- Probst, Gerhard (1912–2002), deutscher Politiker (SED) und Rundfunkfunktionär
- Probst, Gilbert (* 1950), Schweizer Ökonom
- Probst, Hansjörg (1932–2016), deutscher Lehrer, Lokalhistoriker und Lokalpolitiker
- Probst, Jacobus (1486–1562), evangelischer Theologe und Bremer Superintendent
- Probst, Jacques (* 1951), Schweizer Dramatiker, Drehbuchautor und Schauspieler
- Probst, Jaëla (* 1992), deutsche Schauspielerin
- Probst, Jakob (1880–1966), Schweizer Bildhauer
- Probst, Johann (1883–1957), österreichischer Politiker (CS), Landtagsabgeordneter
- Probst, Johann Balthasar (* 1673), deutscher Kupferstecher
- Probst, Johann Ernst († 1782), deutscher Gärtner und Autor
- Probst, Johann Friedrich (1716–1793), deutscher Arzt
- Probst, Johann Friedrich (1721–1781), deutscher Kupferstecher
- Probst, Johann Maximilian Alexander (1812–1842), deutscher Apotheker
- Probst, Josef (1823–1905), deutscher Geistlicher, Geologe und Paläontologe
- Probst, Joseph (1816–1884), deutscher katholischer Pfarrer
- Probst, Joseph (1852–1899), deutscher Lehrer und Heimatforscher der Stadt Germersheim
- Probst, Julia (* 1981), deutsche Bloggerin und AktivistinJulia Probst (* 1981)

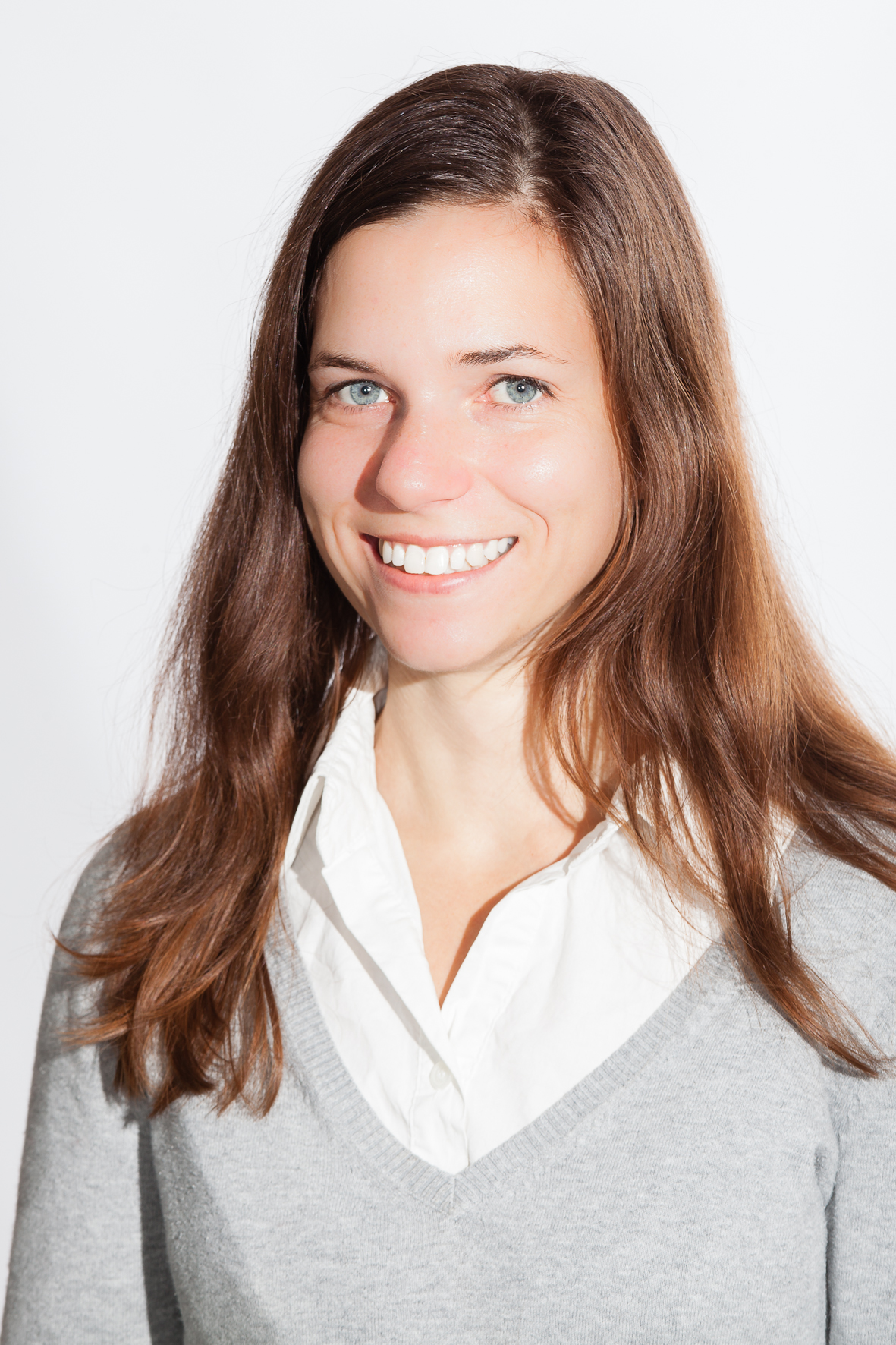
Julia Probst (* 1981)

- Probst, Jürgen (1927–2016), deutscher Unfallchirurg
- Probst, Karl (1854–1924), österreichischer Genre- und Porträtmaler
- Probst, Karl Friedrich (1898–1966), deutscher Germanist und Schulbuchautor
- Probst, Karl J. (* 1948), deutscher Arzt, Unternehmer und Buchautor
- Probst, Klaus (* 1953), deutscher Manager
- Probst, Larry (* 1951), US-amerikanischer Manager
- Probst, Lothar (* 1952), deutscher Politologe
- Probst, Ludwig (1864–1942), deutscher Maler und Hochschullehrer
- Probst, Magdalena (* 2004), deutsche Handballspielerin
- Probst, Maja Celiné (* 1997), deutsche Filmschauspielerin
- Probst, Manfred (* 1939), deutscher Theologe
- Probst, Maria (1902–1967), deutsche Politikerin (CSU), MdL, MdB, MdEP
- Probst, Marianne (1921–2019), deutsche Schauspielerin und Hörspielsprecherin
- Probst, Mario (* 1978), deutscher Basketballspieler und -funktionär
- Probst, Marius (* 1995), deutscher LeichtathletMarius Probst (* 1995)

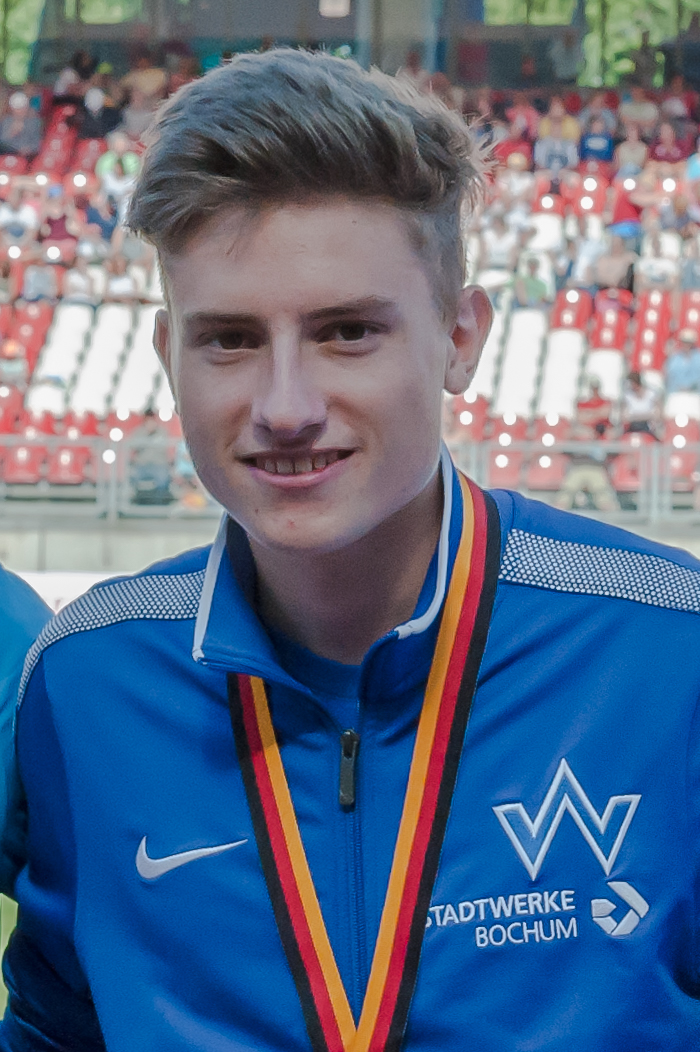
Marius Probst (* 1995)

- Probst, Markus (* 1983), österreichischer Fußballtorhüter
- Probst, Martin (* 1967), deutscher Filmkomponist und Musiker
- Probst, Maximilian (* 1977), deutscher Journalist und Publizist
- Probst, Michael (* 1962), deutscher Fußballspieler
- Probst, Michel (* 1960), Schweizer Politiker (FDP)
- Probst, Moritz (1838–1916), Schweizer Maschineningenieur, Brückenbauer und Bauunternehmer
- Probst, Oswald (1935–2015), österreichischer Bogenschütze
- Probst, Otto (1911–1978), österreichischer Politiker, Verkehrsminister und Nationalrat
- Probst, Otto Ferdinand (1865–1923), deutscher Grafiker und Architekt
- Probst, Paul (1869–1945), Schweizer Sportschütze
- Probst, Peter (* 1957), deutscher Drehbuchautor und SchriftstellerPeter Probst (* 1957)

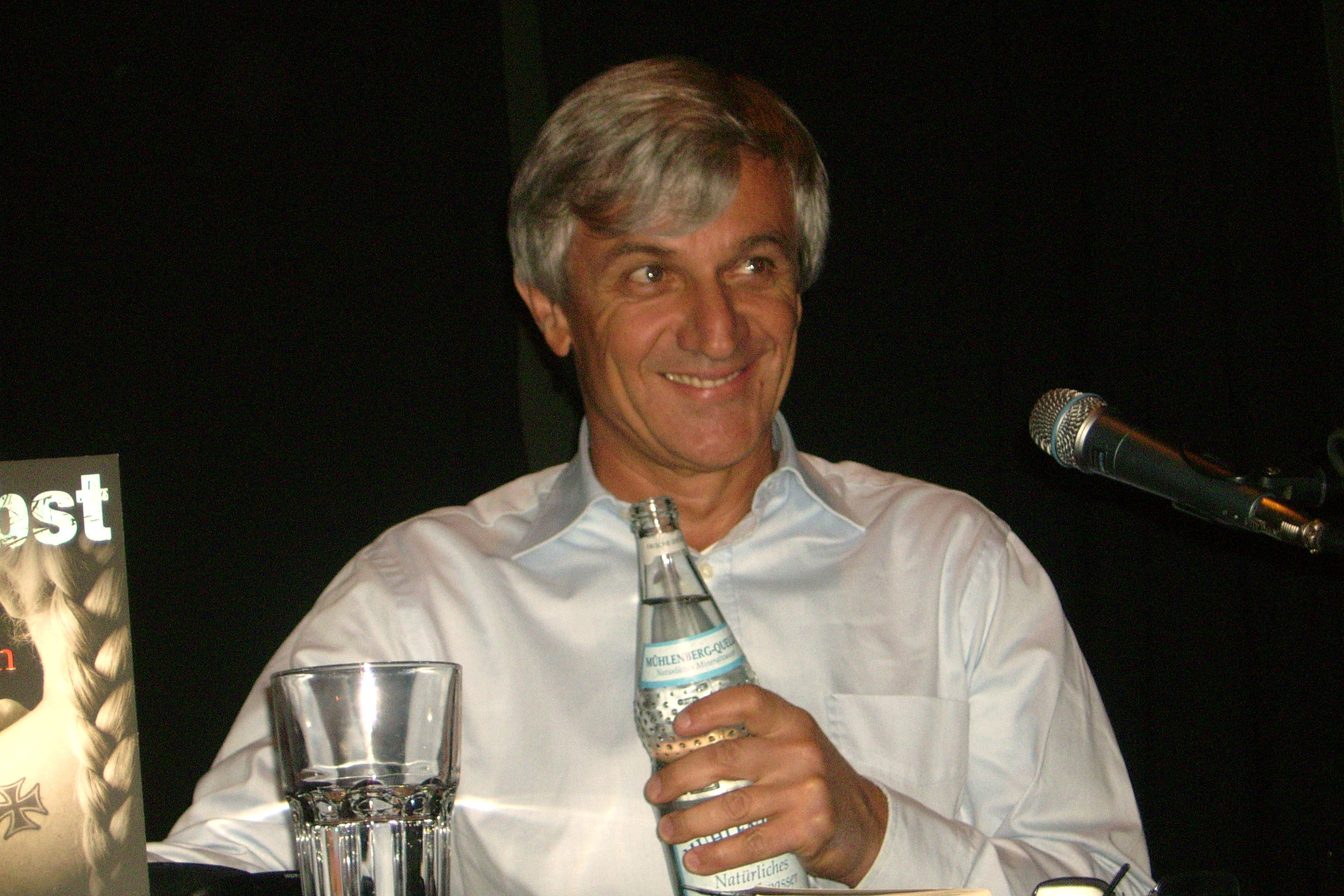
Peter Probst (* 1957)

- Probst, Philipp Ludwig (1633–1718), fürstlich braunschweig-lüneburgischer Premierminister und Kanzler
- Probst, Raimund (1927–2009), deutscher Architekt und Bauschadensforscher
- Probst, Rainer (1941–2004), deutscher Maler, Pädagoge und Politiker (SPD, DS, PDS)
- Probst, Ralph (* 1954), deutscher Fußballspieler
- Probst, Raymond (1919–2001), Schweizer Diplomat
- Probst, Reinhard (1934–1999), deutscher Ingenieur (Schweißtechnik) und Hochschullehrer
- Probst, Reinhart (* 1957), deutscher Tennisspieler
- Probst, Rudolf (1817–1899), deutscher Politiker (VP, Zentrum), MdR
- Probst, Rudolf (1890–1968), deutscher Kunsthändler
- Probst, Rupert (* 1981), österreichischer Radrennfahrer
- Probst, Simone (* 1967), deutsche Politikerin (Bündnis 90/Die Grünen), MdB
- Probst, Tassilo (* 2002), deutscher Geiger im Bereich klassischer MusikTassilo Probst (* 2002)

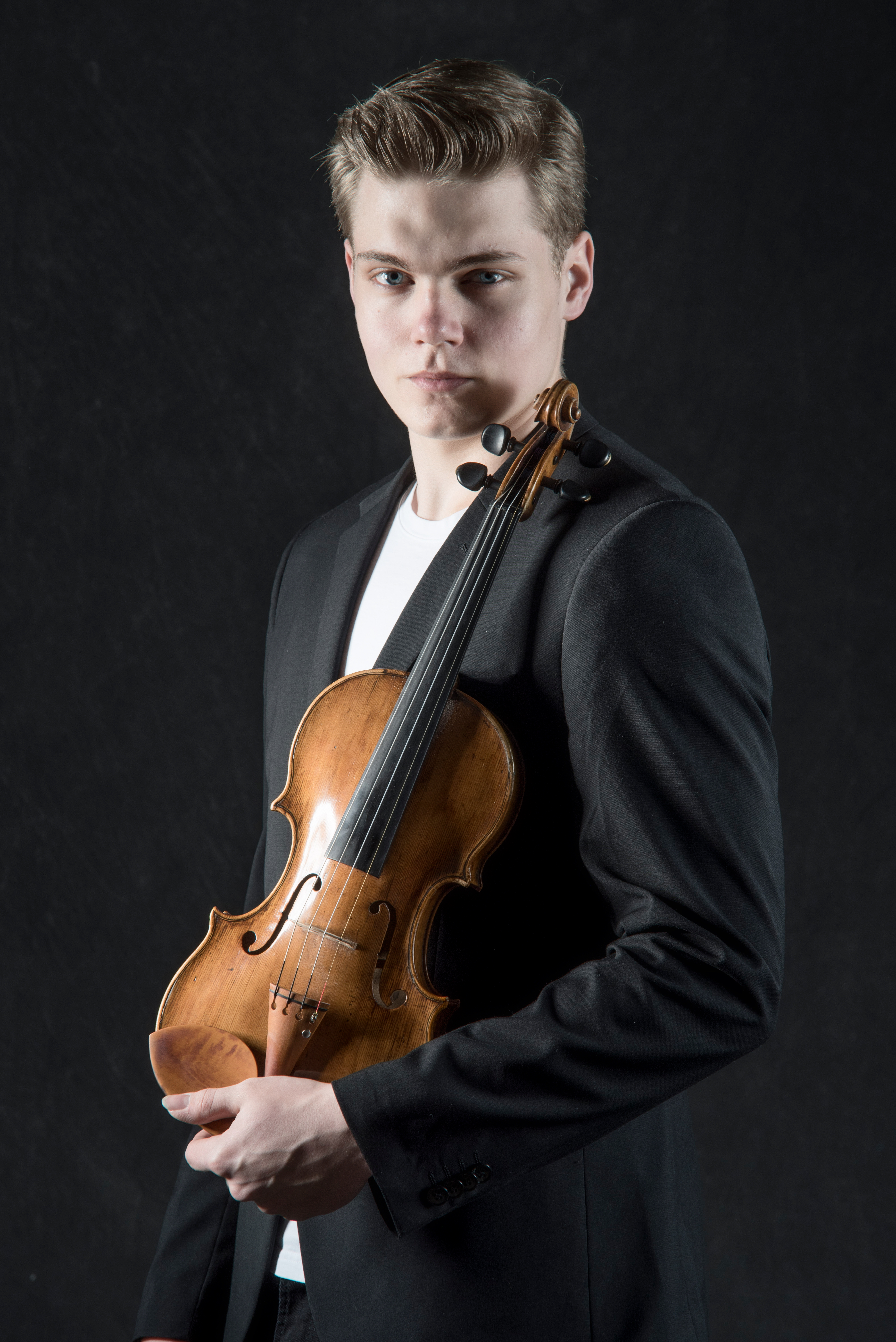
Tassilo Probst (* 2002)

- Probst, Ulf-Volker (* 1964), deutscher Fußballspieler
- Probst, Veit (* 1958), deutscher Bibliothekar, Direktor der Universitätsbibliothek Heidelberg
- Probst, Walter, deutscher Fußballspieler
- Probst, Walter (1918–2007), österreichischer Fußballspieler
- Probst, Werner (1936–1961), deutsches Todesopfer der Berliner Mauer und Geheimer Informator des Ministeriums für Staatssicherheit (MfS)
- Probst, Wilhelm (1871–1957), deutscher Pädagoge und Sportfunktionär
- Probst, Wilhelm (1912–1979), deutscher Politiker (DP, CDU), MdB
- Probst, Willi (1906–1942), deutscher kommunistischer Widerstandskämpfer
- Probst, Wiltrud (* 1969), deutsche Tennisspielerin
- Probst, Wolf (* 1966), deutscher Buchautor
- Probst, Wolfgang (* 1945), deutscher Opernsänger (Bassbariton)
- Probst-Polášek, Barbara (1939–2019), deutsche Konzertgitarristin und Lautenistin
- Probst-Vollmer, Erika (1925–2021), deutsch-österreichische Tennisspielerin
- Pröbster Kunzel, Franz (* 1950), deutscher Künstler
- Pröbster, Edgar (1879–1942), deutscher Diplomat und Orientalist
- Probsthain, Karl Heinz (1908–1943), deutscher evangelischer Vikar, Opfer der NS-Justiz
- Probsthan, Anton (1792–1882), deutscher Pädagoge, Mitbegründer der Urburschenschaft
- Probsthayn, Friedrich Gottlieb (1778–1839), deutscher Offizier und Major und Kommandant der reitenden Brigaden der Artillerie der Sächsischen Armee und Ritter der Französischen Ehrenlegion
- Probsthayn, Lou A. (* 1960), deutscher Schriftsteller, Verleger und Literaturveranstalter
- Pröbsting, Josef (1920–1992), deutscher Dichter und Dolmetscher
- Pröbsting, Karl (1941–1999), deutscher Jurist und Ministerialbeamter
- Pröbstl, Anton (1872–1957), bayerischer Landtagsabgeordneter
- Pröbstl, Balthasar (1830–1895), schwäbischer Orgelbauer
- Pröbstl, Joseph (1798–1866), deutscher Orgelbauer
- Pröbstl, Michael (1678–1743), Baumeister in München
- Pröbstle, Editha (* 1948), deutsche Graphikerin und Bildhauerin
- Probstmayr, Theodor (* 1871), bayerischer Oberstleutnant und Freikorpsführer
- Probszt, Günther (1887–1973), deutscher Historiker und Archivar
- Probus, Bischof von Ravenna, Heiliger
- Probus († 306), Bischof von Byzanz
- Probus (232–282), römischer Kaiser (276–282)Probus (232–282)

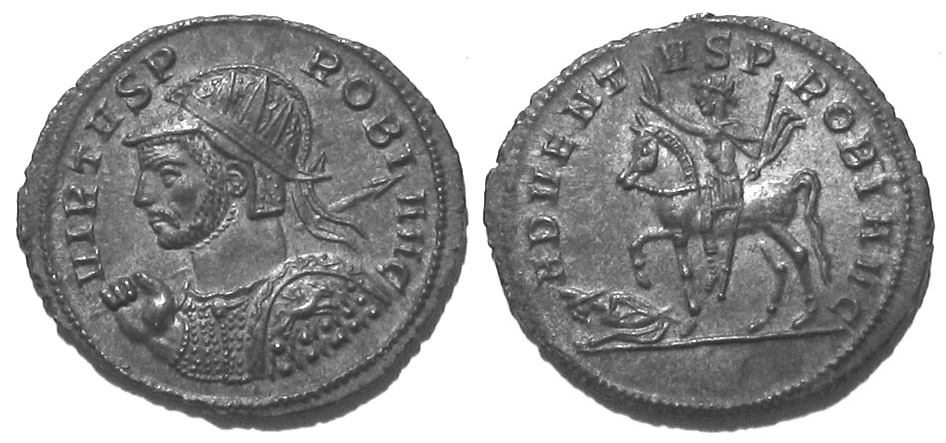
Probus (232–282)

- Probus, Flavius, spätantiker oströmischer Politiker und Konsul (502)
- Probus, Flavius, spätantiker Politiker und Konsul (513)
- Probus, Marcus Valerius, römischer Grammatiker
- Proby, P. J. (* 1938), US-amerikanischer Sänger, Songwriter und Schauspieler
- Probyn, Brian (1920–1982), britischer Kameramann
- Probyn, Leslie (1862–1938), britischer Kolonialgouverneur

### Proc
- Proć, Bartłomiej (* 1999), polnischer Radrennfahrer
- Proc, Jerry, kanadischer Technikhistoriker
- Proca, Alexandru (1897–1955), rumänisch-französischer Physiker
- Proca, Nicolae (1925–2007), rumänischer Fußballspieler und Fußballtrainer
- Procacci, Ugo (1905–1991), italienischer Kunsthistoriker, Restaurator und Hochschullehrer
- Procaccia, Ajala (* 1941), israelische Richterin
- Procaccia, Itamar (* 1949), israelischer Physiker und Chemiker
- Procaccini, Camillo (1561–1629), italienischer Maler
- Procaccini, Carlo Antonio (* 1571), italienischer Maler
- Procaccini, Ercole d. Ä. († 1595), italienischer Maler
- Procaccini, Ercole d. J. (* 1605), italienischer Maler
- Procaccini, Giulio Cesare (1574–1625), italienischer Maler
- Procesi, Claudio (* 1941), italienischer Mathematiker und Hochschullehrer
- Proceviat, Cameron (* 1993), kanadischer Mittel- und Langstreckenläufer
- Proch, Heinrich (1809–1878), österreichischer Komponist
- Proch, Walter (* 1984), italienischer Radrennfahrer
- Prochanow, Alexander Andrejewitsch (* 1938), russischer Schriftsteller und Journalist
- Prochanow, Iwan Stepanowitsch (1869–1935), Ingenieur, baptistischer Theologe
- Prochanowa, Natalja Abramowna (1939–1993), sowjetische Rekordpilotin
- Prochaska, Andreas (* 1964), österreichischer Filmregisseur, Drehbuchautor und FilmeditorAndreas Prochaska (* 1964)

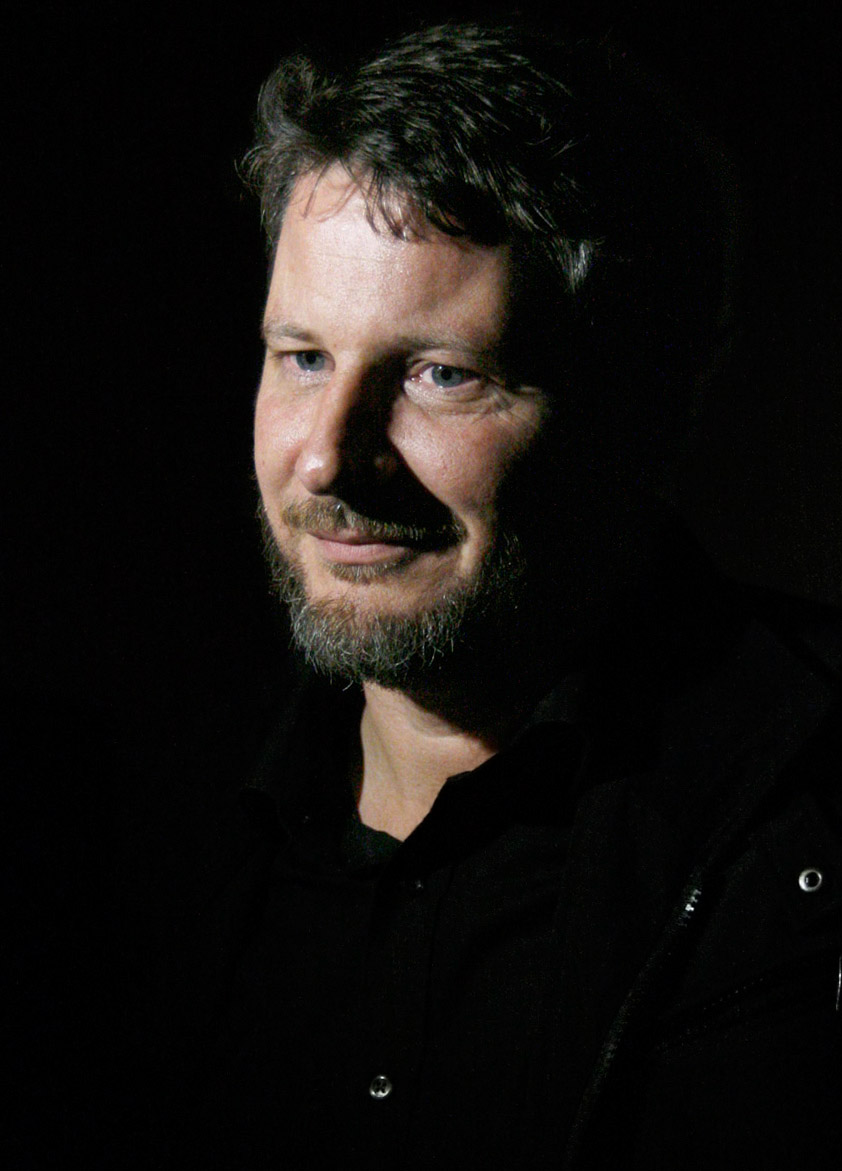
Andreas Prochaska (* 1964)

- Prochaska, Daniel (* 1983), österreichischer Filmeditor und Filmregisseur
- Prochaska, Edwin (* 1950), österreichischer Kabarettist und Musikmanager
- Prochaska, Eleonore (1785–1813), deutsche Freiheitskämpferin unter napoleonischer FremdherrschaftEleonore Prochaska (1785–1813)

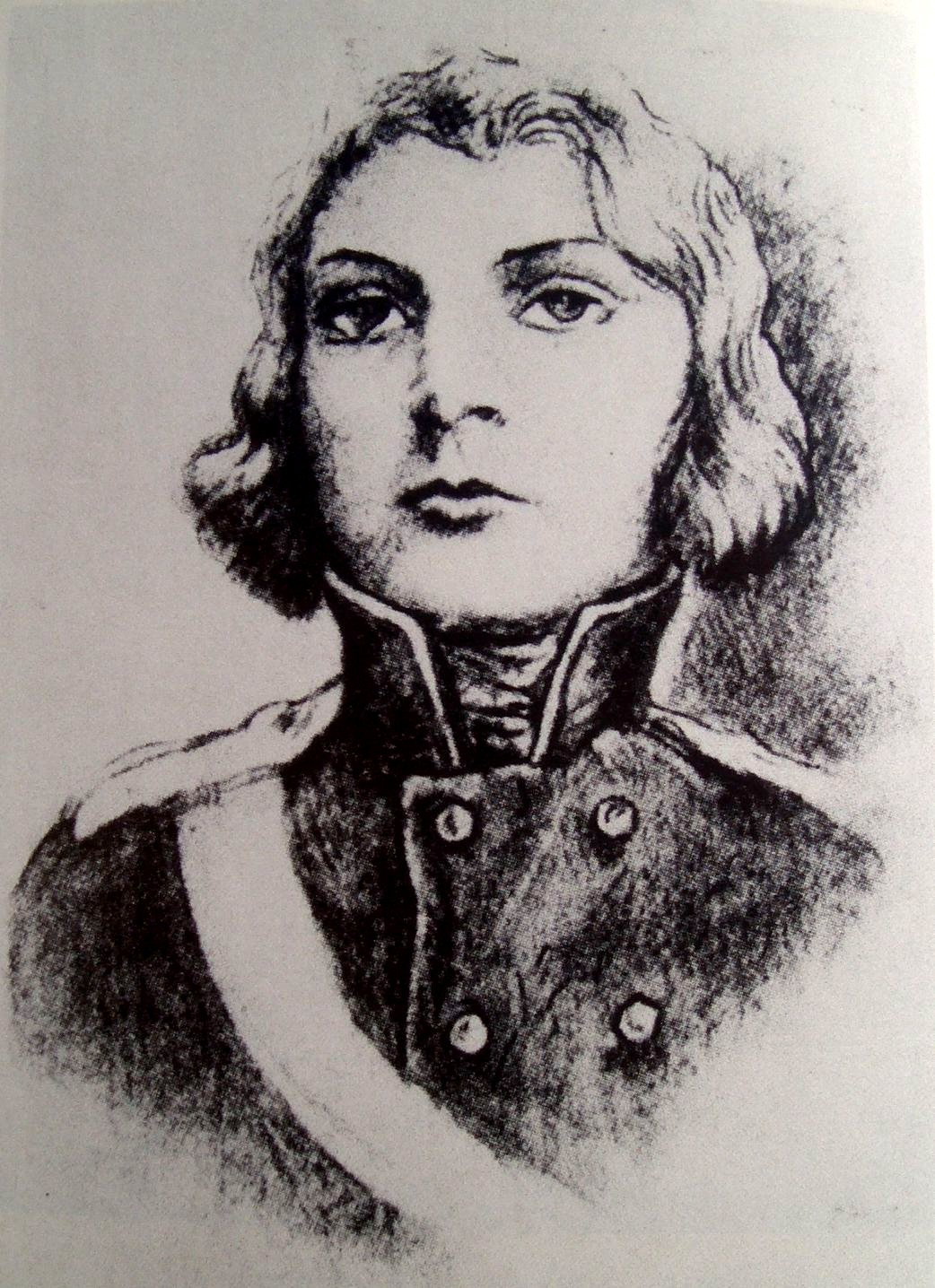
Eleonore Prochaska (1785–1813)

- Prochaska, Georg (1749–1820), tschechisch-österreichischer Mediziner
- Prochaska, Johannes (* 1944), österreichischer Politiker (ÖVP), Landtagsabgeordneter
- Prochaska, Karl (1914–1977), österreichischer Eisschnellläufer
- Prochaska, Ludmilla, böhmische Sängerin und Gesangspädagogin
- Prochaska-Coronini, Johann von (1760–1823), österreichischer Feldmarschallleutnant
- Prochaska-Stolze, Gerda (1933–2022), deutsche Opernsängerin
- Prochasko, Jurko (* 1970), ukrainischer Essayist, Germanist, Schriftsteller und Übersetzer
- Prochasko, Taras (* 1968), ukrainischer Journalist und Schriftsteller
- Procházka, Antonín (1882–1945), tschechischer Maler
- Procházka, Arnošt (1869–1925), tschechischer Literatur- und Kunstkritiker der Dekadenz
- Procházka, Bořík (1930–2013), tschechischer Schauspieler
- Prochazka, Elsa (* 1948), österreichische Architektin
- Procházka, František (1962–2012), tschechischer Eishockeyspieler und -trainer
- Procházka, Franz Xaver (1746–1815), tschechischer Maler
- Prochazka, Herbert (1923–2007), deutscher Politiker (GB/BHE, GDP, CSU), MdL, MdB
- Procházka, Jan (1929–1971), tschechischer Schriftsteller
- Procházka, Josef, tschechoslowakischer Radrennfahrer
- Procházka, Libor (* 1974), tschechischer Eishockeyspieler
- Procházka, Martin (* 1972), tschechischer Eishockeyspieler
- Prochazka, Michael (* 1972), österreichischer Wirtschaftswissenschaftler, Sinologe und Ethnologe
- Procházka, Miloslav (* 1958), tschechischer Musiker und Komponist
- Procházka, Radoslav (* 1972), slowakischer Jurist, Hochschullehrer und Politiker
- Procházka, Roman (* 1989), slowakischer Fußballspieler
- Procházka, Roman von (1900–1990), tschechoslowakischer Rechtsanwalt, Genealoge und Autor
- Procházka, Rudolph von (1864–1936), böhmischer Komponist und Musikschriftsteller
- Procházka, Stephan (* 1962), österreichischer Orientalist
- Procházka, Tonia von (1861–1945), Präsidentin des Deutschen Künstlerinnenklubs Prag
- Procházka, Václav (* 1984), tschechischer Fußballspieler
- Procházka, Zdeněk (* 1954), tschechischer Herausgeber, Publizist und Fotograf
- Procházková, Alena (* 1984), slowakische Skilangläuferin
- Procházková, Barbora (* 1991), tschechische Leichtathletin
- Procházková, Hana (* 1977), tschechische Badmintonspielerin
- Procházková, Iva (* 1953), tschechische Schriftstellerin
- Proche, Konrad († 1727), Abt des Klosters Neuzelle
- Prochet, Melody (* 1987), französische Indie-Musikerin
- Prochin, Danila Andrejewitsch (* 2001), russischer Fußballspieler
- Próchniak, Anna (* 1988), polnische SchauspielerinAnna Próchniak (* 1988)

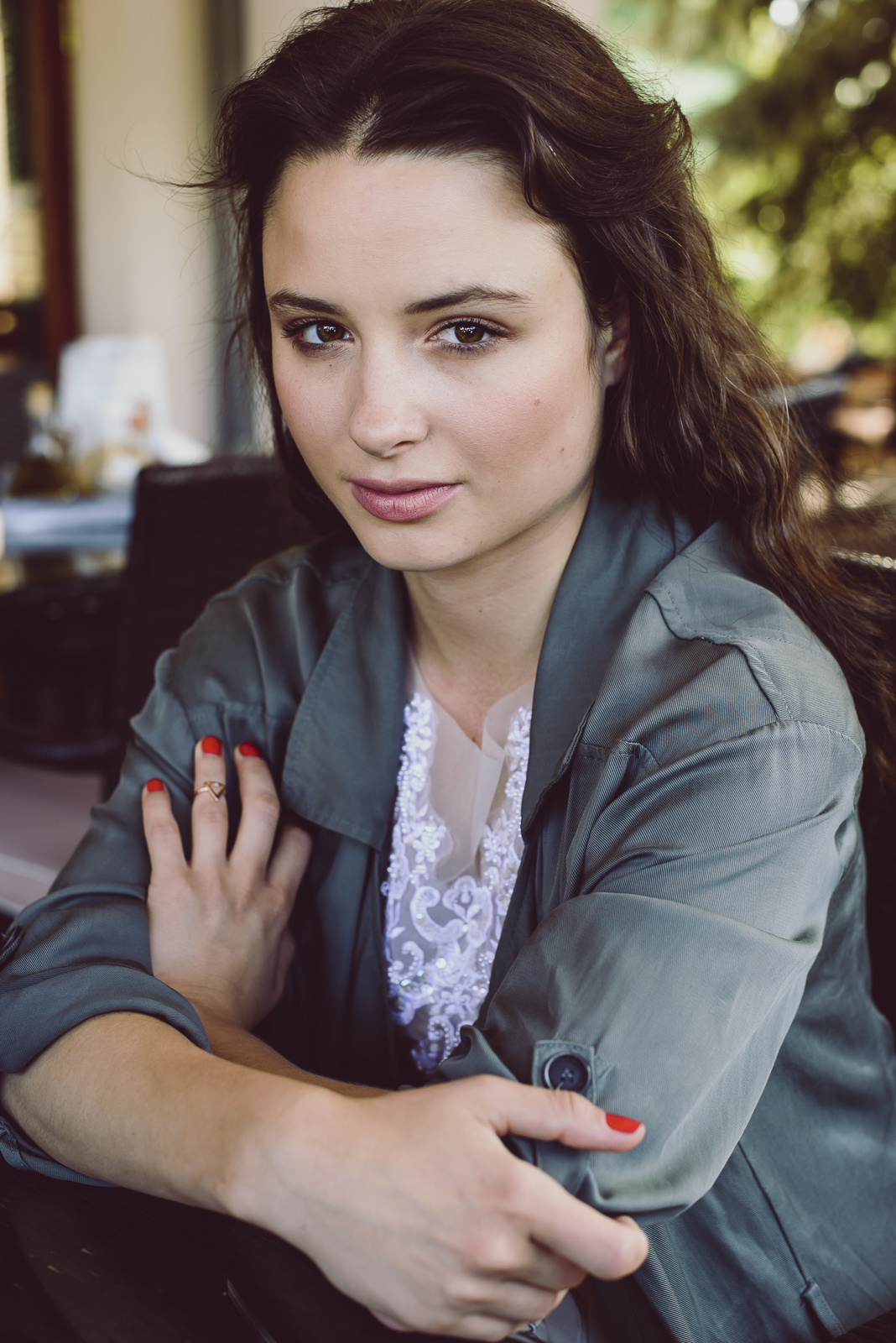
Anna Próchniak (* 1988)

- Próchniak, Edward (1888–1937), polnischer kommunistischer Politiker
- Prochnik, Edgar Leo Gustav (1879–1964), österreichischer Diplomat
- Prochnik, George (* 1961), US-amerikanischer Literaturwissenschaftler und Essayist
- Prochno, Joachim (1897–1945), deutscher Archivar und Lehrer
- Prochno, Joscha (* 1982), deutscher Mathematiker
- Prochnow, Christian (* 1982), deutscher Triathlet
- Prochnow, Christoph (* 1942), deutscher Autor und Dramaturg
- Prochnow, Dieter (* 1939), deutscher Schauspieler
- Prochnow, Johann Dettloff (1814–1888), deutscher Pfarrer und Missionar
- Prochnow, Julian (* 1986), deutscher Fußballspieler
- Prochnow, Jürgen (* 1941), deutscher Theater-, Film- und FernsehschauspielerJürgen Prochnow (* 1941)

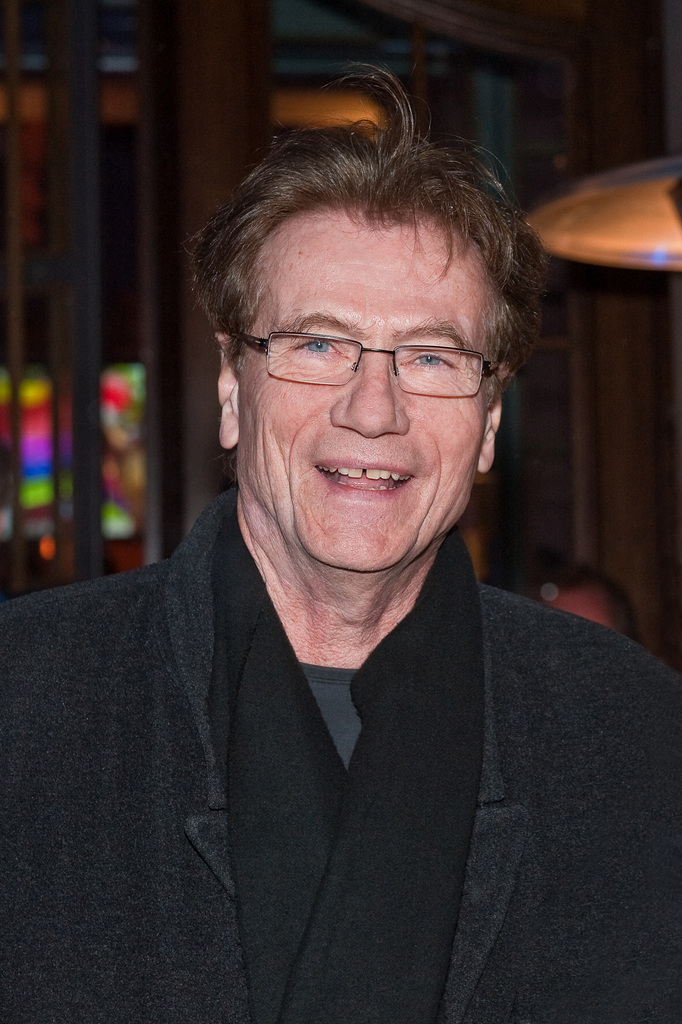
Jürgen Prochnow (* 1941)

- Prochnow, Oskar (1884–1934), deutscher Pädagoge, Naturforscher, Naturphilosoph und Publizist
- Prochorenko, Alexander Alexandrowitsch (1990–2016), russischer Soldat im Kampf gegen die Terrororganisation Islamischer Staat (IS)
- Prochorenko, Jurij (* 1951), sowjetisch-ukrainischer Stabhochspringer
- Prochorenko, Schanna (1940–2011), russische Schauspielerin
- Prochorkin, Nikolai Nikolajewitsch (* 1993), russischer Eishockeyspieler
- Prochorow, Alexander Michailowitsch (1916–2002), sowjetischer Physiker, Physik-Nobelpreisträger
- Prochorow, Alexej (* 1990), deutscher Gewichtheber
- Prochorow, Juri Wassiljewitsch (1929–2013), sowjetischer Mathematiker
- Prochorow, Michail Dmitrijewitsch (* 1965), russischer Unternehmer
- Prochorow, Timofei Wassiljewitsch († 2004), russischer Eremit und ein „Wahrzeichen von München“Timofei Wassiljewitsch Prochorow († 2004)

Timofei Wassiljewitsch Prochorow († 2004)

- Prochorow, Witali Wladimirowitsch (* 1966), russischer Eishockeyspieler
- Prochorow, Wladimir Iwanowitsch (1927–1999), sowjetischer bzw. russischer Schauspieler und Synchronsprecher
- Prochorow, Wladimir Sergejewitsch (* 1984), russischer Rennrodler
- Prochorowa, Jelena Wladimirowna (* 1978), russische Siebenkämpferin
- Prochorowa, Julija Alexandrowna (* 1987), russische Tischtennisspielerin
- Prochorowa, Miliza Iwanowna (1907–1959), sowjetische Landschaftsarchitektin
- Prochorus, Diakon, Bischof von Nikomedia
- Prochownik, Leo (1875–1936), deutscher Figuren-, Landschafts- und Marinemaler, Radierer und Illustrator
- Procida, Gabriele (* 2002), italienischer Basketballspieler
- Prock, Edith (* 1949), deutsche Sängerin aus dem Bereich des volkstümlichen Schlagers
- Prock, Hannah (* 2000), österreichische Rennrodlerin
- Prock, Markus (* 1964), österreichischer Rennrodler
- Prock, Matthias (* 1977), deutscher Kapellmeister und Stabsoffizier
- Pröckl, Ernst (1888–1957), österreichischer Schauspieler
- Pröckl, Thomas (* 1957), deutscher Fußballmanager
- Pröckl, Wilhelm (1940–2019), österreichischer Politiker (SPÖ), Landtagsabgeordneter in Vorarlberg
- Procksch, August (1841–1924), deutscher Altphilologe und Gymnasiallehrer
- Procksch, Otto (1874–1947), deutscher protestantischer Theologe (Alttestamentler)
- Proclus Maternus, antiker römischer Toreut
- Procopé, Hjalmar (1889–1954), finnischer Politiker (Schwedische Volkspartei), Mitglied des Reichstags und Diplomat
- Procope, Russell (1908–1981), US-amerikanischer Jazz-Saxophonist und Klarinettist
- Procopé, Ulla (1921–1968), finnische Designerin
- Procópio, Zezé (1913–1980), brasilianischer Fußballspieler
- Procopiu, Ștefan (1890–1972), rumänischer Physiker
- Procopius († 366), römischer Gegenkaiser
- Procopius Anthemius, spätantiker Politiker und Konsul (515)
- Procter, Adelaide Anne (1825–1864), englische Dichterin und Philanthropin
- Procter, Ben, US-amerikanischer Szenenbildner
- Procter, Emily (* 1968), US-amerikanische SchauspielerinEmily Procter (* 1968)

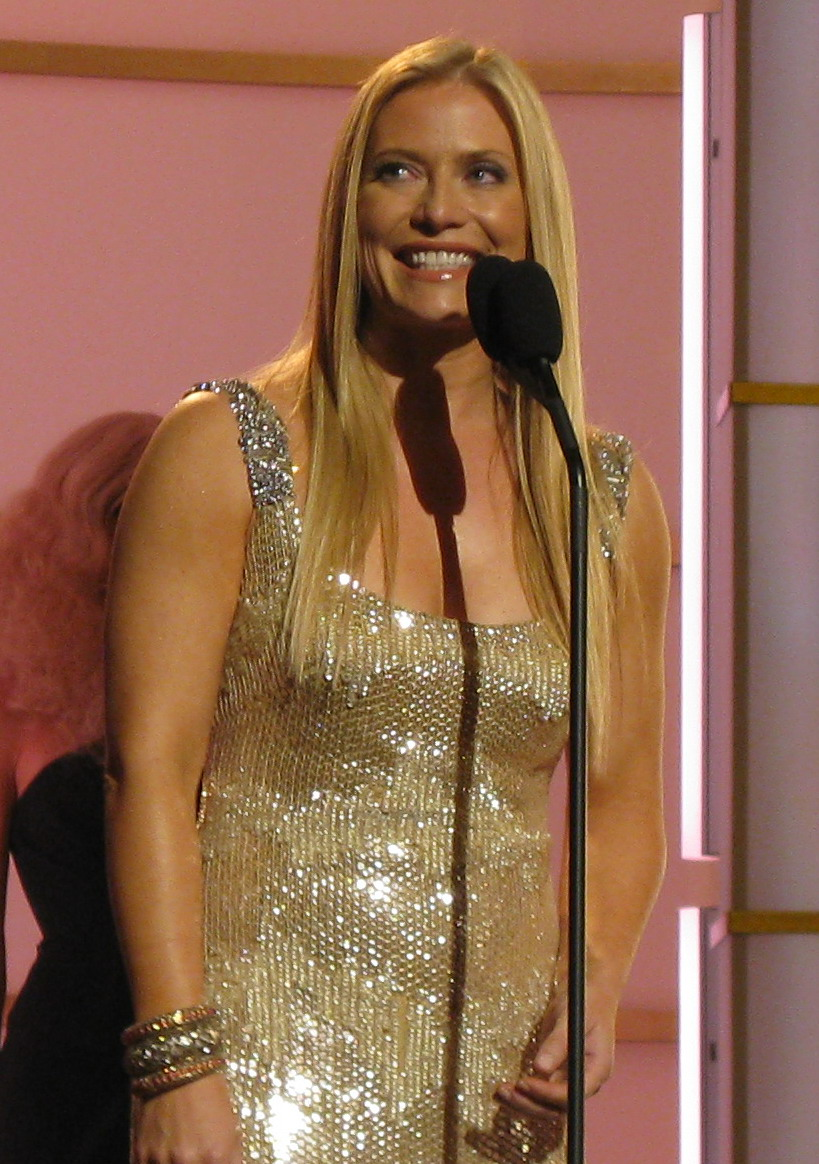
Emily Procter (* 1968)

- Procter, Henry (1763–1822), britischer Offizier
- Procter, Henry Richardson (1848–1927), britischer Chemiker
- Procter, Ines (* 1973), deutsche Mundartdichterin, Moderatorin und KabarettistinInes Procter (* 1973)

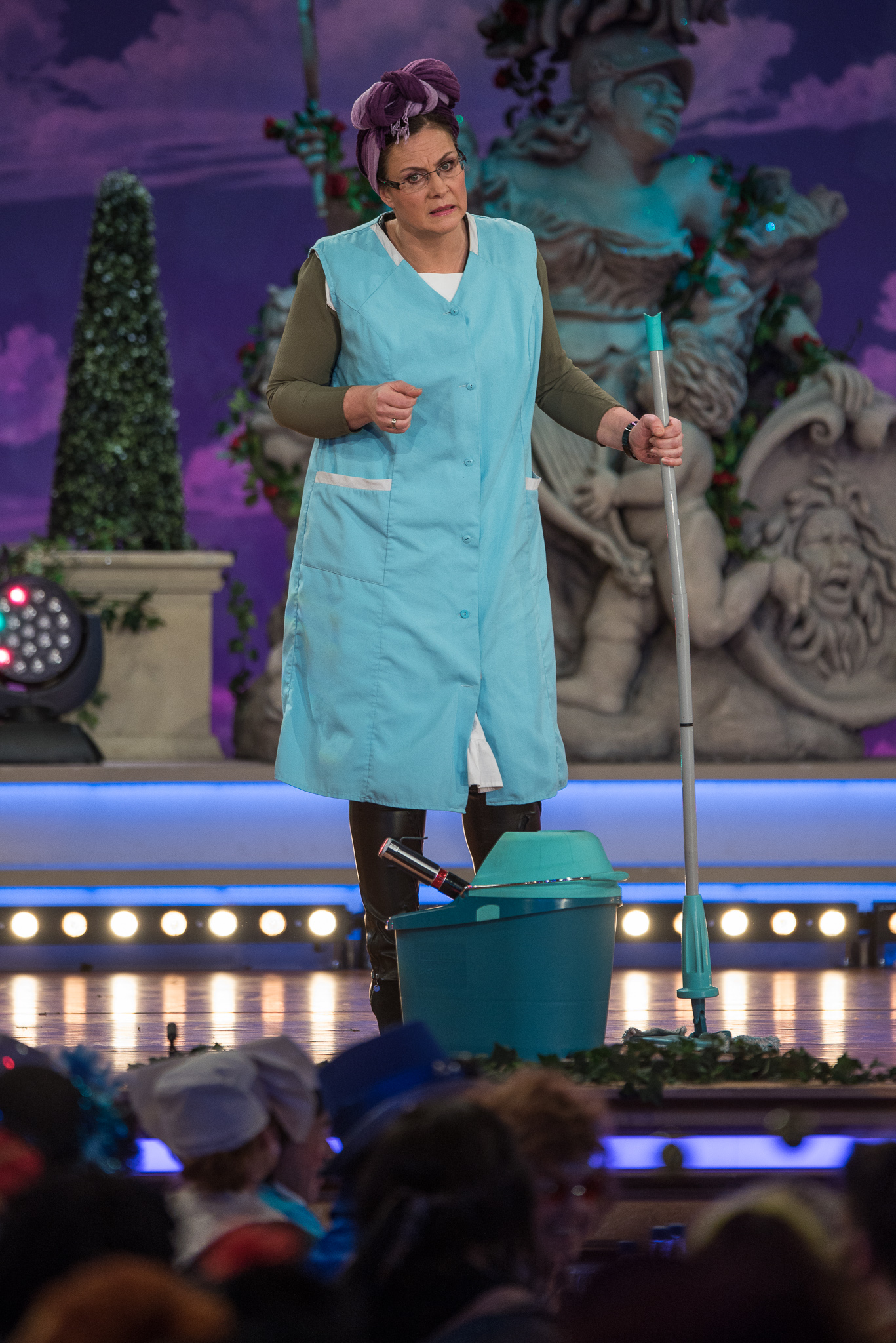
Ines Procter (* 1973)

- Procter, Joan Beauchamp (1897–1931), britische Herpetologin
- Procter, Maurice (1906–1973), englischer Schriftsteller
- Procter, Mike (1946–2024), südafrikanischer Cricketspieler
- Procter, Norma (1928–2017), britische Opern- und Konzertsängerin der Stimmlage Alt
- Procter, Peter (1930–2024), britischer Radrennfahrer
- Procter, Simon (* 1968), britischer Künstler und Fotograf
- Procter, William (1801–1884), englischer Kerzenzieher und Industrieller
- Proctor, Candice (* 1964), amerikanische Autorin
- Proctor, Charles (1906–1996), US-amerikanischer Skisportler
- Proctor, Clare (1923–2019), australische Tennisspielerin
- Proctor, Fletcher D. (1860–1911), US-amerikanischer Politiker
- Proctor, Geo. W. (1946–2008), amerikanischer Schriftsteller und Journalist
- Proctor, George Richardson (1920–2015), US-amerikanischer Botaniker und Farnforscher
- Proctor, Henry (1929–2005), US-amerikanischer Ruderer
- Proctor, Lauren (* 1997), US-amerikanische Tennisspielerin
- Proctor, Mary (1862–1957), US-amerikanische Astronomin und Schriftstellerin
- Proctor, Mortimer R. (1889–1968), US-amerikanischer Politiker und Gouverneur des Bundesstaates Vermont (1945–1947)
- Proctor, Ralph R. (1894–1962), US-amerikanischer Bauingenieur
- Proctor, Redfield (1831–1908), US-amerikanischer Politiker
- Proctor, Redfield junior (1879–1957), US-amerikanischer Politiker
- Proctor, Richard Anthony (1837–1888), englischer Astronom
- Proctor, Robert N. (* 1954), US-amerikanischer Historiker
- Proctor, Shara (* 1988), britische Weitspringerin anguillanischer Herkunft
- Proctor, Sian (* 1970), US-amerikanische Raumfahrerin, Wissenschaftskommunikatorin, Künstlerin und Geologieprofessorin
- Procula, Claudia, Ehefrau des römischen Prokurators Pontius Pilatus und der Legende nach Tochter des Kaisers Tiberius
- Proculeius, Gaius, römischer Politiker
- Proculphus, Bischof von Krakau
- Proculus, römischer Jurist
- Proculus († 281), römischer Gegenkaiser
- Procupeț, Naum (* 1948), sowjetischer Kanute
- Procyk, Judson Michael (1931–2001), US-amerikanischer Geistlicher, Erzbischof von Pittsburgh
- Proczyk, Harald (* 1975), österreichischer Automobilrennfahrer

### Prod
- Prodan, Alla (* 1957), ukrainische Badmintonspielerin
- Prodan, Andrea (* 1961), italienischer Filmschauspieler und Komponist für Filmmusiken
- Prodan, Daniel (1972–2016), rumänischer Fußballspieler und Sportdirektor
- Prodan, Luca (1953–1987), italienisch-schottischer Musiker und Komponist
- Prodan, Michail (1912–2002), rumänisch-deutscher Forstwissenschaftler
- Prodan, Oksana (* 1974), ukrainische Unternehmerin und Politikerin
- Prodanović, Draško (* 1947), jugoslawisch-bosnisch-herzegowinischer Basketballspieler und -trainer
- Prodanović, Rajko (* 1986), serbischer Handballspieler
- Prodanow, Martin (* 1999), bulgarischer Mittelstreckenläufer
- Prodanow, Prodan (1933–2009), bulgarischer Politiker
- Prödel, Kurt (* 1991), deutscher Multimedia-Künstler, Musiker und Schriftsteller
- Prodell, Viktor (* 1988), schwedischer Fußballspieler
- Prodger, Charlotte (* 1974), britische Künstlerin
- Prodgers, George (1891–1935), kanadischer Eishockeyspieler und -trainer
- Prodhan, Mazaharul Hoque (* 1953), bangladeschischer Politiker der Awami-Liga
- Prodhomme, Nicolas (* 1997), französischer Radrennfahrer
- Prodi, Giovanni (1925–2010), italienischer Mathematiker
- Prodi, Paolo (1932–2016), italienischer Historiker
- Prodi, Romano (* 1939), italienischer Ministerpräsident und Präsident der EU-Kommission
- Prodi, Tom (* 1993), belgischer Eishockeytorwart
- Prodi, Vittorio (1937–2023), italienischer Politiker (Partito Democratico), MdEP und Physiker
- Prodigal Sunn, US-amerikanischer Rapper
- Prodigy (1974–2017), US-amerikanischer RapperProdigy (1974–2017)

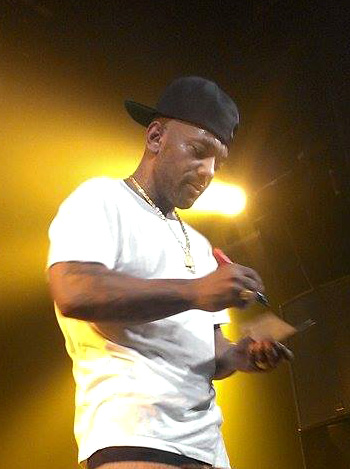
Prodigy (1974–2017)

- Prodikos von Keos, griechischer Humanist der frühen Sophisten
- Prodinger, Friederike (1913–2008), österreichische Volkskundlerin und Direktorin des Salzburg Museums
- Prodinger, Hans (1887–1938), österreichischer Politiker (DNSAP, GDVP), Landtagsabgeordneter, Abgeordneter zum Nationalrat
- Prodinger, Max (* 1976), österreichischer Opernsänger (Tenor)
- Prödl, Sebastian (* 1987), österreichischer Fußballspieler, -funktionär, Unternehmer und InvestorSebastian Prödl (* 1987)

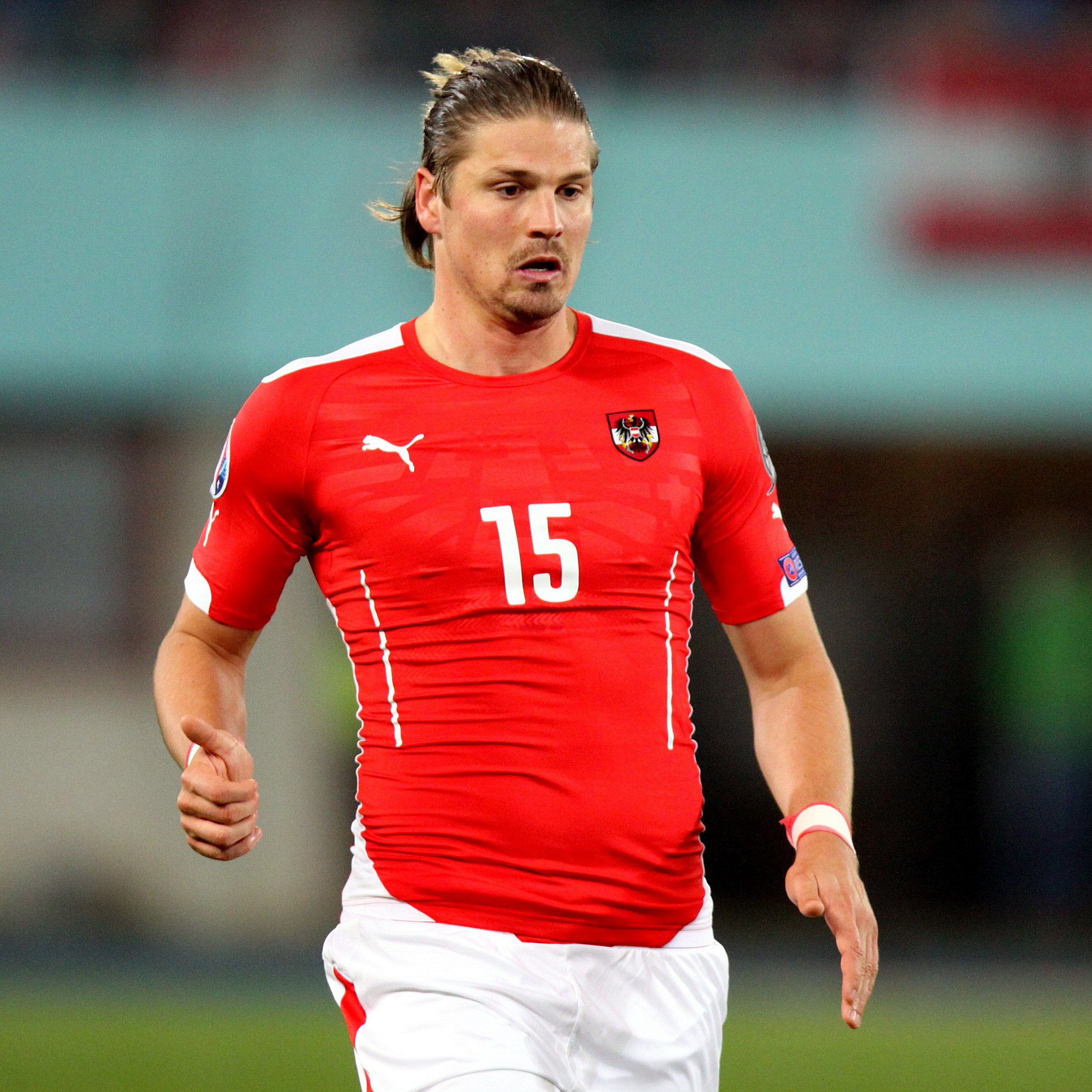
Sebastian Prödl (* 1987)

- Prodöhl, Günter (1920–1988), deutscher Autor
- Prodolliet, Ernest (1905–1984), Schweizer Diplomat
- Prodolliet, Ernest (1925–2009), Schweizer Filmwissenschaftler, Journalist und Dozent für Filmkunde
- Prodon, Éric (* 1981), französischer Tennisspieler
- Prodromidès, Jean (1927–2016), französischer Komponist
- Prodromos, Theodoros, byzantinischer Schriftsteller
- Prodycem (* 1979), deutscher Rapper

### Proe
- Proeber, Martina (* 1963), deutsche Wasserspringerin
- Proebst, Carl (1853–1939), deutscher Manager der Brauindustrie
- Proebst, Franz Xaver (* 1886), deutscher Architekt
- Proebst, Hermann (1904–1970), deutscher Journalist
- Proebst, Walter (1934–2017), deutscher Motorrad- und Autorennfahrer
- Proebster, Erich (* 1929), deutscher Drehbuchlektor, Filmdramaturg und Fernseh- und Hörfunk-Programmdirektor
- Proebster, Walter (1928–2020), deutscher Elektrotechniker, Informatiker und Hochschullehrer
- Proebstl, Max (1913–1979), deutscher Opern- und Oratoriensänger (Bass)
- Proeck, Friedrich Eduard von (* 1714), preußischer Leutnant und Landrat
- Proeck, Friedrich von (1640–1721), deutscher und kurbrandenburger Generalwachtmeister der Infanterie
- Proeck, Friedrich Wilhelm von (1632–1688), preußischer Oberburggraf
- Proeck, Otto von (1886–1947), deutscher Offizier, SS-Führer und Polizeipräsident in Bromberg und Kassel
- Proeck, Wilhelm von (1585–1654), Mitglied der Fruchtbringenden Gesellschaft
- Proehl, Friedrich-Karl (1920–1991), deutscher Historiker
- Proehl, Jochen (* 1958), deutscher Künstler
- Proehl, Michael (* 1975), deutscher DrehbuchautorMichael Proehl (* 1975)

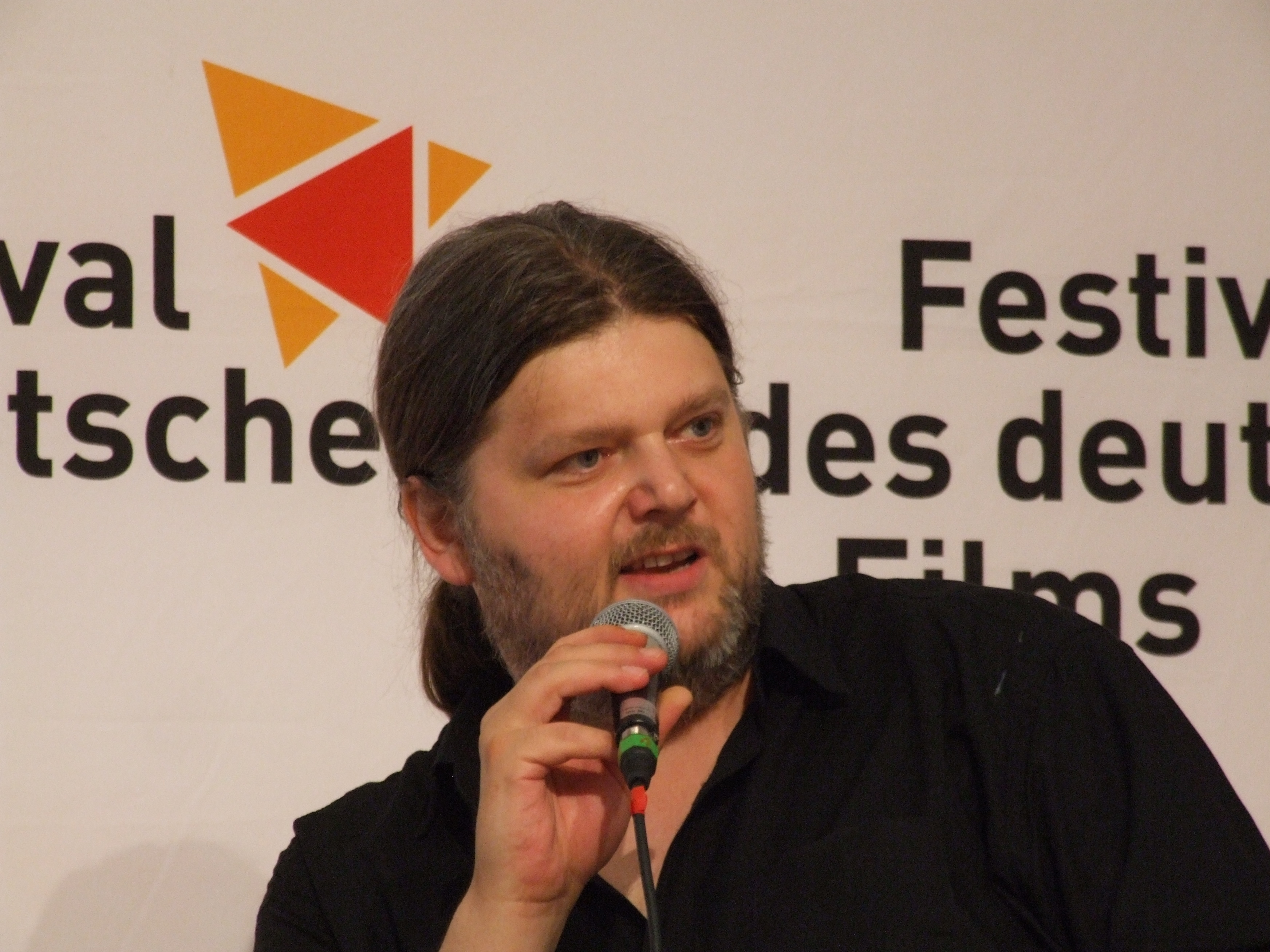
Michael Proehl (* 1975)

- Proehl, Ricky (* 1968), US-amerikanischer Footballspieler
- Proell, Friedrich (1881–1963), deutscher Zahnarzt
- Proeller, Isabella (* 1973), Betriebswirtin und Verwaltungswissenschaftlerin
- Proelß, Alexander (* 1973), deutscher Jurist und Professor für öffentliches Recht an der Universität Trier
- Proelß, Johannes (1853–1911), deutscher Schriftsteller
- Proença, Hélder (1956–2009), guinea-bissauischer Schriftsteller und Politiker
- Proença, Pedro (* 1962), portugiesischer Maler, Zeichner, Illustrator
- Proença, Pedro (* 1970), portugiesischer Fußballschiedsrichter
- Proença, Raul (1884–1941), portugiesischer Bibliothekar, Schriftsteller, Journalist und Intellektueller
- Proenneke, Richard (1916–2003), US-amerikanischer Hobbynaturforscher und Aussteiger
- Proeseler, Gerhard (1937–2014), deutscher Phytomediziner und Pflanzenvirologe
- Proeski, Toše (1981–2007), mazedonischer Sänger und SongwriterToše Proeski (1981–2007)

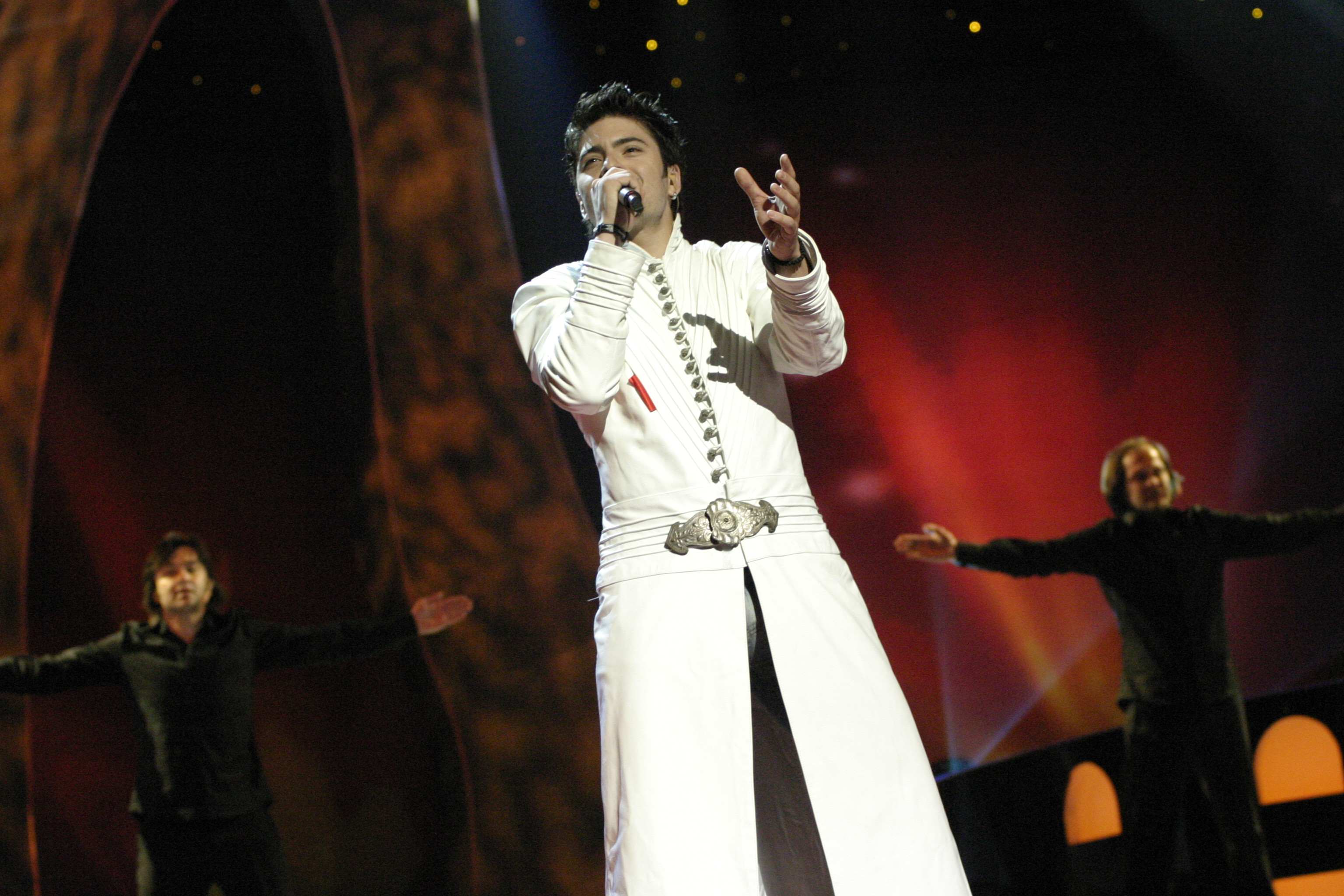
Toše Proeski (1981–2007)

- Proesler, Hans (1888–1956), deutscher Historiker und Soziologe
- Proess, Jean (1896–1978), luxemburgischer Sprinter und Mittelstreckenläufer
- Proetel, Hermann (1876–1956), deutscher Bauingenieur, preußischer Baubeamter und Hochschullehrer, Spezialist für Seehafen- und Kanalbau
- Proexes, Satrap von Paropamisaden
- Proeyen, Karen Van (* 1984), belgische Leichtathletin

### Prof
- Profaci, Joseph (1897–1962), italo-amerikanischer Mobster
- Profant, Wenzel (1913–1989), luxemburgischer Maler und Bildhauer
- Profanter, Daniel (* 1996), italienischer Radiomoderator (Südtirol)
- Profanter, Hansjörg (* 1956), italienischer Musiker (Südtirol)
- Profanter, Susanne (* 1970), österreichische Judoka
- Profanter, Toni (* 1954), italienischer Kapellmeister
- Profanter, Ursula (* 1968), österreichische Kanutin
- Profazio, Otello (1934–2023), italienischer Musiker und Autor
- Profe, Ambrosius (1589–1661), deutscher Organist, Komponist und Musikherausgeber
- Profé, Georg A. (1908–1977), deutscher Schauspieler, Filmproduzent und Regisseur
- Profes, Anton (1896–1976), österreichischer Schlager- und Filmkomponist
- Professor Green (* 1983), britischer Rapper
- Professor Griff (* 1960), US-amerikanischer Rapper und ProduzentProfessor Griff (* 1960)

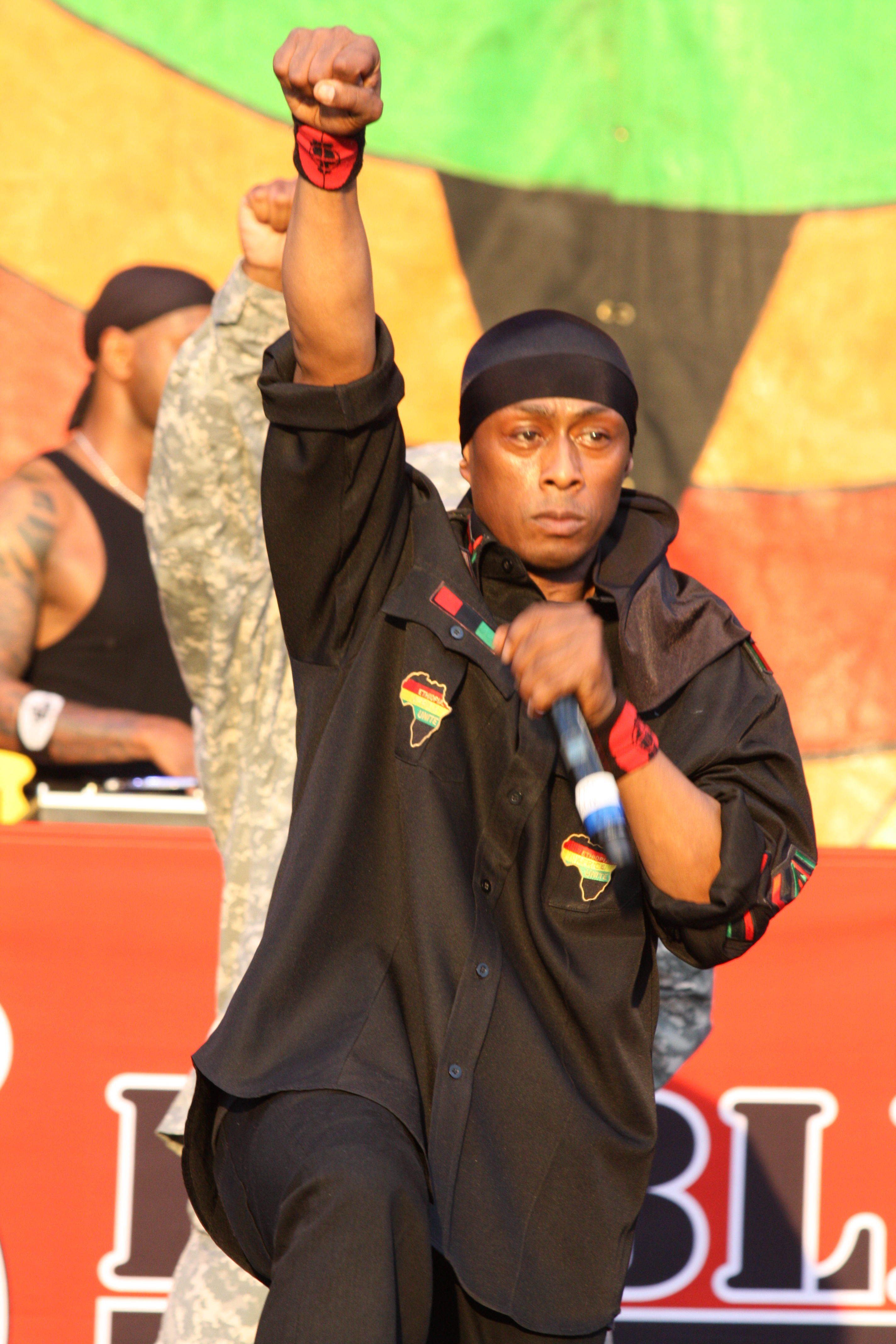
Professor Griff (* 1960)

- Professor Longhair (1918–1980), US-amerikanischer Musiker
- Professor St. Roman (1829–1918), österreichischer Zauberkünstler
- Professor Tribini (1915–1973), dänischer Unterhaltungskünstler, Zauberer und Schauspieler
- Profet, Margaret (* 1958), US-amerikanische Evolutionsbiologin
- Profeta, Laurențiu (1925–2006), rumänischer Komponist
- Profeti, Angiolo (1918–1981), italienischer Kugelstoßer und Diskuswerfer
- Profetta, José, argentinischer Fußballspieler
- Proff, Peter (* 1971), deutscher Kieferorthopäde und Hochschullehrer
- Proff-Irnich, Carl Ludwig von (1816–1895), Jurist, Mediziner und Reichstagsabgeordneter
- Proffit, George H. (1807–1847), US-amerikanischer Politiker
- Proffitt, Ben (* 1978), britischer Windsurfer
- Profft, Elmar (1905–1978), deutscher Chemiker und Hochschullehrer
- Profijt, Jutta (* 1967), deutsche Schriftstellerin von Romanen, Kriminalromanen und Sachbüchern
- Profit, Christophe (* 1961), französischer Bergsteiger
- Profit, Clarence (1912–1944), US-amerikanischer Jazzpianist, Bandleader und Komponist der Swingära
- Profit, David (* 1976), deutscher Politiker (Bündnis 90/Die Grünen) und Jurist
- Profit, Friedrich (1874–1951), deutscher Politiker
- Profitis, Panos (* 1988), griechischer bildender Künstler
- Profitlich, Markus Maria (* 1960), deutscher Komiker, Schauspieler und SynchronsprecherMarkus Maria Profitlich (* 1960)

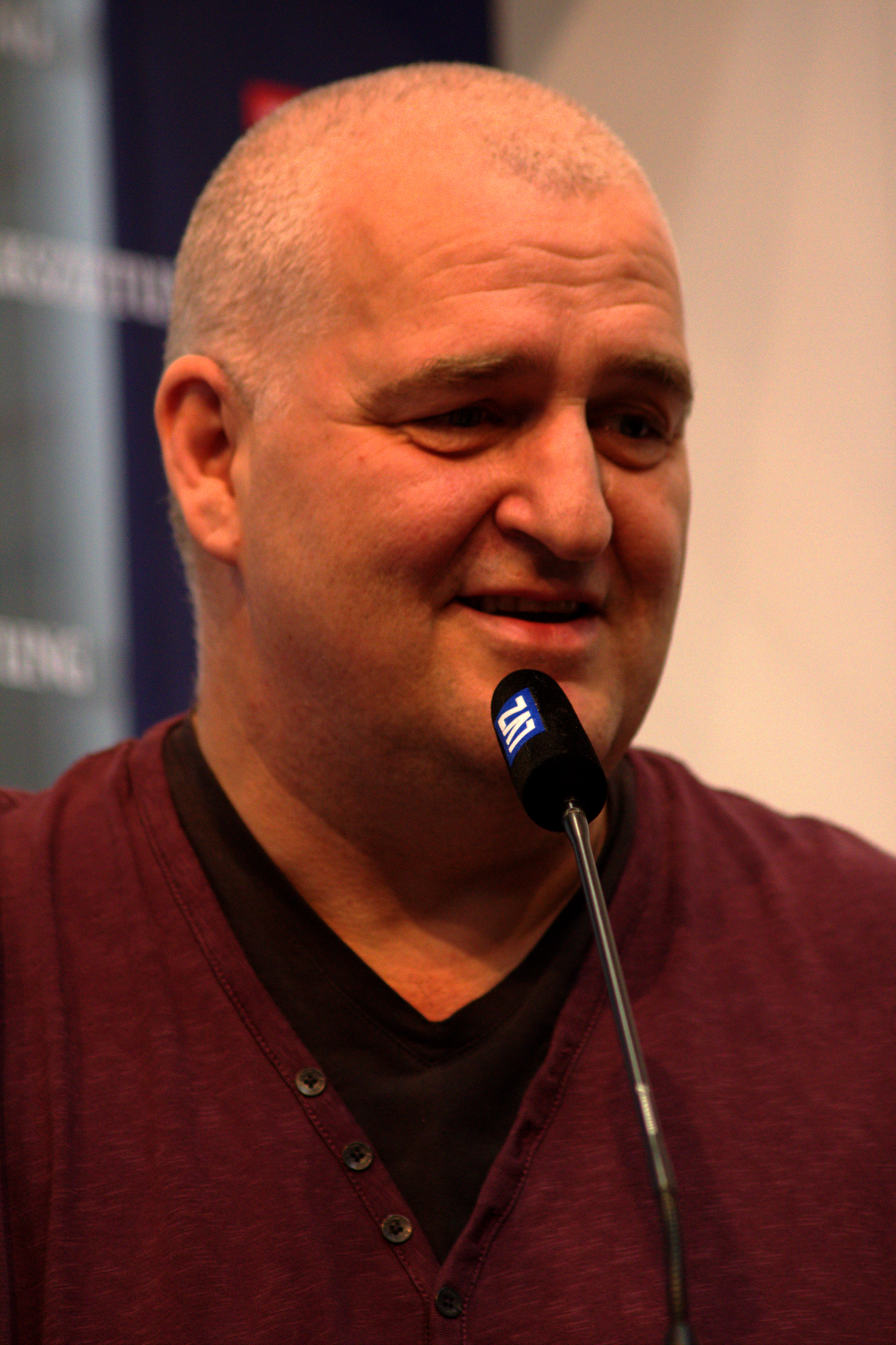
Markus Maria Profitlich (* 1960)

- Profitlich, Paul (1821–1902), deutscher Unternehmer, Pelzfabrikant
- Profitlich, Ulrich (* 1936), deutscher Literaturwissenschaftler und Hochschullehrer
- Profittlich, Eduard (1890–1942), deutscher Jesuit, Glaubenszeuge, Märtyrer, Apostolischer Administrator für Estland und TitularerzbischofEduard Profittlich (1890–1942)

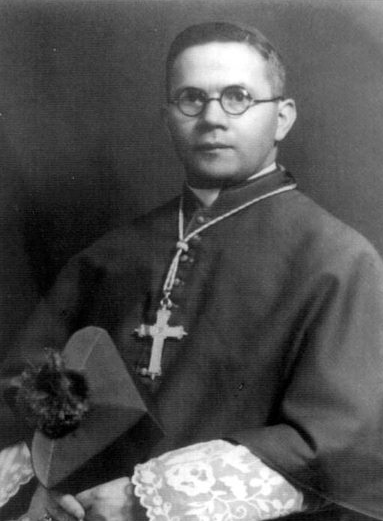
Eduard Profittlich (1890–1942)

- Profke, Lothar (* 1941), deutscher Mathematikdidaktiker
- Profohs, Lotte (1934–2012), österreichische Malerin
- Profos, Brigitte (* 1943), Schweizer Politikerin (SP), Landammann von Zug
- Profos, Felix (* 1969), Schweizer Komponist
- Profos, Paul (1913–2001), Schweizer Maschinenbauingenieur
- Profous, Antonín (1878–1953), tschechischer Sprachwissenschaftler
- Pröfrock, Matthias (* 1977), deutscher Politiker (CDU), MdL
- Pröfrock, Nora (* 1981), deutsche Übersetzerin
- Pröfrock, Torsten, deutscher Techno- und Electronica-Musiker, Labelbetreiber
- Pröfrock, Werner (* 1911), deutscher Fußballspieler
- Proft, Andreas (* 1973), deutscher Sportkletterer
- Proft, Carter (* 1994), deutsch-kanadischer Eishockeyspieler
- Proft, Gabriele (1879–1971), österreichische Politikerin (SPÖ), Landtagsabgeordnete, Abgeordnete zum Nationalrat
- Proft, Hilmar (1931–2022), deutscher Illustrator und Kostümbildner
- Proft, Ingo (* 1981), deutscher Theologe und Ethiker
- Proft, Irmhild (1936–2022), deutsche Illustratorin und Bühnen- und Kostümbildnerin
- Proft, Pat (* 1947), US-amerikanischer Drehbuchautor, Schauspieler und Regisseur
- Proft, Werner (1901–1989), deutscher Hockeyspieler
- Profugo, Ruben (1938–2014), philippinischer Geistlicher, römisch-katholischer Bischof von Lucena
- Profumo, Alessandro (* 1957), italienischer BankmanagerAlessandro Profumo (* 1957)

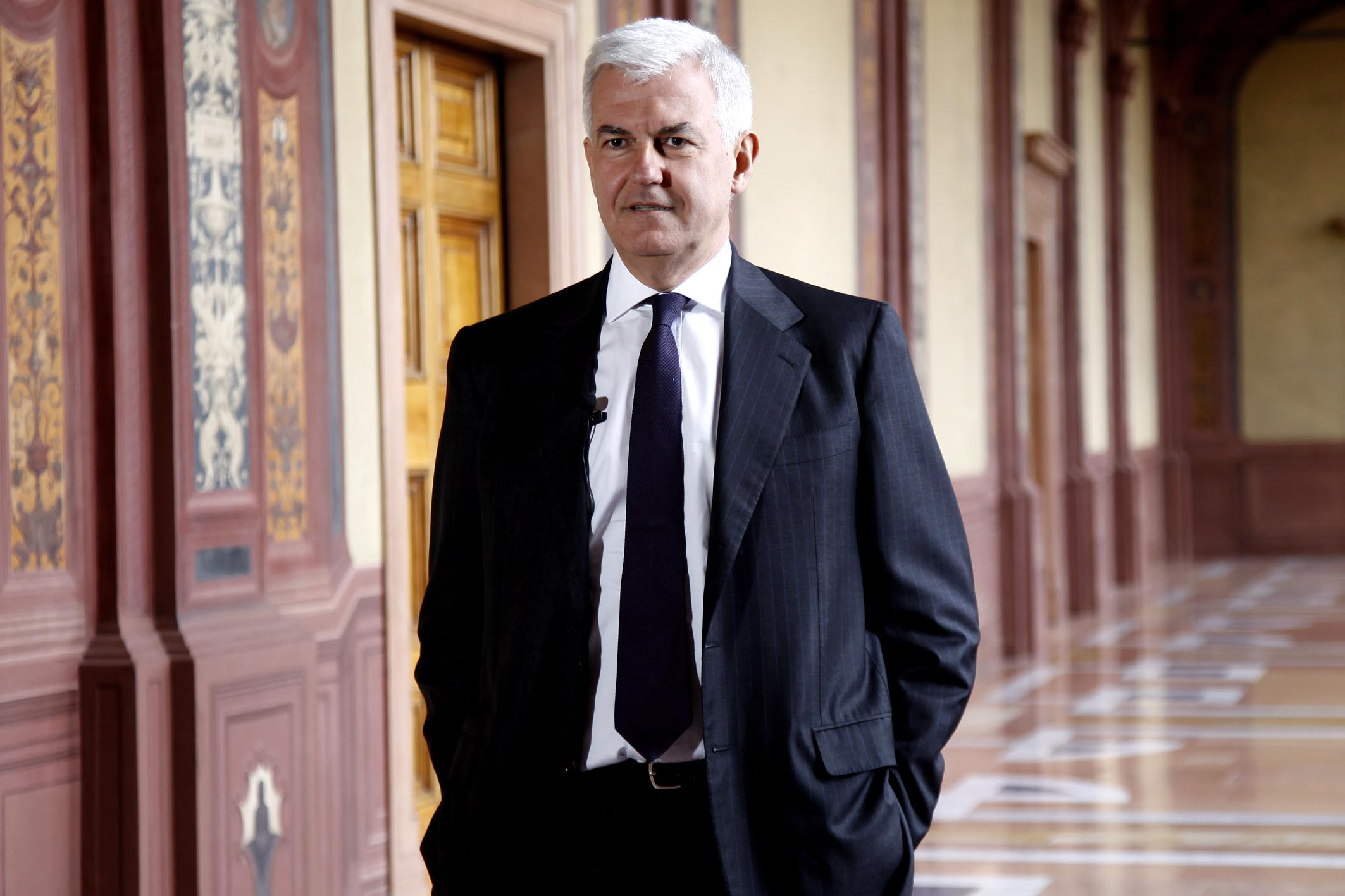
Alessandro Profumo (* 1957)

- Profumo, David (* 1955), britischer Journalist und Autor
- Profumo, Francesco (* 1953), italienischer Elektroingenieur, Hochschullehrer und Minister
- Profumo, John (1915–2006), britischer Politiker

### Prog
- Prögelhof, Florian (* 1994), österreichischer Fußballspieler
- Pröger, Kai (* 1992), deutscher Fußballspieler
- Progin, Antoine-Philippe (1833–1871), Schweizer Politiker und Staatskanzler des Kantons Freiburg
- Progin-Theuerkauf, Sarah (* 1978), Schweizer Rechtswissenschaftlerin
- Pröglhöf, Harald (1920–1988), österreichischer Opernsänger (Bassbariton)
- Proglio, Henri (* 1949), französischer Manager
- Prograis, Regis (* 1989), US-amerikanischer Boxer im Halbweltergewicht
- Progulski, Stanisław (1874–1941), polnischer Pädiater und Hochschullehrer

### Proh
- Prohart, Florian (* 1999), österreichischer Fußballspieler
- Prohaska von Guelfenburg, Franz Adolf (1768–1862), österreichischer Adeliger und Offizier
- Prohaska, Alois (* 1986), österreichischer Fußballspieler
- Prohaska, Anna (* 1983), österreichisch-englische Sängerin (Sopran)
- Prohaska, Anton (* 1940), österreichischer Diplomat
- Prohaska, Carl (1869–1927), österreichischer Komponist
- Prohaska, Daniel (* 1973), österreichisch-britischer Sänger (Tenor)
- Prohaska, Doris (* 1966), österreichische Hauptschullehrerin und Politikerin (SPÖ), Landtagsabgeordnete
- Prohaska, Felix (1912–1987), österreichischer Dirigent
- Prohaska, Gert (* 1976), österreichischer Eishockeytorwart
- Prohaska, Herbert (* 1955), österreichischer Fußballspieler und -trainerHerbert Prohaska (* 1955)

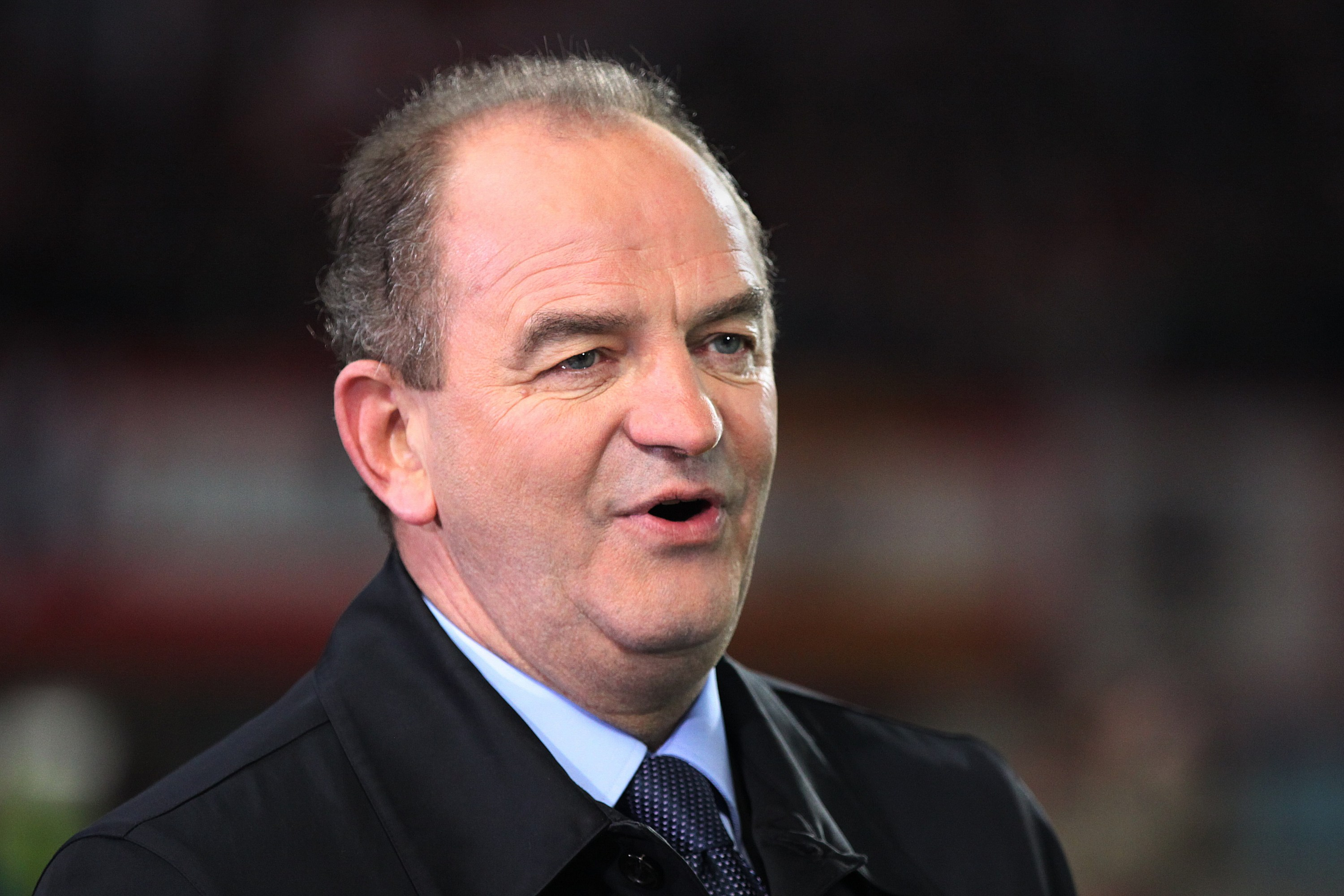
Herbert Prohaska (* 1955)

- Prohaska, Janos (1919–1974), ungarisch-amerikanischer Filmschauspieler und Stuntman
- Prohaska, Karin (* 1945), deutsche Schlagersängerin
- Prohaska, Miljenko (1925–2014), jugoslawischer später kroatischer Bassist, Komponist und Orchesterleiter
- Prohaska, Nadine (* 1990), österreichische FußballspielerinNadine Prohaska (* 1990)

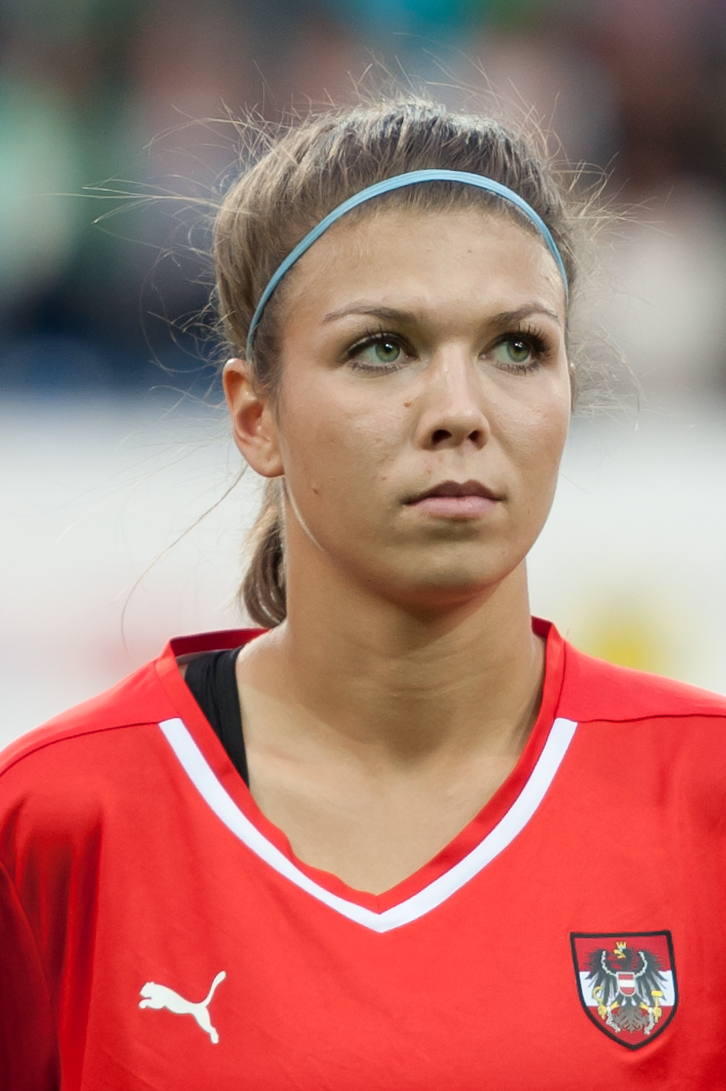
Nadine Prohaska (* 1990)

- Prohászka, Péter (* 1992), ungarischer Schachmeister
- Proházka, Michael Karl (1956–2023), österreichischer Ordensgeistlicher, Prämonstratenser, Abt
- Prohazka, Rudolf (1947–2011), österreichischer Architekt
- Prohens, Rafael (* 1955), chilenischer Politiker
- Prohías, Antonio (1921–1998), kubanisch-amerikanischer Cartoonist
- Pröhl, Günther (1895–1977), deutscher Verwaltungsbeamter im Reichskommissariat Ostland
- Prohl, Hedwig (1823–1886), deutsche Jugendschriftstellerin
- Prohl, Inken (* 1965), deutsche Religionswissenschaftlerin und Japanologin
- Pröhl, Joachim (* 1932), deutscher Militärarzt
- Prohl, Robert (* 1952), deutscher Sportwissenschaftler
- Pröhl, Wolfgang (* 1931), deutscher Fußballspieler
- Prőhle, Gergely (* 1965), ungarischer Politiker und Diplomat
- Pröhle, Heinrich (1822–1895), deutscher Lehrer und Autor
- Pröhle, Heinrich Andreas (1797–1875), deutscher evangelischer Geistlicher und Autor
- Pröhle, Heinrich Friedrich Wilhelm (1870–1950), evangelischer Pfarrer und Hochschullehrer
- Prohme, Rayna (1894–1927), US-amerikanische Journalistin
- Prohnimak, Oleksandr (* 1958), ukrainischer Politiker und Geschäftsmann
- Prohorius, Bischof von Krakau

### Proi
- Proia, Gianni (* 1921), italienischer Dokumentarfilmregisseur
- Proia, Karin (* 1974), italienische Schauspielerin und Regisseurin
- Proidl, Karin, österreichische Diplomatin
- Proietti, Biagio (1940–2022), italienischer Drehbuchautor und Filmregisseur
- Proietti, Gigi (1940–2020), italienischer Film-, Fernseh- und Theaterschauspieler sowie Regisseur und SynchronsprecherGigi Proietti (1940–2020)

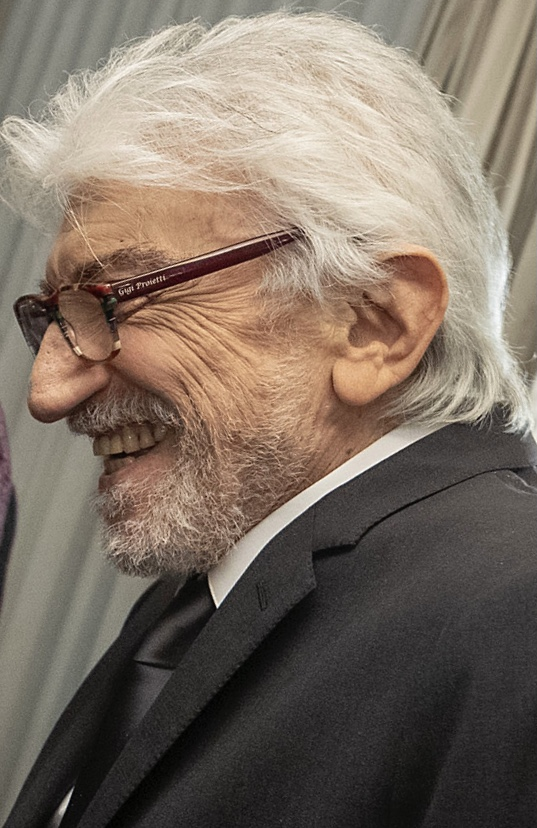
Gigi Proietti (1940–2020)

- Proietti, Gino (1917–2004), französischer Radrennfahrer
- Proios, Dorotheos (1765–1821), griechischer Theologe, Lehrer und Metropolit
- Proisl, Karl (1911–1949), österreichischer Kanute
- Proisy, Patrick (* 1949), französischer Tennisspieler
- Pròixida i de Centelles, Gilabert de (1370–1405), valencianischer Dichter und Troubadour

### Proj
- Project Pat (* 1972), US-amerikanischer RapperProject Pat (* 1972)

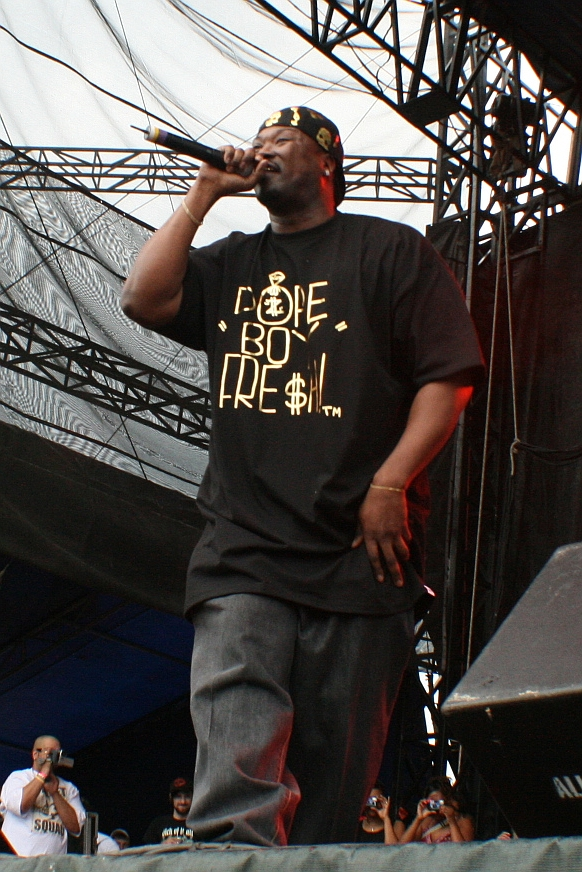
Project Pat (* 1972)

- Projer, Jonas (* 1981), Schweizer Journalist, Fernsehmoderator und Parteifunktionär
- Projetto, Giuseppina (1902–2018), italienische Supercentenarian
- Projkovska, Ivana (* 1986), nordmazedonische Fußballschiedsrichterin
- Projkow, Christo (* 1946), bulgarischer Geistlicher, bulgarisch-katholischer Bischof

### Prok
- Prokaschowa, Ljudmila (* 1969), kasachische Eisschnellläuferin
- Prokec, Čaba (* 1980), serbischer Eishockeyspieler
- Prokert, Heinz (1904–1964), deutscher Gymnasiallehrer, Archivar und Bibliothekar
- Prokeš, Josef (1933–2016), tschechoslowakischer Skilangläufer
- Prokeš, Ladislav (1884–1966), tschechoslowakischer Schachstudienkomponist
- Prokeš, Pavel (* 1956), deutsch-tschechischer Eishockeyspieler
- Prokeš, Zdeněk (* 1953), tschechoslowakischer Fußballspieler
- Prokesch von Osten, Anton (1795–1876), österreichischer General, Diplomat und Reiseschriftsteller
- Prokesch, Alfred (1930–2010), österreichischer Journalist und Autor
- Prokešová, Katarína (* 1976), slowakische Trampolinturnerin und Turntrainerin
- Prokhovnik, Simon Jacques (1920–1994), australischer Mathematiker, Kosmologe und Hochschullehrer
- Prokić, Ivan (* 1975), serbischer Eishockeyspieler
- Prokić, Marko (* 1984), serbischer Eishockeyspieler
- Prokić, Predrag (* 1982), serbischer Radrennfahrer
- Prokina, Jelena (* 1964), russische Opernsängerin (Sopran)
- Prokisch, Andreas († 1945), sudetendeutscher Kommunalpolitiker (DCSVP)
- Prokisch, Bernhard (* 1957), österreichischer Kunsthistoriker und Numismatiker
- Proklees, griechischer Töpfer
- Prokles, Archon von Samos
- Prokles, Tyrann von Epidauros
- Proklos (412–485), griechischer Philosoph
- Proklos von Konstantinopel, Erzbischof von Konstantinopel
- Proklowa, Jelena Igorewna (* 1953), sowjetische Film- und Theaterschauspielerin
- Prokofieff, Dimitrij von (1879–1950), russisch-deutscher Maler
- Prokofieff, Sergej O. (1954–2014), russischer Autor und Anthroposoph
- Prokofjev, Saša (* 1971), slowenische Sprinterin
- Prokofjew, Andrei Wassiljewitsch (1959–1989), sowjetischer Hürdenläufer und Sprinter
- Prokofjew, Georgi Nikolajewitsch (1897–1942), russischer Linguist, Ethnograph und Hochschullehrer
- Prokofjew, Iwan Petrowitsch (1877–1958), russisch-sowjetischer Verkehrsingenieur, Brückenbau-Ingenieur und Hochschullehrer
- Prokofjew, Iwan Prokofjewitsch (1758–1828), russischer Bildhauer und Hochschullehrer
- Prokofjew, Iwan Wassiljewitsch († 1845), Unternehmer
- Prokofjew, Sergei Sergejewitsch (1891–1953), sowjetischer Pianist und KomponistSergei Sergejewitsch Prokofjew (1891–1953)

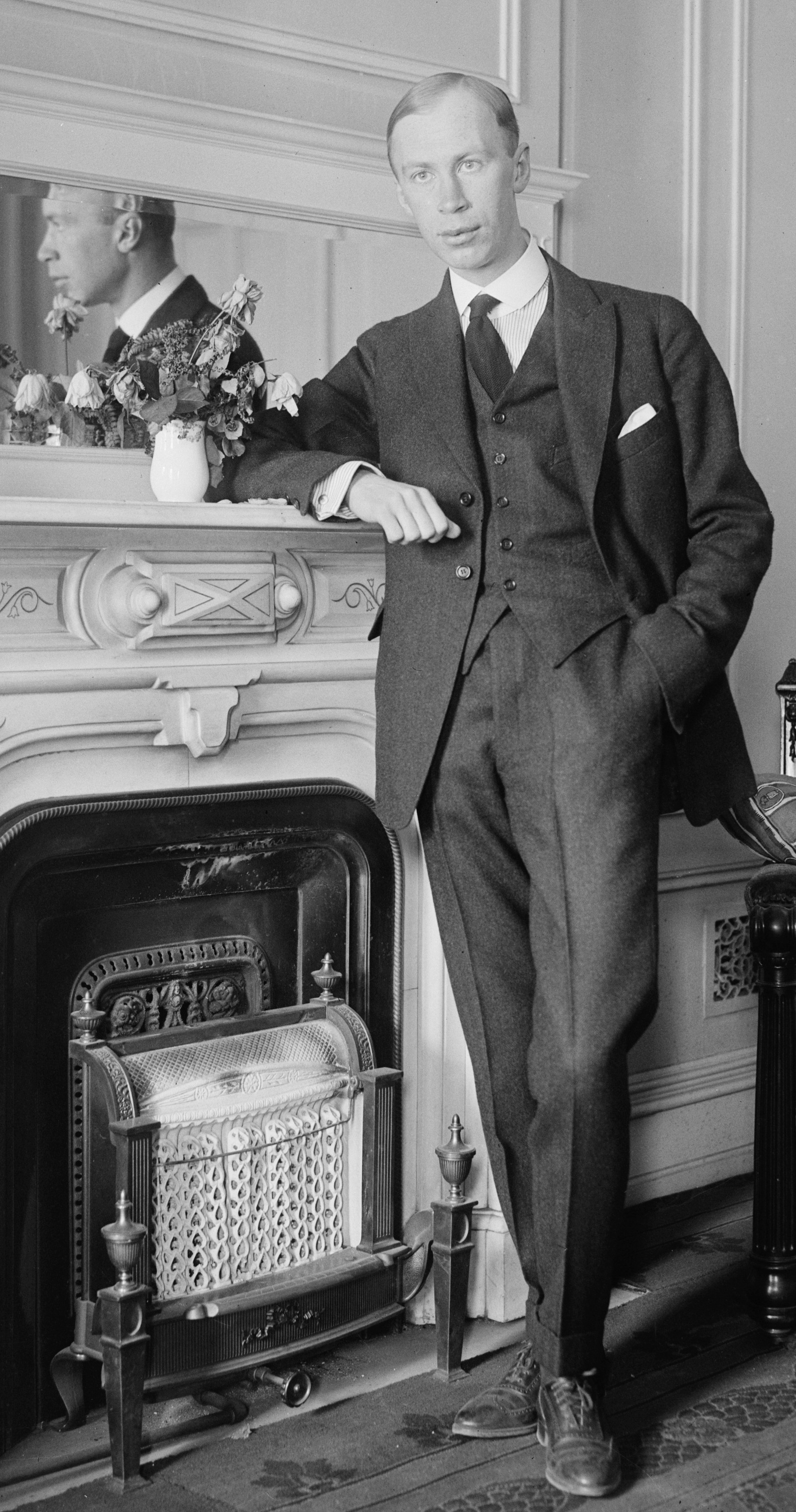
Sergei Sergejewitsch Prokofjew (1891–1953)

- Prokofjew, Wladimir Konstantinowitsch (1898–1993), russischer Physiker und Hochschullehrer
- Prokofjewa, Jelena Gennadjewna (* 1994), russische Synchronschwimmerin
- Prokofjewa, Lina (1897–1989), spanisch-sowjetische Sängerin
- Prokop († 1295), römisch-katholischer Bischof von Krakau
- Prokop von Mähren († 1405), Markgraf von Mähren
- Prokop von Pilsen († 1457), tschechischer Theologe, mehrmaliger Rektor der Karlsuniversität, Administrator der utraquistischen Kirche
- Prokop von Sázava († 1053), tschechischer Heiliger, Priester
- Prokop von Templin (1609–1680), deutscher Schriftsteller und geistlicher Liederdichter
- Prokop von Ustjug († 1303), deutscher Kaufmann und Heiliger der russisch-orthodoxen Kirche
- Prokop, Adolf (* 1939), deutscher Fußballschiedsrichter
- Prokop, Andreas († 1434), Heeresführer der Hussiten
- Prokop, August (1838–1915), österreichischer Architekt und Hochschullehrer
- Prokop, Axel (* 1963), deutscher Unfallchirurg
- Prokop, Christian (* 1978), deutscher Handballspieler und Handballtrainer
- Prokop, Clemens (* 1957), deutscher Jurist, Sportfunktionär und ehemaliger Leichtathlet
- Prokop, Clemens (* 1974), deutscher Musikproduzent und Autor
- Prokop, Dieter (* 1941), deutscher Soziologe
- Prokop, Dominik (1890–1970), Abt der Stifte Břevnov und Broumov und Rohr
- Prokop, Dominik (* 1997), österreichischer Fußballspieler
- Prokop, Ernst-Günther Karl (1935–2012), deutscher Pädagoge und Hochschullehrer
- Prokop, Florian (* 1988), deutscher Schauspieler, Journalist und ModeratorFlorian Prokop (* 1988)

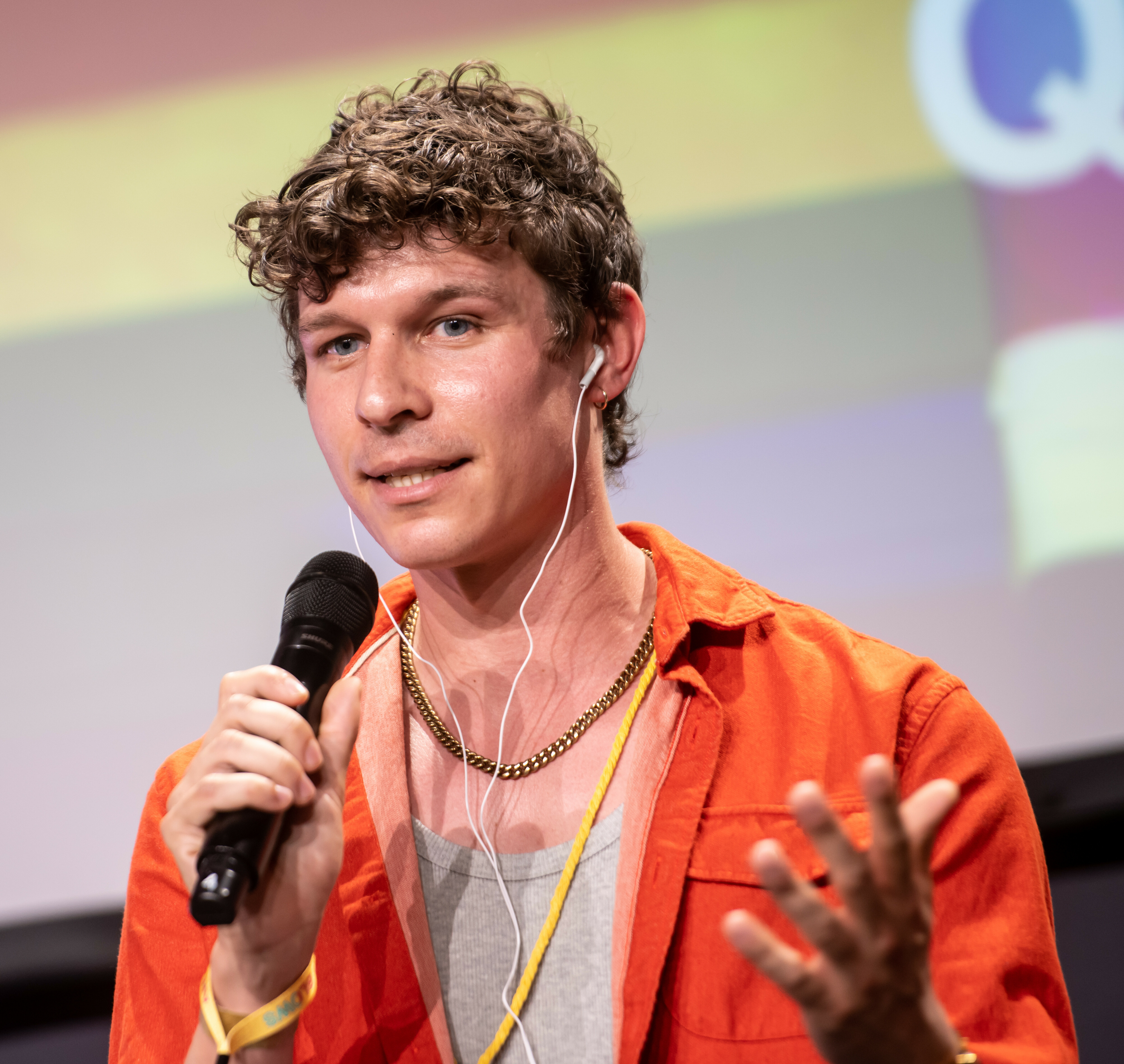
Florian Prokop (* 1988)

- Prokop, František Josef (1901–1973), tschechischer Schachkomponist und Schachspieler
- Prokop, Franz (* 1958), österreichischer Politiker (SPÖ)
- Prokop, Gerhard (1939–2002), deutscher Fußballspieler und -trainer
- Prokop, Gert (1932–1994), deutscher Schriftsteller
- Prokop, Gunnar (* 1940), österreichischer Leichtathletik- und Handballtrainer sowie Handballfunktionär
- Prokop, Gunnar (* 1997), österreichischer Handballspieler
- Prokop, Günther (* 1969), deutscher Verkehrswissenschaftler und Hochschullehrer
- Prokop, Heinz (* 1952), deutscher Handballtrainer
- Prokop, Josef (1898–1945), österreichischer Politiker (NSDAP), MdR und Grafiker
- Prokop, Karin (* 1966), österreichische Trainerin, Politikerin und ehemalige Handballspielerin
- Prokop, Liese (1941–2006), österreichische Sportlerin und Politikerin (ÖVP), LandtagsabgeordneteLiese Prokop (1941–2006)

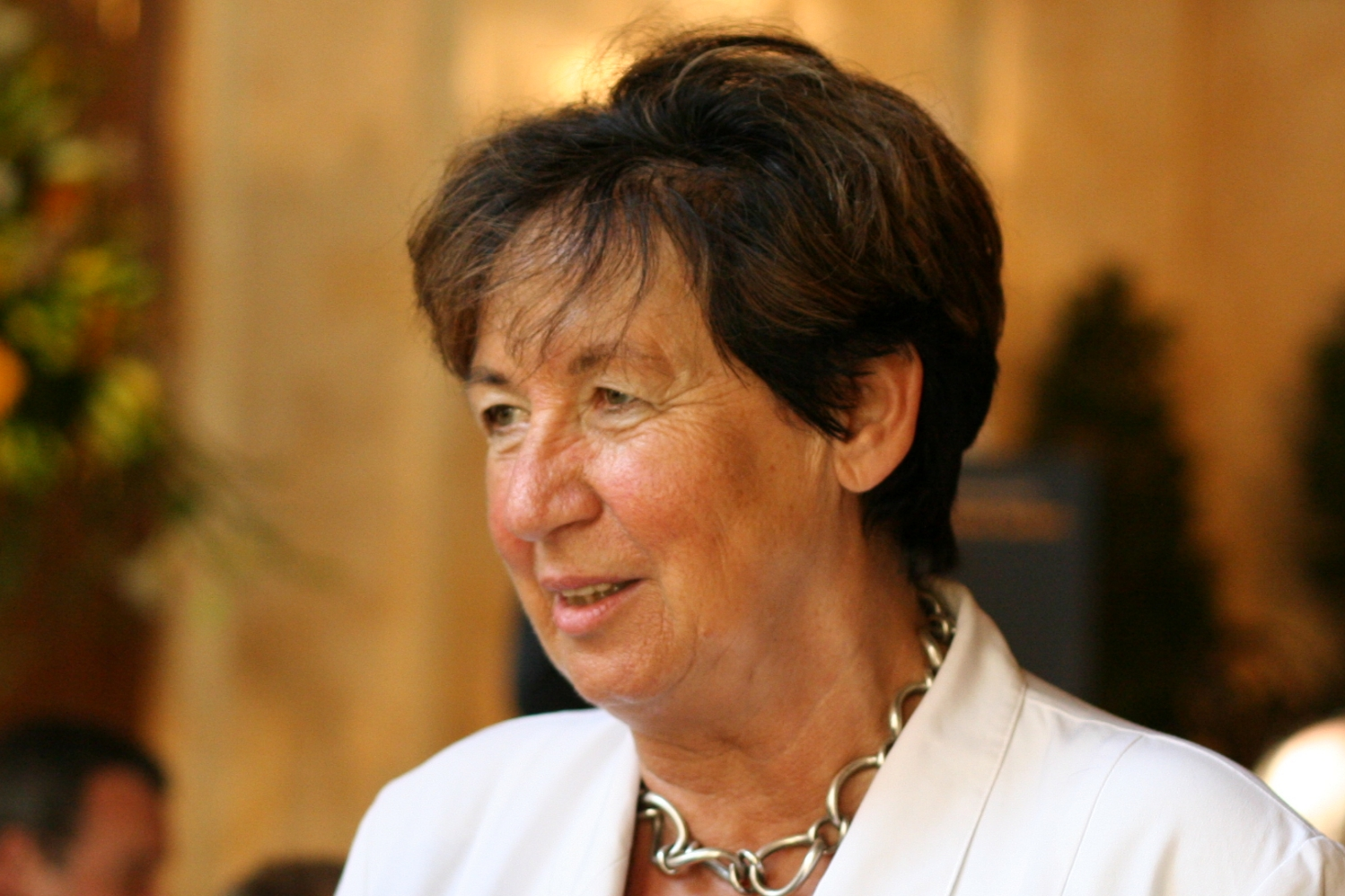
Liese Prokop (1941–2006)

- Prokop, Ludwig (1920–2016), österreichischer Sportler, Sportmediziner und Hochschullehrer
- Prokop, Lukas (* 1999), österreichischer Fußballspieler
- Prokop, Luke (* 2002), kanadischer Eishockeyspieler
- Prokop, Martin (* 1982), tschechischer Rallyefahrer
- Prokop, Matt (* 1990), US-amerikanischer Schauspieler
- Prokop, Michal (* 1981), tschechischer Radrennfahrer
- Prokop, Otto (1921–2009), österreichisch-deutscher Anatom und GerichtsmedizinerOtto Prokop (1921–2009)

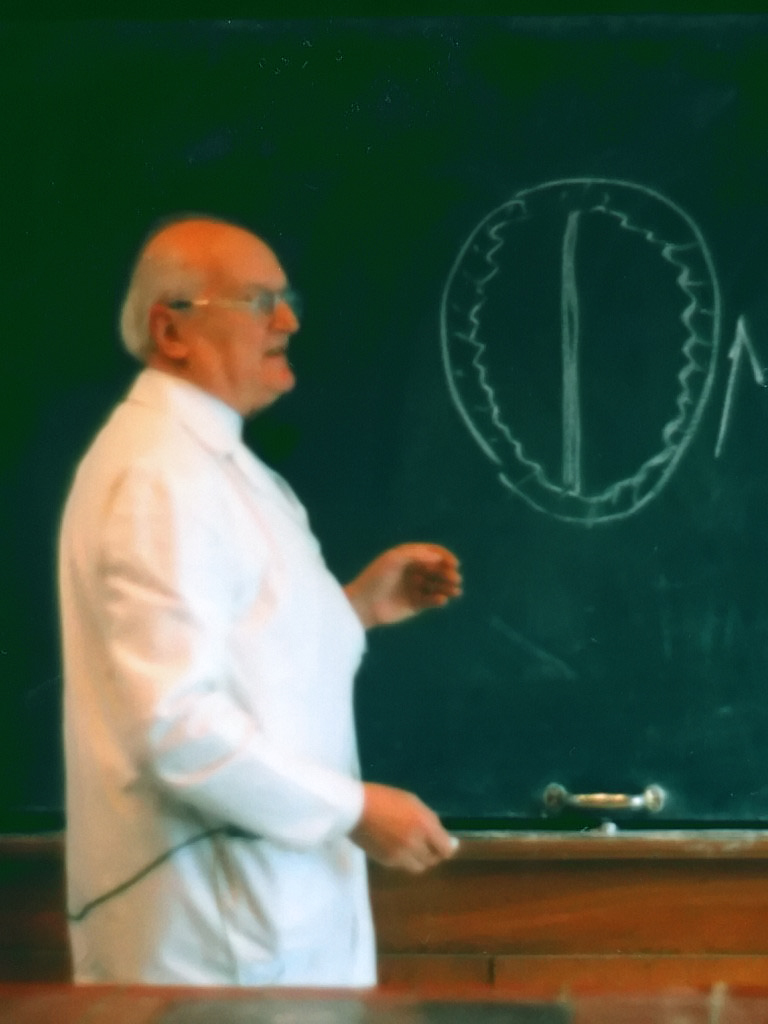
Otto Prokop (1921–2009)

- Prokop, Sebastian (* 1974), österreichischer Hörfunk- und Fernsehjournalist
- Prokop, Siegfried (* 1940), deutscher Historiker
- Prokop, Skip († 2017), kanadischer Schlagzeuger
- Prokop, Stanley A. (1909–1977), US-amerikanischer Politiker
- Prokop, Theo (1892–1972), österreichischer Sänger, Bühnen- und Filmschauspieler
- Prokop, Ulrike (* 1945), deutsche Erziehungswissenschaftlerin
- Prokop, Walther (* 1946), deutscher Komponist
- Prokopcov, Dmitrij (* 1980), ukrainischer und tschechischer Tischtennisspieler
- Prokopčuka, Jeļena (* 1976), lettische Langstreckenläuferin
- Prokopczuk, Rafał (* 1999), polnischer Volleyballspieler
- Prokopec, Narcisse (1926–2023), deutsche Pianistin und Musiklehrerin
- Prokopec, Pavel (* 1980), tschechischer Handballspieler
- Prokopek, Grażyna (* 1977), polnische Sprinterin
- Prokopenko, Alexander (* 2002), deutsch-ukrainischer Fußballspieler
- Prokopenko, Anastassija Jurjewna (* 1986), russische Badmintonspielerin
- Prokopenko, Denys (* 1991), ukrainischer Offizier
- Prokopenko, Gennadi Jurjewitsch (* 1964), sowjetischer Skispringer
- Prokopenko, Heorhij (1937–2021), sowjetischer Schwimmer
- Prokopenko, Wladislaw (* 2000), kasachischer Fußballspieler
- Prokopetz, Joesi (* 1952), österreichischer Songwriter, Musiker, Autor, Darsteller und KabarettistJoesi Prokopetz (* 1952)

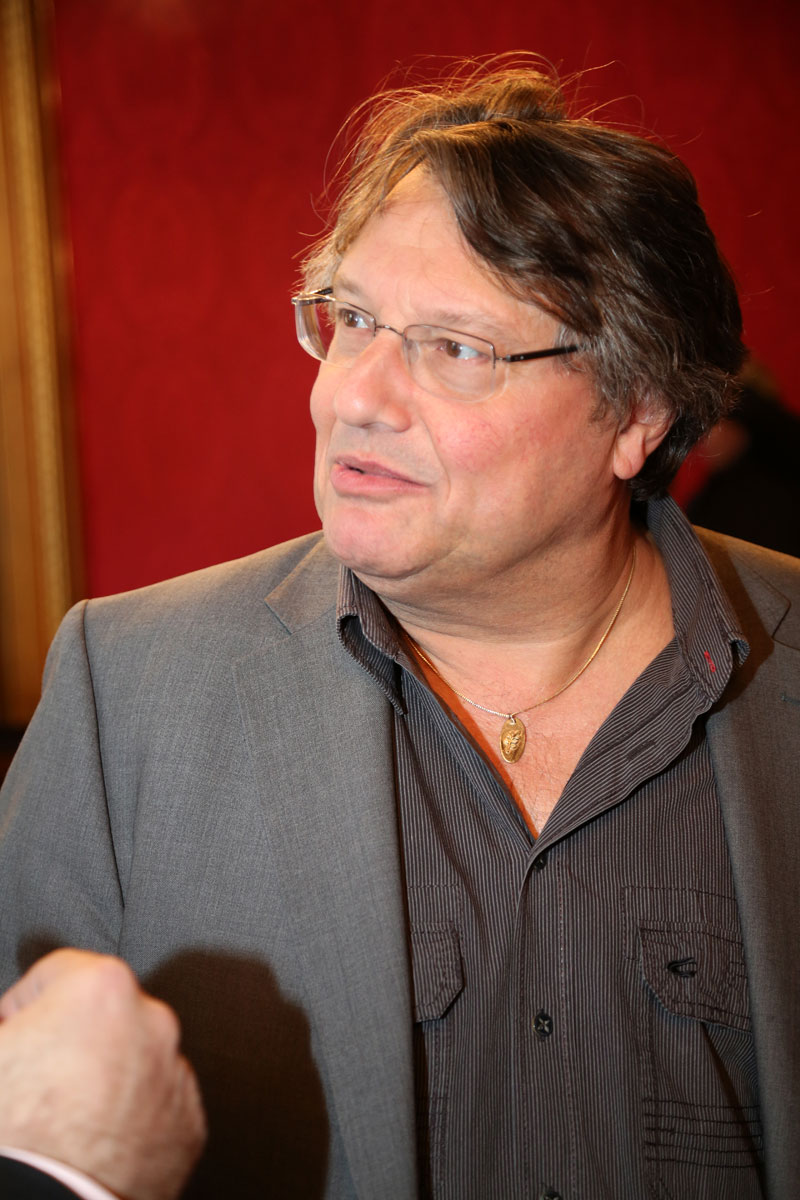
Joesi Prokopetz (* 1952)

- Prokoph, Roman (* 1985), deutscher Fußballspieler
- Prokopič, Boris (* 1988), österreichischer Fußballspieler
- Prokopios von Caesarea, byzantinischer Historiker
- Prokopios von Gaza († 528), Sophist und Rhetoriker
- Prokopiou, Georgios (1876–1940), griechischer Kriegsmaler, Fotograf und Dokumentarfilmer
- Prokopiuk, Jerzy (1931–2021), polnischer Anthroposoph, Autor und Übersetzer
- Prokopjew, Alexander Jurjewitsch (* 1971), russischer Eishockeyspieler
- Prokopjew, Sergei Sergejewitsch (* 1986), russischer Beachvolleyballspieler
- Prokopjew, Sergei Walerjewitsch (* 1975), russischer Kosmonaut
- Prokopjewa, Alexandra Jurjewna (* 1994), russische Skirennläuferin
- Prokopjewa, Alina Albertowna (* 1985), russische Langstreckenläuferin
- Prokopjewa, Kristina Maximowna (* 2000), russische Skispringerin
- Prokopjewa, Marija Andrejewna (* 1986), russische Beachvolleyballspielerin
- Prokopjewa, Olga Alexandrowna (* 1983), russische Biathletin
- Prokopowitsch, Sergei Nikolajewitsch (1871–1955), russischer Ökonom, Politiker und Hochschullehrer
- Prokopowitsch, Theophan (1681–1736), Kirchenfürst, Kirchenpolitiker, Theologe, Prediger und Dichter
- Prokopowytsch, Petro (1775–1850), ukrainischer Imker
- Prokopowytsch, Wjatscheslaw (1881–1942), ukrainischer Politiker, Publizist und Historiker
- Prokopp, Josef (1872–1952), österreichischer Künstler und Ansichtskartenverleger
- Prokopp, Sándor (1887–1964), ungarischer Sportschütze
- Prokoptschuk, Julija (* 1986), ukrainische Wasserspringerin
- Prokopyszyn, Filip (* 2000), polnischer Radrennfahrer
- Prokosch, Eduard (1876–1938), österreichisch-amerikanischer Linguist
- Prokosch, Frederic (1908–1989), US-amerikanischer Romancier
- Prokosch, Hans-Ulrich (* 1958), deutscher Medizininformatiker
- Prokosch, Peter (* 1952), deutscher Diplom-Biologe und ehemaliger Managing Director von GRID-Arendal in Norwegen UNEP Global Resource Information Database
- Prokoschkin, Dmitri Antonowitsch (1903–1988), russischer Physikochemiker, Materialwissenschaftler und Hochschullehrer
- Prokoschkin, Juri Dmitrijewitsch (1929–1997), russischer Elementarteilchenphysiker und Hochschullehrer
- Prokot, Inge (1933–2012), deutsche Grafikerin, Plastikerin und Objektkünstlerin
- Prokš, Josef (* 1959), tschechischer Offizier
- Proksa, Grzegorz (* 1984), polnischer Boxer
- Proksch, Alfred (1891–1981), österreichischer Politiker (NSDAP), MdR, Gau- und Landesleiter der NSDAP in Österreich
- Proksch, Alfred (1908–2011), österreichischer Grafiker, Illustrator, Maler und Leichtathlet
- Proksch, Anton (1897–1975), österreichischer Gewerkschafter und Politiker (SPÖ), Abgeordneter zum Nationalrat
- Proksch, Brigitte (* 1962), österreichische Theologin
- Proksch, Heide (* 1942), österreichische Tapisserie-Künstlerin
- Proksch, Johann Karl (1840–1923), österreichischer Arzt und Medizinhistoriker
- Proksch, Josef (1794–1864), deutsch-böhmischer Pianist und Komponist
- Proksch, Marie (1836–1900), böhmische Pianistin und Komponistin
- Proksch, Michael (* 1958), deutscher Komponist, Pianist und Autor
- Proksch, Peter (1935–2012), österreichischer Maler und Grafiker
- Proksch, Silvio (1962–1983), deutsches Todesopfer der Berliner Mauer
- Proksch, Udo (1934–2001), österreichischer Geschäftsmann und Krimineller
- Proksch-Ledig, Angelika (* 1952), deutsche Chemikerin und Richterin am Bundespatentgericht
- Prokscha, Kurt (1919–1998), deutscher Dirigent und Musikdirektor
- Prokschi, Rudolf (* 1953), österreichischer römisch-katholischer Kirchenhistoriker
- Prokudin, Oleksandr (* 1983), ukrainischer Politiker, Beamter und Polizist
- Prokudin, Pawel (* 1966), Premierminister von Transnistrien
- Prokudin-Gorski, Sergei Michailowitsch (1863–1944), russischer Pionier der FarbfotografieSergei Michailowitsch Prokudin-Gorski (1863–1944)

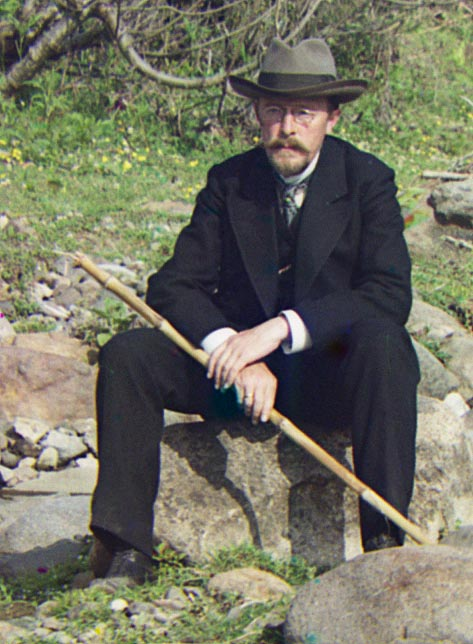
Sergei Michailowitsch Prokudin-Gorski (1863–1944)

- Prokulus von Verona, Bischof von Verona
- Prokunin, Andrei Wiktorowitsch (* 1978), russischer Biathlet
- Prokurorow, Alexei Alexejewitsch (1964–2008), russischer Skilangläufer

### Prol
- Proles, Andreas (1429–1503), deutscher Theologe
- Proles, Nickel († 1463), Dresdner Ratsherr und Bürgermeister
- Prolingheuer, Hans (1930–2022), deutscher Religionspädagoge, Kirchenhistoriker und Publizist
- Prolingheuer, Marvin (* 1990), deutscher Volleyballspieler
- Pröll, Alexander (* 1990), österreichischer Politiker (ÖVP)
- Pröll, Anna (1916–2006), deutsche Widerstandskämpferin in der Zeit des Nationalsozialismus
- Pröll, Arthur (1876–1957), österreichischer Flugzeugtechnik-Ingenieur und Hochschullehrer
- Proll, Astrid (* 1947), deutsche Terroristin, Mitbegründerin der Rote Armee Fraktion
- Pröll, Cornelia (* 1961), österreichische Skirennläuferin
- Pröll, Erwin (* 1946), österreichischer Politiker (ÖVP) und Landeshauptmann von Niederösterreich
- Pröll, Florian (1913–1993), österreichischer Ordensgeistlicher, Abt
- Pröll, Fritz (1915–1944), deutsches Mitglied der Roten Hilfe, KZ-Häftling in Dora-Mittelbau
- Pröll, Hans (1922–2017), deutscher Jurist und Kommunalpolitiker
- Pröll, Josef (1911–1984), deutscher Widerstandskämpfer gegen den Nationalsozialismus
- Pröll, Josef (* 1968), österreichischer Politiker (ÖVP), Abgeordneter zum Nationalrat, Vizekanzler und Bundesminister für FinanzenJosef Pröll (* 1968)

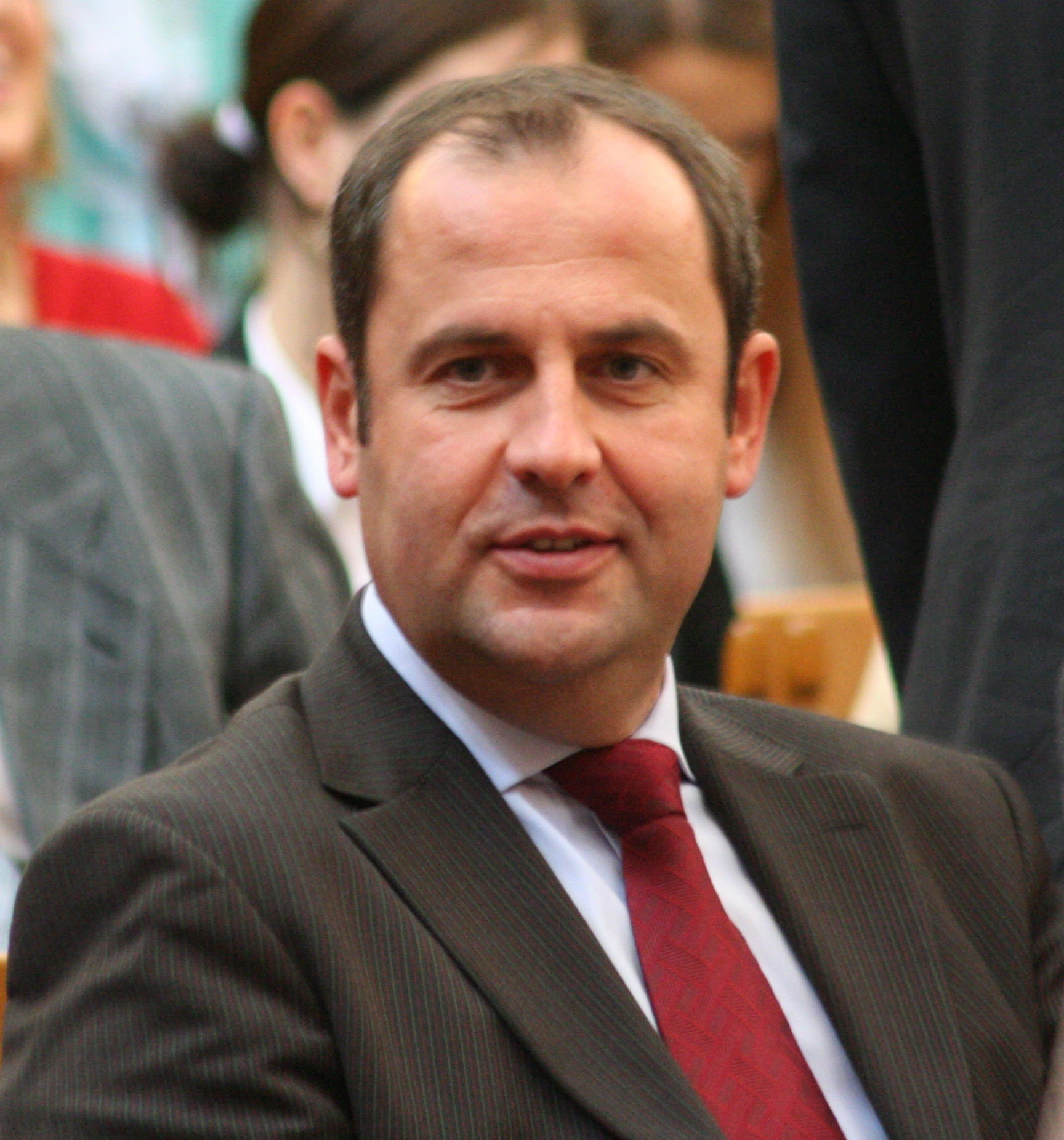
Josef Pröll (* 1968)

- Proll, Konrad (1909–2000), deutscher Architekt
- Pröll, Markus (* 1979), deutscher Fußballtorwart
- Pröll, Martin (* 1981), österreichischer Hindernis- und Langstreckenläufer
- Proll, Nina (* 1974), österreichische Schauspielerin, Sängerin und TänzerinNina Proll (* 1974)

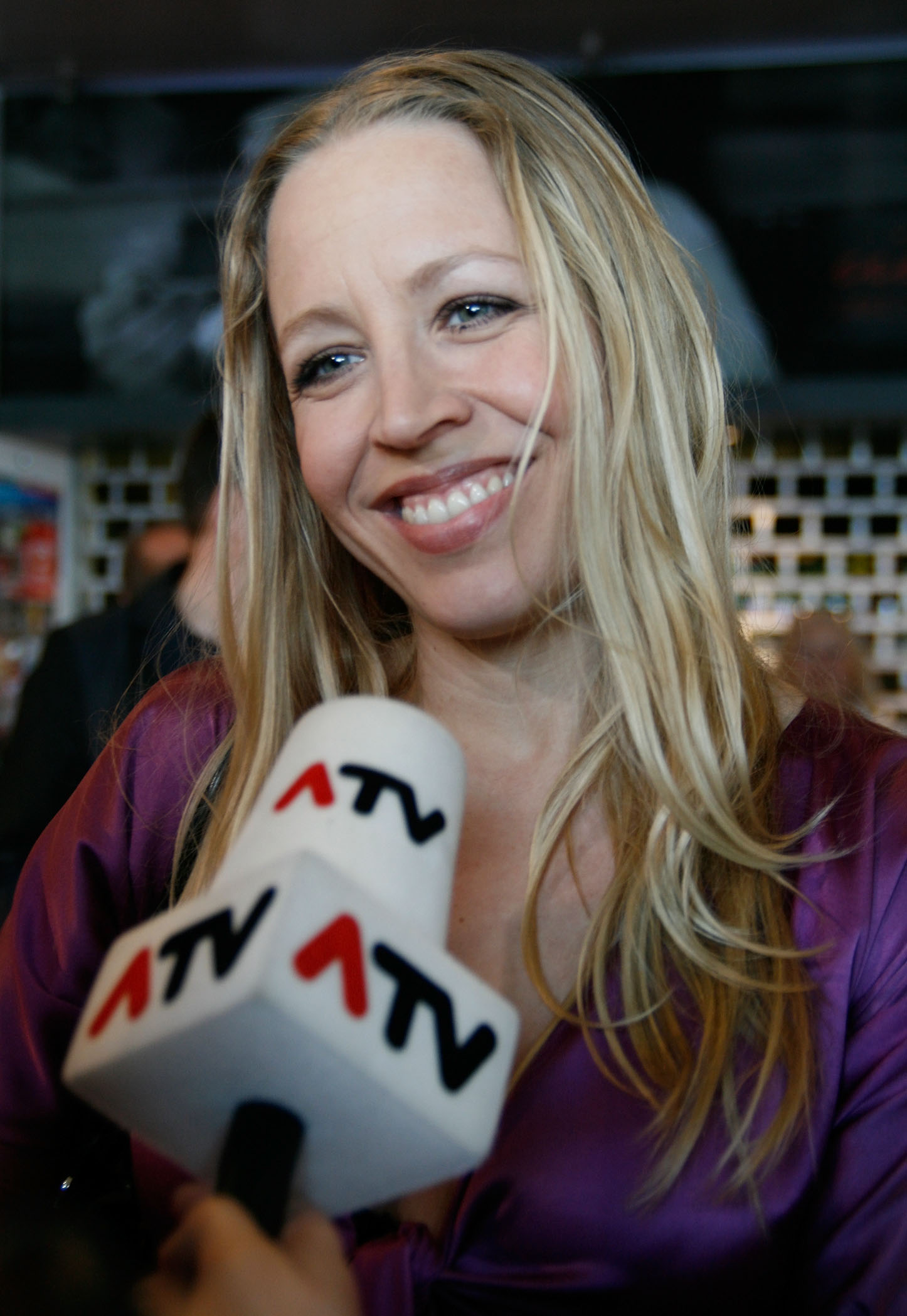
Nina Proll (* 1974)

- Pröll, Roland (* 1949), deutscher Pianist und Dirigent
- Proll, Thorwald (* 1941), deutscher Schriftsteller und ehemaliger APO-Aktivist
- Pröller, Günter (* 1966), österreichischer Politiker (FPÖ), Landtagsabgeordneter
- Prollius, Adolf von (1861–1942), deutscher Diplomat
- Prollius, Dieter (1944–2014), deutscher Kugelstoßer
- Prollius, Erla (* 1940), deutsche Schauspielerin und Schauspiellehrerin
- Prollius, Max von (1826–1889), deutscher Gutsbesitzer, Verwaltungsjurist, Landesminister und Gesandter
- Prollius, Michael von (* 1969), deutscher Wirtschaftshistoriker, Unternehmensberater und Publizist
- Prolo, Maria Adriana (1908–1991), italienische Historikerin und Filmwissenschaftlerin
- Prölß, Adolph Eduard (1803–1882), deutscher Lehrer und Autor
- Prölß, Annabelle (* 1999), deutsche Eiskunstläuferin
- Prölss, Erich Robert (1907–1969), deutscher Versicherungsjurist
- Prölß, Fritz (1855–1934), deutscher Porträtmaler und Genremaler
- Prölss, Jürgen (1939–2012), deutscher Jurist und Hochschullehrer
- Prölß, Robert (1821–1906), deutscher Autor
- Prölß, Siegfried (1934–2011), deutscher Tänzer und Fotograf
- Prölß, Willy (1930–2014), deutscher Gewerkschafter und Kommunalpolitiker

### Prom
- Prom, Sol (1906–1989), US-amerikanischer Fotograf und Wirtschaftswissenschaftler
- Promachos († 324 v. Chr.), Soldat Alexanders des Großen
- Promber, Adolf (1843–1899), österreichischer Jurist und Politiker
- Promber, Otto (1874–1941), deutscher Autor
- Promberger, Sabine (* 1969), österreichische Politikerin (SPÖ), Landtagsabgeordnete
- Promdan Benjasiri (* 2004), thailändischer Fußballspieler
- Prömel, Grischa (* 1995), deutscher Fußballspieler
- Prömel, Hans Jürgen (* 1953), deutscher Mathematiker
- Promes, Quincy (* 1992), niederländischer FußballspielerQuincy Promes (* 1992)

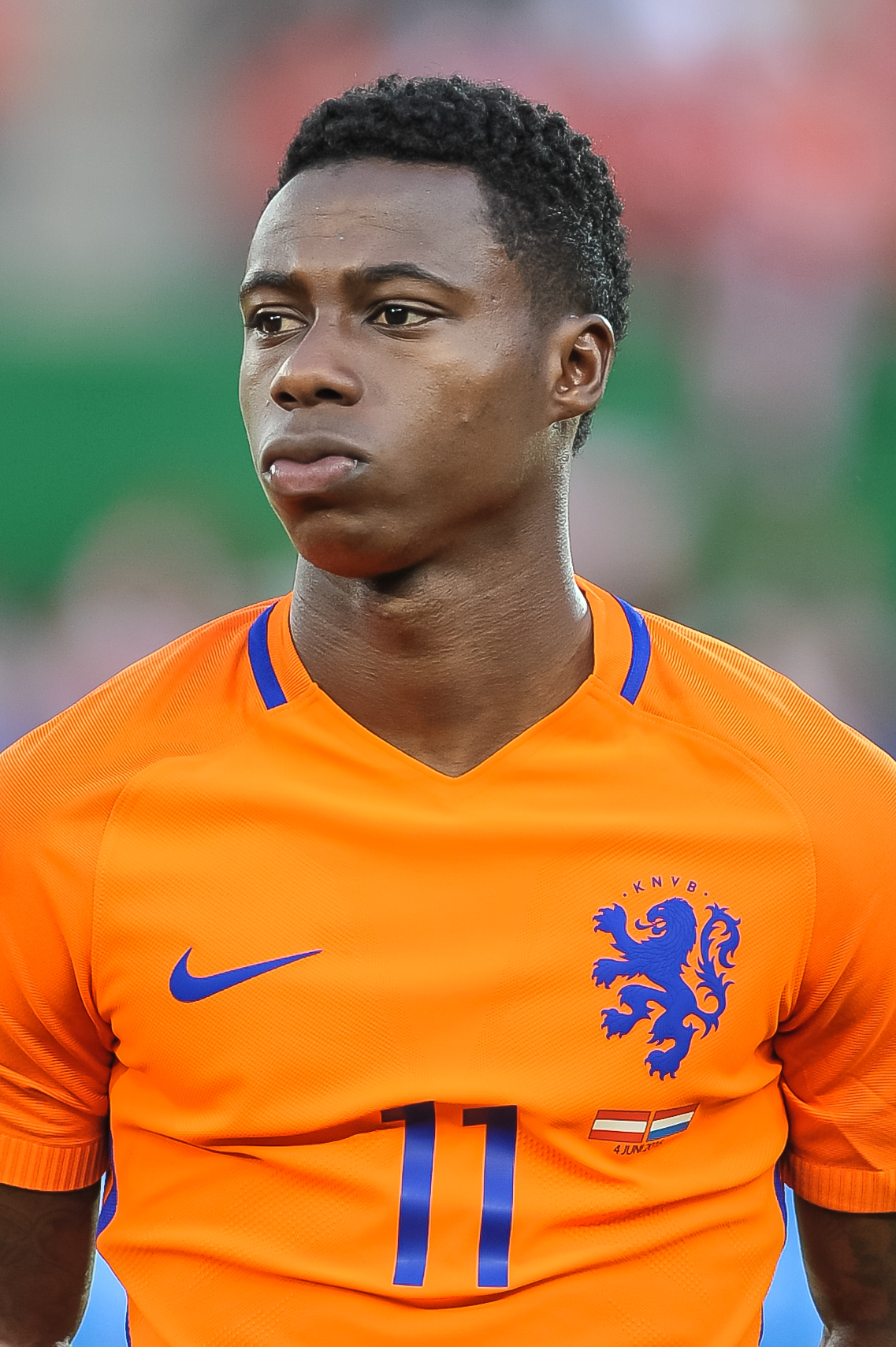
Quincy Promes (* 1992)

- Promet, Aleksander (1879–1938), estnischer Maler und Graphiker
- Promet, Lilli (1922–2007), estnische Schriftstellerin und Journalistin
- Promies, Rudolf (1927–1980), deutscher Offizier
- Promies, Wolfgang (1935–2002), deutscher Forscher, Germanist
- Promintzer, Johann, österreichischer Fußballspieler
- Promise, Isaac (1987–2019), nigerianischer Fußballspieler
- Prommegger, Andreas (* 1980), österreichischer Snowboarder
- Prömmel, Julius (1812–1870), dänisch-deutscher Marinemaler und Schiffbauer
- Prommer, Christian (* 1969), deutscher Musikproduzent, Komponist, DJ, Schlagzeuger, Remixer und Percussionist
- Prommer, Elizabeth (* 1965), US-amerikanische Kommunikations- und MedienwissenschaftlerinElizabeth Prommer (* 1965)

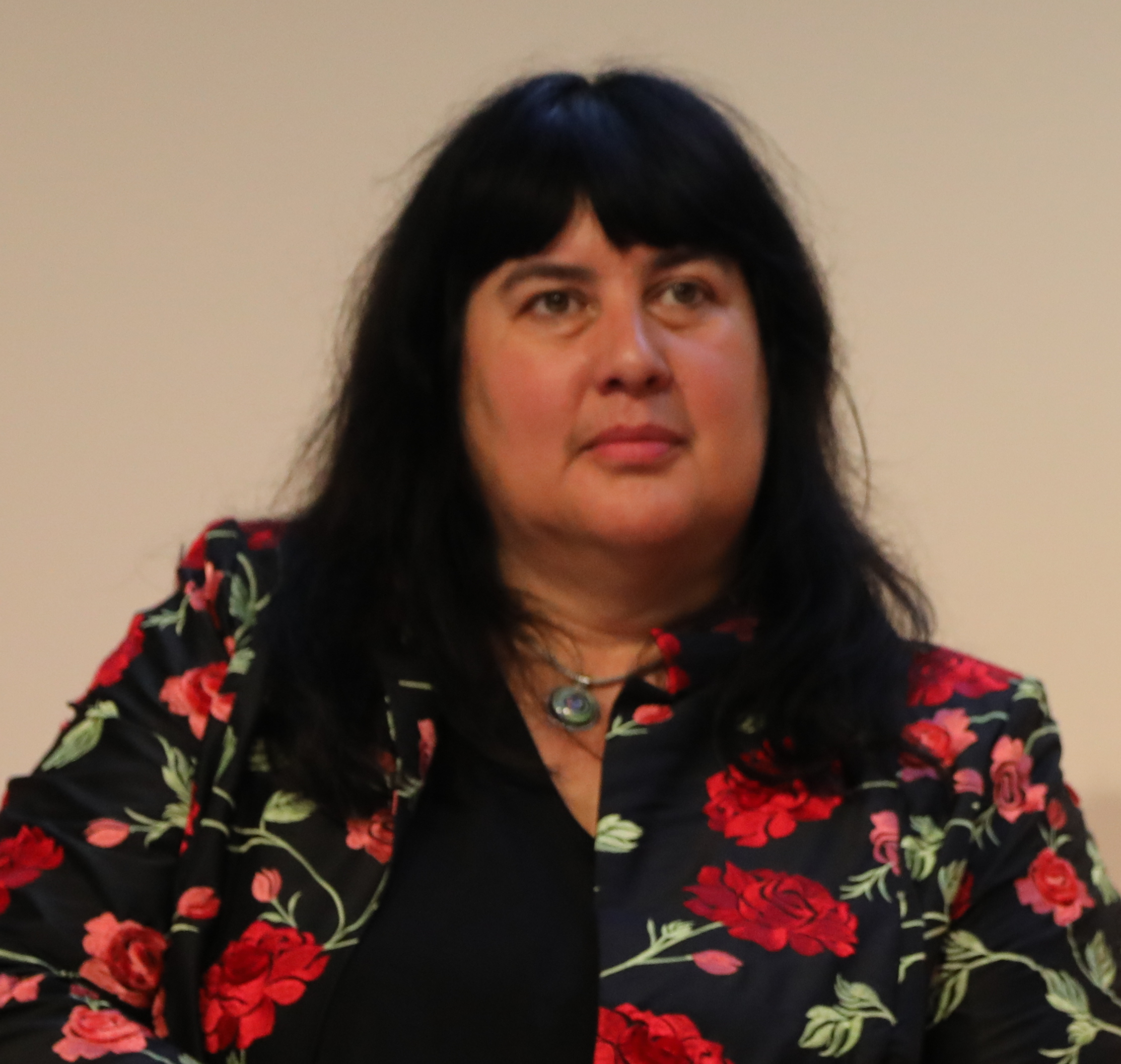
Elizabeth Prommer (* 1965)

- Prommersberger, Anton (* 1981), deutscher Eishockeyspieler
- Prommersberger, Max (* 1987), deutscher Eishockeyspieler
- Promnitz von Promnitzau, Franns Wilfried (* 1952), deutscher Dirigent, Organist, Pianist, Sänger (Tenor), Portatifer und Erzähler
- Promnitz, Balthasar Erdmann von (1659–1703), Freiherr zu Pless und Herr von Sorau, Triebel, Naumburg am Bober, Drehna, Wehrau, Klitschdorf, Halbau, Kuhnau und Burau in Schlesien und der Lausitz
- Promnitz, Balthasar von (1488–1562), Fürstbischof von Breslau, Oberlandeshauptmann von Schlesien
- Promnitz, Heinrich Anselm von (1564–1622), Landvogt der Niederlausitz
- Promnitz, Johann Erdmann von (1719–1785), freier Standesherr zu Pless in Schlesien und Herr verschiedener Herrschaften in der Niederlausitz und Schlesien
- Promnitz, Seyfried von (1534–1597), schlesischer Adeliger der den Kaisern Maximilian II. und Rudolf II. in verschiedenen Ämtern diente
- Promnitz, Seyfried von (1734–1760), Herr von Klitschdorf, Wehrau, Drehna und Vetschau
- Promnitz, Ulrich Hipparchos von (1636–1695), Herr zu Forst und Pförten, Freiherr der Standesherrschaft Pleß auf Sorau
- Promny, Moritz (* 1980), deutscher Politiker (FDP), MdL
- Promo (* 1976), niederländischer Hardcore-Techno-Produzent und DJ
- Promoe (* 1976), schwedischer Rapper
- Prömpers, Klaus (* 1949), deutscher Fernsehjournalist
- Promsen, Nattapong (* 1998), thailändischer Fußballspieler

### Pron
- Pron, Louis-Hector (1817–1902), französischer Landschaftsmaler
- Pron, Patricio (* 1975), argentinischer Schriftsteller, Übersetzer und Literaturkritiker
- Pronaszko, Zbigniew (1885–1958), polnischer Maler, Bildhauer und Hochschullehrer
- Pronath, Johann von (1757–1839), bayerischer Verwaltungsbeamter und Politiker
- Pronath, Martin (1738–1790), deutscher Geistlicher und Abt des Benediktinerklosters Prüfening bei Regensburg
- Prónay, Pál (* 1874), ungarischer OffizierPál Prónay (* 1874)

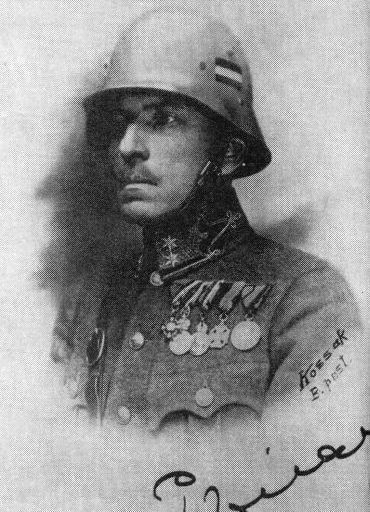
Pál Prónay (* 1874)

- Pronckus, Mykolas (* 1936), litauischer Politiker
- Prondczynsky, Andreas von (1950–2020), deutscher Pädagoge
- Prondzinski, Franz Theodor von (1785–1852), preußischer Generalleutnant, Herr auf Gotzkau
- Prondzynski, Ferdinand von (1804–1871), preußischer General der Infanterie und zuletzt Gouverneur der Festung Koblenz und Ehrenbreitstein
- Prondzynski, Ferdinand von (1857–1935), deutscher Unternehmer und Politiker
- Pronger, Chris (* 1974), kanadischer Eishockeyspieler und -funktionärChris Pronger (* 1974)

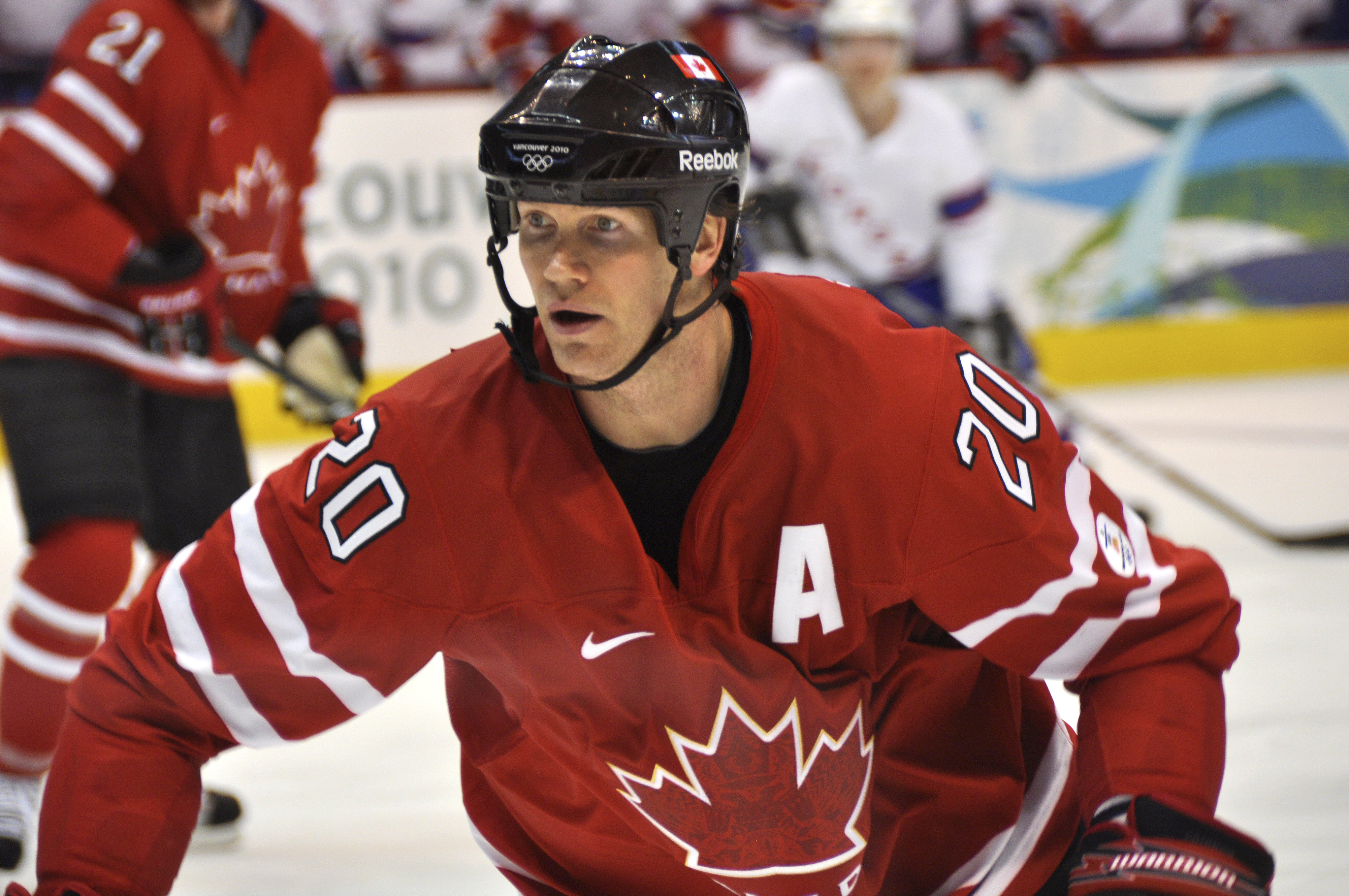
Chris Pronger (* 1974)

- Pronger, Sean (* 1972), kanadischer Eishockeyspieler
- Prongué, Marie-Madeleine (1939–2019), Schweizer Politikerin (CVP)
- Pronhagl, Karl (* 1961), österreichischer Militär, Generalmajor des Österreichischen Bundesheeres
- Proni, Alessandro (* 1982), italienischer Radrennfahrer
- Pronin, Iwan Alexandrowitsch (* 1982), russischer Handballspieler
- Pronin, Iwan Grigorjewitsch (* 1947), sowjetischer Skilangläufer
- Pronin, Nikolai Pawlowitsch (* 1979), russischer Eishockeyspieler
- Pronin, Wassili Markelowitsch (1905–1966), russischer Kameramann und Filmregisseur
- Pronin, Wladimir Anatoljewitsch (* 1969), russischer Hindernis- und Langstreckenläufer
- Pronitschew, Maximilian Michailowitsch (* 1997), russisch-deutscher Fußballspieler
- Pronitschew, Michail Wladimirowitsch (* 1968), russischer Fußballspieler
- Pronitschew, Wladimir Jegorowitsch (* 1953), russischer Offizier
- Pronjuk, Jewhen (1936–2023), ukrainischer Dissident, Autor und Politiker
- Pronk, Bert (1950–2005), niederländischer Radrennfahrer
- Pronk, Cornelis (1691–1759), holländischer Maler, Zeichner und Porzellanmaler
- Pronk, Jan (1918–2016), niederländischer Radrennfahrer
- Pronk, Jan (* 1940), niederländischer Politiker, MdEP und UN-Mitarbeiter
- Pronk, Jos (* 1983), niederländischer Radrennfahrer
- Pronk, Matthé (* 1974), niederländischer Radrennfahrer
- Pronk, Mattheus (1947–2001), niederländischer Radrennfahrer, Weltmeister (Radsport)
- Pronk, Rob (1928–2012), niederländischer Jazz-Musiker
- Pronk, Ruud (* 1931), niederländischer Jazzmusiker
- Pronk, Ton (1941–2016), niederländischer Fußballspieler
- Pronkin, Waleri Alexandrowitsch (* 1994), russischer Leichtathlet
- Pronobis, Witold (* 1947), polnischer Historiker, Publizist und Journalist
- Pronold, Florian (* 1972), deutscher Politiker (SPD), MdBFlorian Pronold (* 1972)

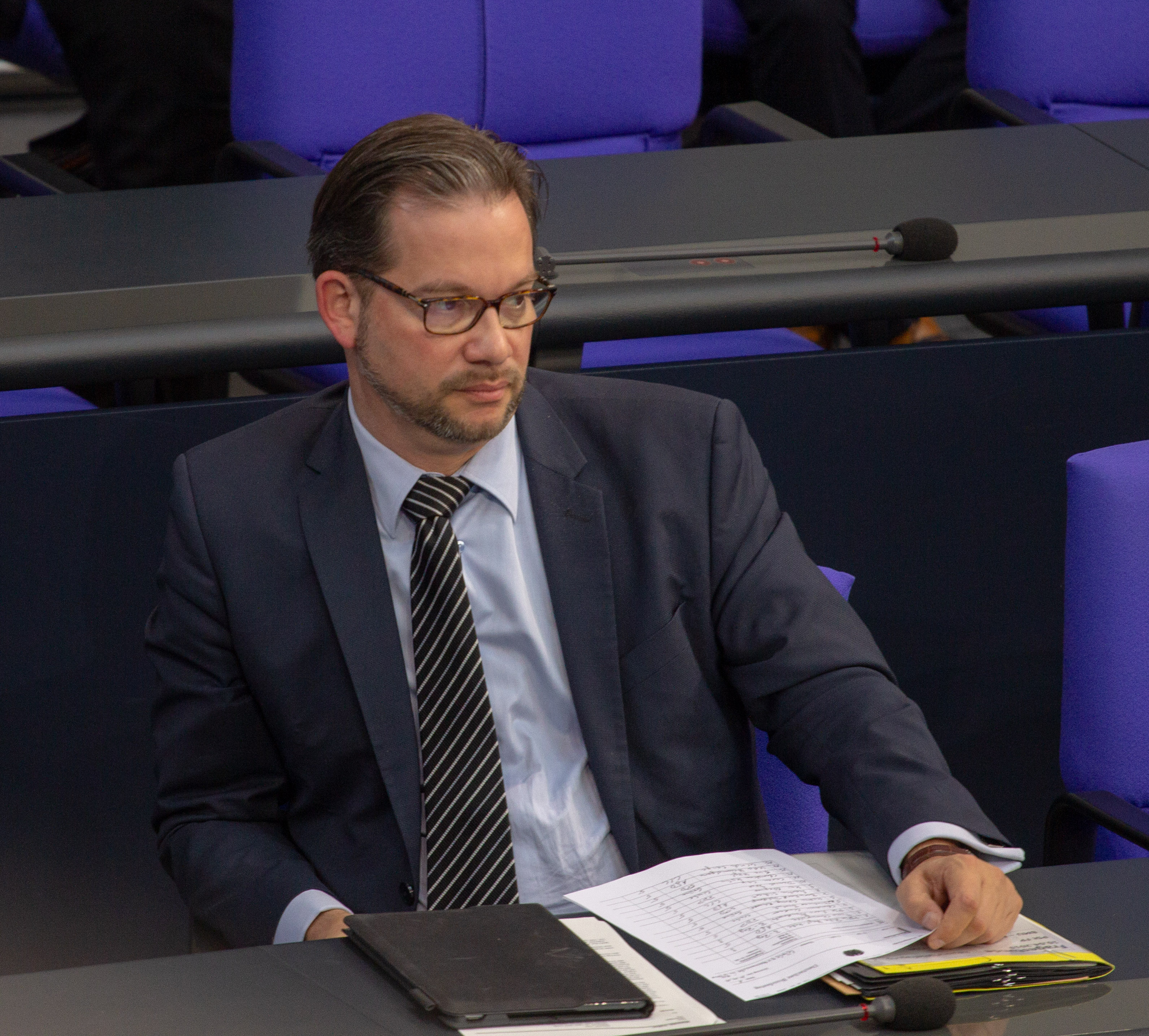
Florian Pronold (* 1972)

- Pronovost, André (* 1936), kanadischer Eishockeyspieler und -trainer
- Pronovost, Claude (* 1935), kanadischer Eishockeytorwart
- Pronovost, Jean (* 1945), kanadischer Eishockeyspieler und -trainer
- Pronovost, Marcel (1930–2015), kanadischer Eishockeyspieler und -trainer
- Pronschenko, Alexander (* 1992), tadschikischer Leichtathlet
- Pronschenko, Kristina (* 1988), tadschikische Sprinterin und Mehrkämpferin
- Pronschenko, Leonid (* 2000), tadschikischer Leichtathlet
- Pronski, Wadim (* 1998), kasachischer Radrennfahrer
- Pronto (* 1993), Schweizer Musiker
- Prontschischtschew, Wassili Wassiljewitsch (1702–1736), russischer Entdecker und Polarforscher
- Prontschischtschewa, Tatjana Fjodorowna (1713–1736), erste russische Arktis-Forschungsreisende
- Prony, Gaspard de (1755–1839), französischer Mathematiker und Hydrauliker/Wasserbauingenieur
- Pronzini, Bill (* 1943), US-amerikanischer Kriminalschriftsteller

### Proo
- Proof (1973–2006), US-amerikanischer RapperProof (1973–2006)

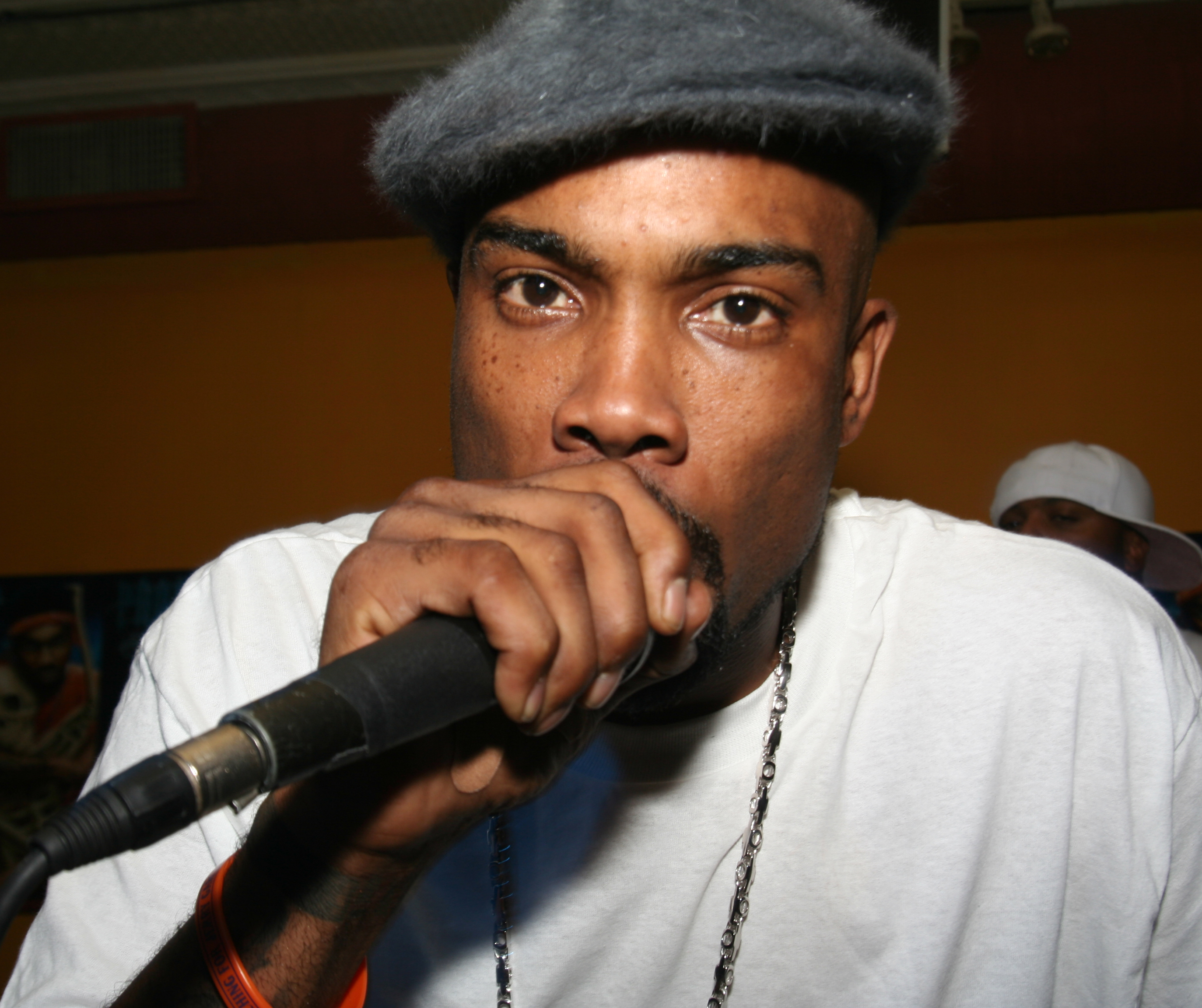
Proof (1973–2006)

- Prooijen, Anna van (1858–1933), niederländische Malerin und Zeichnerin
- Proops, Greg (* 1959), US-amerikanischer Schauspieler
- Proops, Salomo (* 1704), hebräischer Drucker und Buchhändler in Amsterdam
- Proost, Leo (1933–2016), belgischer Radrennfahrer
- Proost, Louis (1935–2009), belgischer Radrennfahrer
- Proot, Aimé (1890–1959), belgischer Langstreckenläufer

### Prop
- Proper, Dirk (* 2002), niederländischer Fußballspieler
- Properz († 15 v. Chr.), lateinischer elegischer Dichter
- Propf, Ilse (1912–1988), deutsche Malerin und Grafikerin
- Propf, Robert (1910–1986), deutscher Bildhauer
- Prophet, Chuck (* 1963), amerikanischer Singer-Songwriter, Gitarrist und Musikproduzent
- Prophet, David (1937–1981), britischer Rennfahrer
- Prophet, Ekkehard (1938–2014), deutscher Schauspieler, Regisseur und Theaterintendant
- Prophet, Elizabeth Clare (1939–2009), US-amerikanische Predigerin, Schriftstellerin und Verlegerin
- Prophet, Jörg (* 1962), deutscher Politiker (AfD), MdL
- Prophet, The (* 1968), niederländischer DJ
- Prophetenmeister, deutscher Bildhauer
- Propheter, Jerome (* 1990), deutscher Fußballspieler
- Propheter, Otto (1875–1927), deutscher Porträtmaler
- Propitius, John (* 1953), niederländischer Organist, Komponist und Chorleiter
- Propoggia, Dane (* 1990), australischer Tennisspieler
- Propošina, Anna (* 1990), lettische Fußballspielerin
- Propp, Brian (* 1959), kanadischer Eishockeyspieler
- Propp, Wladimir Jakowlewitsch (1895–1970), russischer Folklorist
- Proppe, Albin (1907–1990), deutscher Hautarzt
- Proppe, Hans (1875–1951), deutscher Innenarchitekt, Designer und Lebensreformer
- Propper de Callejón, Eduardo (1895–1972), spanischer Diplomat und Retter von Tausenden von Juden im Zweiten Weltkrieg
- Propper, Carol (* 1956), britische Wirtschaftswissenschaftlerin und Hochschullehrerin
- Pröpper, Carsten (* 1967), deutscher FußballspielerCarsten Pröpper (* 1967)

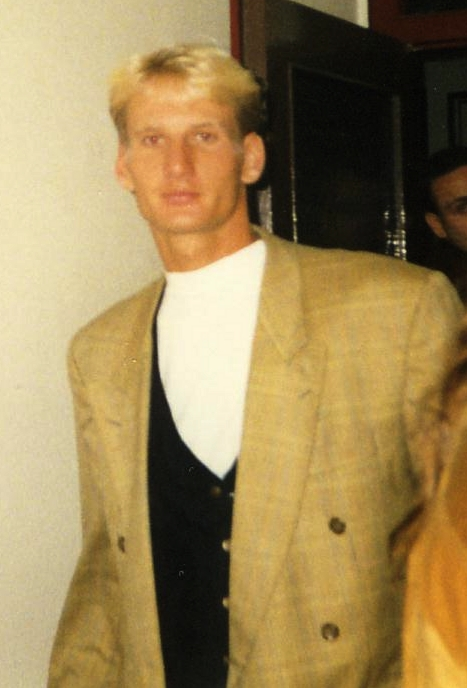
Carsten Pröpper (* 1967)

- Pröpper, Christian (1810–1894), Landtagsabgeordneter Waldeck
- Pröpper, Davy (* 1991), niederländischer Fußballnationalspieler
- Propper, Emanuel Jirka (1863–1933), Schweizer Architekt und Technikums-Lehrer
- Pröpper, Günter (* 1941), deutscher Fußballspieler
- Pröpper, Lovica von (1810–1898), deutsche Kochbuchautorin
- Pröpper, Michael (* 1960), deutscher Fußballspieler
- Pröpper, Paul Joseph von (1765–1848), preußischer Landrat des Kreises Grevenbroich
- Pröpper, Robin (* 1993), niederländischer Fußballspieler
- Pröpper, Theodor (1896–1979), deutscher Komponist, Kirchenmusiker und Heimatdichter
- Pröpper, Thomas (1941–2015), katholischer Dogmatiker und Fundamentaltheologe
- Pröpper, Thomas (* 1970), deutscher Fußballspieler
- Propping, Georg (1837–1920), deutscher Bankdirektor und Politiker (DFP), MdR
- Propping, Peter (1942–2016), deutscher Humangenetiker
- Propst, Herbert (1928–1997), österreichischer Schauspieler
- Pröpster, Alessa-Catriona (* 2001), deutsche Radsportlerin
- Propsting, William (1861–1937), australischer Politiker

### Pror
- Prorok, Josef (* 1987), tschechischer Sprinter
- Prorok, Vladimír (1929–2014), tschechoslowakischer Geräteturner und Turntrainer
- Prorotschenko, Tetjana (1952–2020), sowjetisch-ukrainische Sprinterin

### Pros
- Prosa, Albert (* 1990), estnischer Fußballspieler
- Prosa, Max (* 1989), deutscher Singer-Songwriter
- Prosch, August Friedrich von, preußischer Major
- Prosch, Christian Ludwig von († 1804), preußischer Oberst und Regimentschef
- Prosch, Eduard (1804–1878), deutscher Verwaltungsjurist, Intendant der großherzoglichen Sammlungen in Mecklenburg-Schwerin
- Prosch, Eduard (* 1932), deutscher Politiker (CDU), MdHB
- Prosch, Gerhard von (1895–1937), deutscher SA-Führer
- Prøsch, Hans (* 1978), norwegischer Biathlet
- Prosch, Karl (1802–1876), deutscher Verwaltungsjurist und Politiker (NLP), MdR
- Prosch, Peter (1744–1804), Tiroler Bauernsohn, der deutsche Fürstenhäuser bereiste und darüber eine Autobiographie verfasste
- Proschak, Oleh (* 1983), ukrainischer Gewichtheber
- Proschan, Frank (1921–2003), US-amerikanischer Mathematiker
- Pröschel, Annemarie (* 1910), deutsche Politikerin (SED), MdL Sachsen-Anhalt
- Pröscher, Eric (* 1964), US-amerikanisch-deutscher Basketballspieler
- Proschin, Alexei Walerjewitsch (* 1974), russischer Eisschnellläufer
- Proschkin, Jegor Wadimowitsch (* 1999), russischer Fußballspieler
- Proschkin, Witali Wassiljewitsch (* 1976), russischer Eishockeyspieler
- Proschko, Franz Isidor (1816–1891), österreichischer Schriftsteller
- Proschko, Hermine (1851–1923), österreichische Schriftstellerin und Herausgeberin
- Proschljakow, Danila Denissowitsch (* 2000), russischer Fußballspieler
- Pröschold, Bernd (* 1976), deutscher Fotograf und Autor
- Pröscholdt, Hermann (1852–1898), deutscher Lehrer, Geologe und Paläontologe
- Pröscholdt, Oskar (1878–1971), deutscher Tierarzt und Bakteriologe
- Proschwitz, Gunnar von (1922–2005), schwedischer Romanist und Literaturwissenschaftler
- Proschwitz, Nick (* 1986), deutscher FußballspielerNick Proschwitz (* 1986)

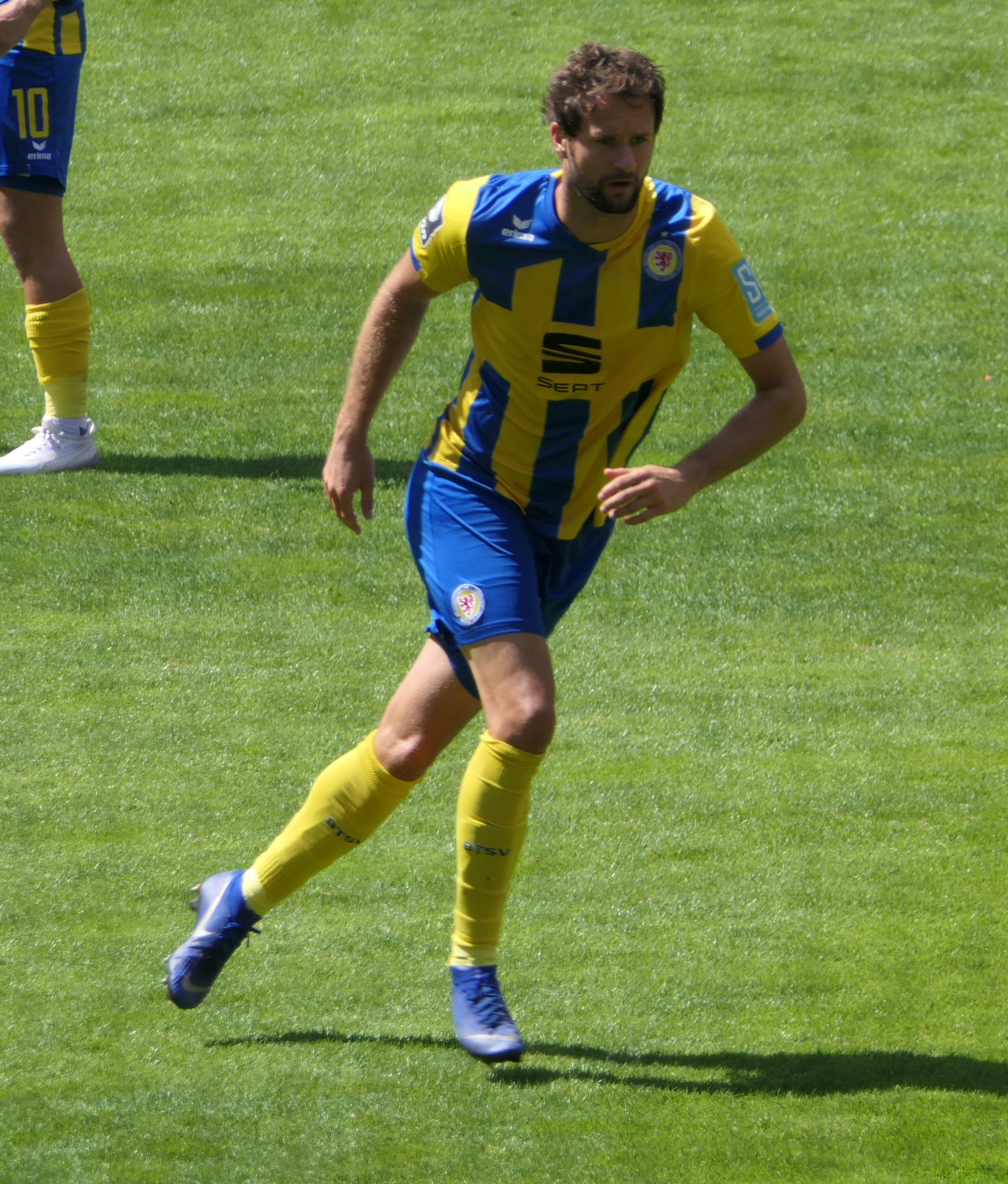
Nick Proschwitz (* 1986)

- Proscriptor, US-amerikanischer Musiker und Okkultist
- Prosdocimus, Bischof von Padua, Heiliger
- Prosdocimus de Beldemandis (1380–1428), italienischer Astronom, Mathematiker und Musiktheoretiker des Quattrocento
- Pröse, Natalie (* 1990), deutsche Tennisspielerin
- Pröse, Tim (* 1970), deutscher Journalist und Buchautor
- Prošek, Bogdan (1858–1905), tschechischer Unternehmer
- Prošek, Jiří (1847–1905), tschechischer Ingenieur
- Prošek, Josef (1861–1928), tschechischer Architekt und Geometer
- Prošek, Roman (* 1980), tschechischer Eishockeyspieler
- Prošek, Václav (1860–1913), tschechischer Architekt, der viele Jahre in Bulgarien verbrachte
- Prosekar, Matija (1860–1927), kärntnerslowenischer Realitätenbesitzer, Kulturaktivist und Bürgermeister von Köttmannsdorf
- Prösel, Marco, deutscher Gitarrist
- Prosel, Theo (1889–1955), österreichisch-deutscher Kabarettist und Lyriker
- Prosenik, August (1916–1975), jugoslawischer Radrennfahrer
- Prosenik, Christian (* 1968), österreichischer Fußballspieler
- Prosenik, Philipp (* 1993), österreichischer Fußballspieler
- Proserpio, Leone (1878–1945), italienischer Ordensgeistlicher, römisch-katholischer Bischof von Calicut
- Prosetzky, Werner (1929–2004), deutscher hauptamtlicher Mitarbeiter der DDR-Staatssicherheit
- Prošev, Toma (1931–1996), jugoslawischer Komponist
- Proshayev, Denys (* 1978), belarussischer Pianist
- Prosi, Albert (1898–1983), deutscher Lehrer und Geologe
- Prosi, Gerhard (1935–2014), deutscher Wirtschaftswissenschaftler und Hochschullehrer
- Prosigoj, serbischer Fürst auf Raszien
- Prosinečki, Robert (* 1969), kroatischer Fußballspieler und -trainerRobert Prosinečki (* 1969)

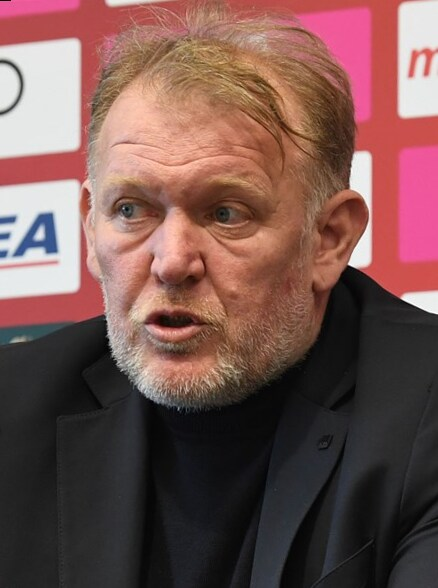
Robert Prosinečki (* 1969)

- Prosinger, Franz (* 1953), deutscher römisch-katholischer Priester
- Prosinger, Wolfgang (1948–2016), deutscher Journalist und Buchautor
- Prosise, C. J. (* 1994), US-amerikanischer American-Football-Spieler
- Proskar, Danielle (* 1964), österreichische Filmregisseurin, Kamerafrau und Drehbuchautorin
- Proskauer, Bernhard (1851–1915), deutscher Chemiker und Hygieniker
- Proskauer, Curt (1887–1972), deutschamerikanischer Zahnarzt und Medizinhistoriker
- Proskauer, Erna (1903–2001), deutsche Juristin
- Proskauer, Johannes Max (1923–1970), US-amerikanischer Bryologe
- Proske, Alfons (1881–1950), deutscher Verwaltungsjurist
- Proske, Andrea (* 1986), kanadische Ruderin
- Proske, Carl (1794–1861), deutscher Kirchenmusiker und Geistlicher
- Proske, Florian (* 1996), deutscher Eishockeytorwart
- Proske, Frank (* 1958), deutscher Eishockeyspieler
- Proske, Hermann (1928–2007), deutscher Politiker (SPD), MdL
- Proske, Hieronymus (* 1948), deutscher bildender Künstler, Filmproduzent und Drehbuchautor
- Proske, Jenn (* 1987), kanadisch-US-amerikanische Schauspielerin
- Proske, Matthias, deutscher Erziehungswissenschaftler und Hochschullehrer
- Proske, Oliver (* 1971), deutscher Bühnenbildner, Industriedesigner, Ausstellungsdesigner, Produzent und Geschäftsführer
- Proske, Rüdiger (1916–2010), deutscher Journalist
- Proske, Uwe (* 1961), deutscher Fechter
- Proske, Wolfgang (* 1954), deutscher Sozialwissenschaftler, Historiker und Pädagoge
- Proske, Yannick (* 2003), deutscher Eishockeyspieler
- Proskouriakoff, Tatiana (1909–1985), US-amerikanische Archäologin und Illustratorin
- Proskowetz, Maximilian von (1851–1898), österreichischer Agronom, Diplomat und Reiseschriftsteller
- Proskurakowa, Jelena (* 1985), kirgisische Judoka
- Proskurjakow, Ilja Wjatscheslawowitsch (* 1987), russischer Eishockeytorwart
- Proskurjakow, Lawr Dmitrijewitsch (1858–1926), russisch-sowjetischer Verkehrsingenieur, Brückenbau-Ingenieur und Hochschullehrer
- Prosky, Robert (1930–2008), US-amerikanischer Schauspieler
- Prosl, Christian (* 1946), österreichischer Botschafter in den USA
- Prosor, Ron (* 1958), israelischer Diplomat, Botschafter des Staates Israel in DeutschlandRon Prosor (* 1958)

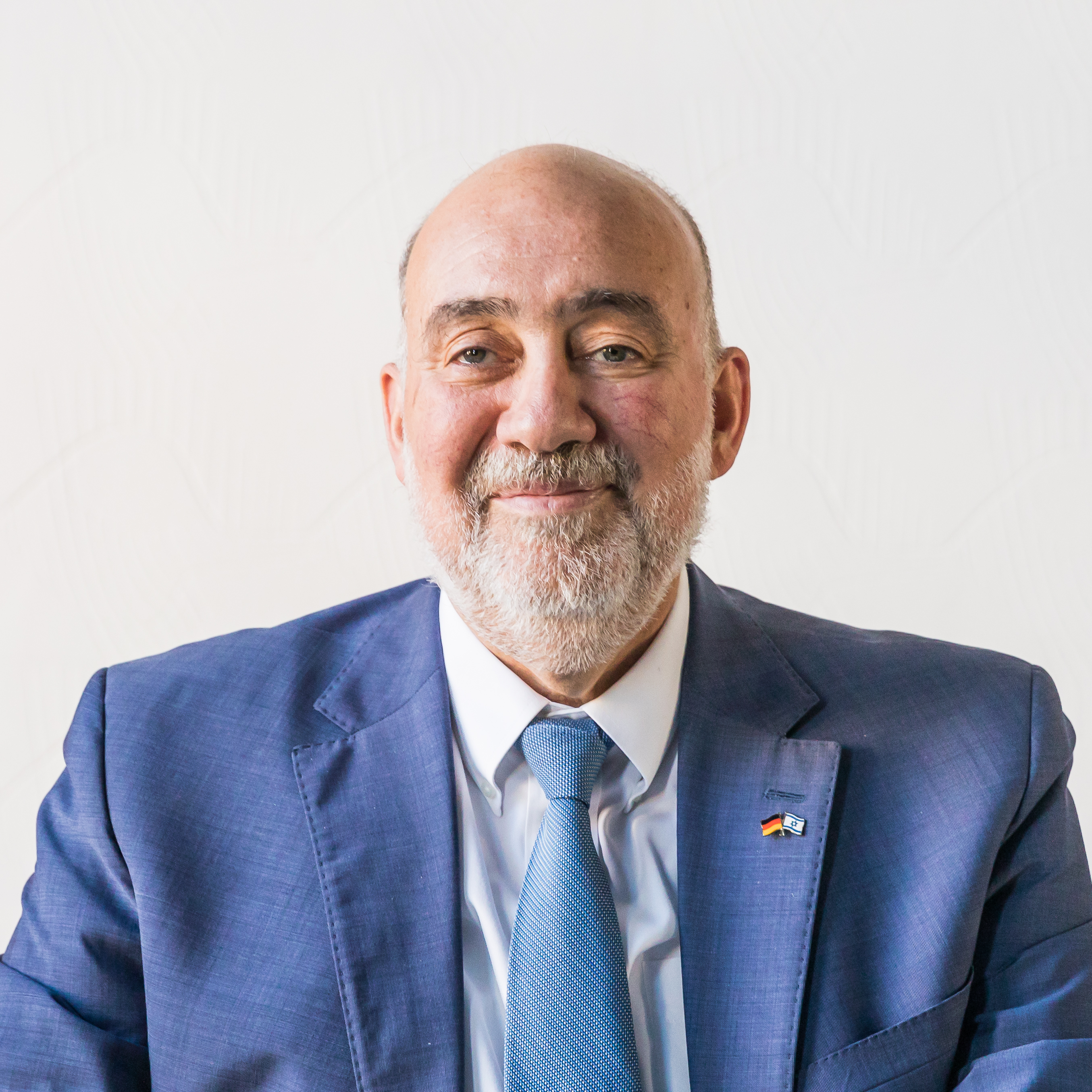
Ron Prosor (* 1958)

- Prosorow, Andrij (* 1975), ukrainischer Saxophonist, Komponist des Jazz und der Worldmusic
- Prosorowa, Natalija Sergejewna (1922–2006), sowjetisch-ukrainische Rechtswissenschaftlerin und Hochschullehrerin
- Prosorowa, Tatjana Igorewna (* 2003), russische Tennisspielerin
- Prosorowski, Alexander Alexandrowitsch († 1809), russischer Feldmarschall
- Prosorowski, Wiktor Iljitsch (1901–1986), sowjetischer Gerichtsmediziner
- Prospal, Václav (* 1975), tschechischer Eishockeyspieler und -trainer
- Prospect, Anthony (1928–2000), trinidadischer Komponist, Arrangeur und Musiker
- Prosper Ludwig von Arenberg (1785–1861), Herzog von Arenberg
- Prosper Tiro von Aquitanien, Schriftsteller und Heiliger
- Prosper, Dezardin (* 2000), mauritischer Leichtathlet
- Prosper, Sandra, haitianisch-US-amerikanische Schauspielerin
- Prosperi, Adriano (* 1939), italienischer Historiker und Journalist
- Prosperi, Cristine (* 1993), kanadische Schauspielerin
- Prosperi, Federico (* 1942), italienischer Filmregisseur und Drehbuchautor
- Prosperi, Francesco (1926–2004), italienischer Filmregisseur und Drehbuchautor
- Prosperi, Franco (* 1928), italienischer Dokumentarfilmer und Filmregisseur
- Prosperi, Mario (* 1945), Schweizer Fussballspieler
- Prosperi, Pierfrancesco (* 1945), italienischer Science-Fiction- und Comicautor
- Prosperov Novak, Slobodan (* 1951), kroatischer Literaturhistoriker, Komparatist, Journalist und Theaterwissenschaftler
- Pross, Caroline (1971–2011), deutsche Germanistin
- Pross, Christian (* 1948), deutscher Arzt, Psychotherapeut und Medizinhistoriker
- Pross, Harry (1923–2010), deutscher Publizistikwissenschaftler und Publizist
- Pross, Helge (1927–1984), deutsche SoziologinHelge Pross (1927–1984)

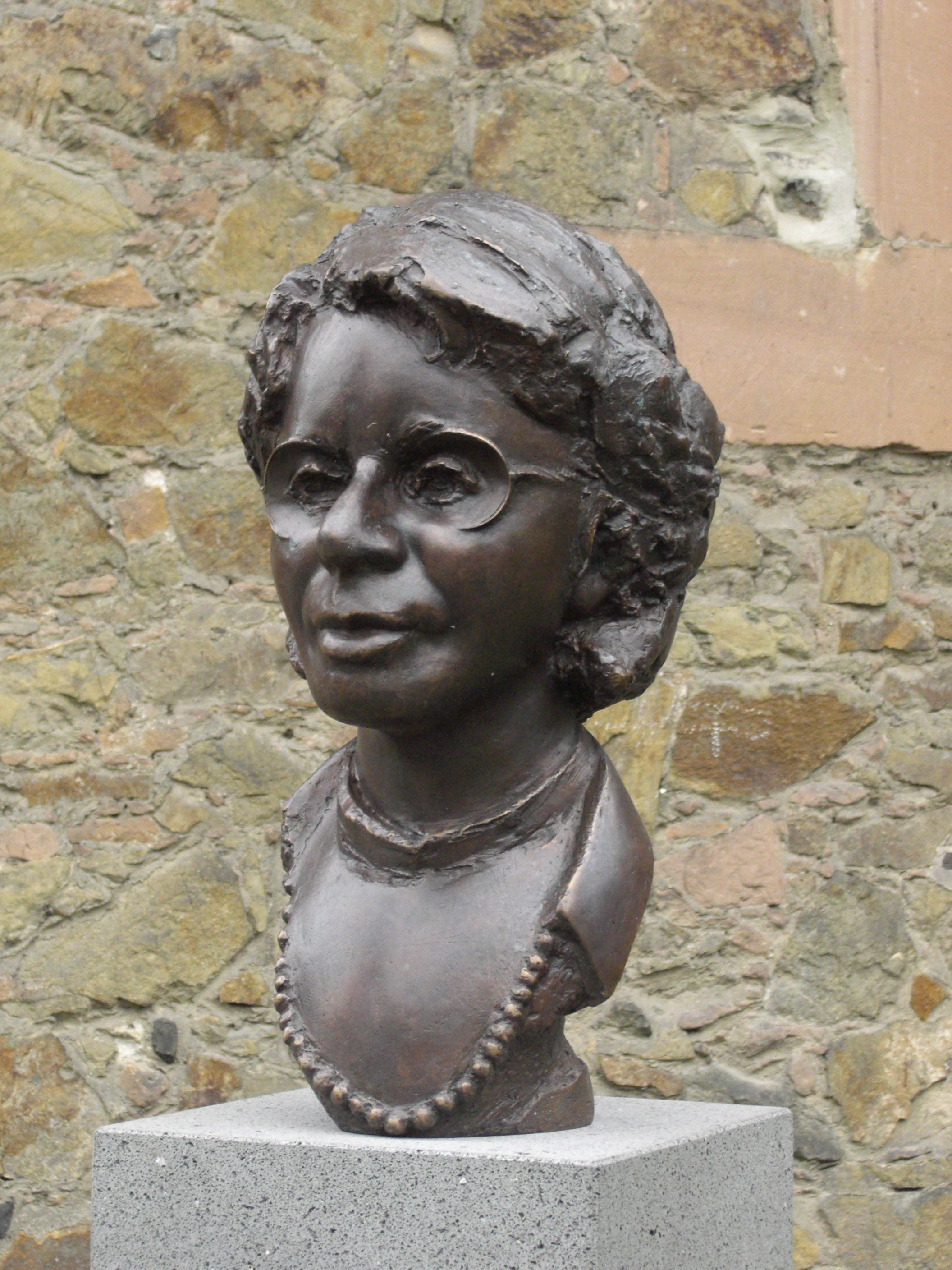
Helge Pross (1927–1984)

- Pross, Josef (* 2002), österreichischer Fußballspieler
- Pross, Roswitha (1949–2018), deutsche Fotografin
- Proß, Wolfgang (* 1945), deutscher Germanist
- Pross-Weerth, Heddy (1917–2004), deutsche Übersetzerin, Autorin und Kritikerin
- Prößdorf, Detlev (1930–2017), deutscher Politiker (SPD), Oberbürgermeister von Kehl
- Prößdorf, Siegfried (1939–1998), deutscher Mathematiker
- Prosseda, Roberto (* 1975), italienischer Pianist und Musikwissenschaftler
- Prosser, Alice (* 2002), österreichische Schauspielerin
- Prosser, Chantal (* 1986), kanadische Biathletin
- Prosser, Clifford Ladd (1907–2002), US-amerikanischer Zoologe und Physiologe
- Prosser, David Lewis (1868–1950), britischer Geistlicher
- Prosser, Eleanor (1922–1991), amerikanische Theaterwissenschaftlerin, Anglistin, Professorin und Schauspielerin
- Prosser, Fritz (1913–2000), deutscher Handballspieler und -trainer
- Prosser, Gabriel († 1800), Anführer einer Sklavenrebellion in Virginia
- Prosser, Gwyn (* 1943), britischer Politiker
- Prosser, Inez Beverly (1895–1934), amerikanische Psychologin und Hochschullehrerin
- Prosser, Julien (* 1972), australischer Beachvolleyballspieler
- Prosser, Margaret, Baroness Prosser (* 1937), britische Gewerkschaftsfunktionärin und Politikerin
- Prosser, Nate (* 1986), US-amerikanischer Eishockeyspieler
- Prosser, Patrick (* 1952), britischer Informatiker
- Prosser, Robert (* 1983), österreichischer Autor
- Prosser, Thomas (* 1960), deutscher Skispringer und Skisprungtrainer
- Prosser, William Farrand (1834–1911), US-amerikanischer Politiker
- Prosser-Schell, Michael (* 1960), deutscher Volkskundler
- Prossinagg, Fritz (1930–2023), österreichischer Mittelstreckenläufer
- Prossinger, Otto (1906–1987), österreichischer Architekt
- Prößl, Heinrich (1929–2010), deutscher Brauereibesitzer
- Prossliner, Karl (* 1953), italienischer Dokumentarfilmer (Südtirol)
- Prost, Alain (* 1955), französischer Automobil-Rennfahrer und viermaliger Formel-1-WeltmeisterAlain Prost (* 1955)

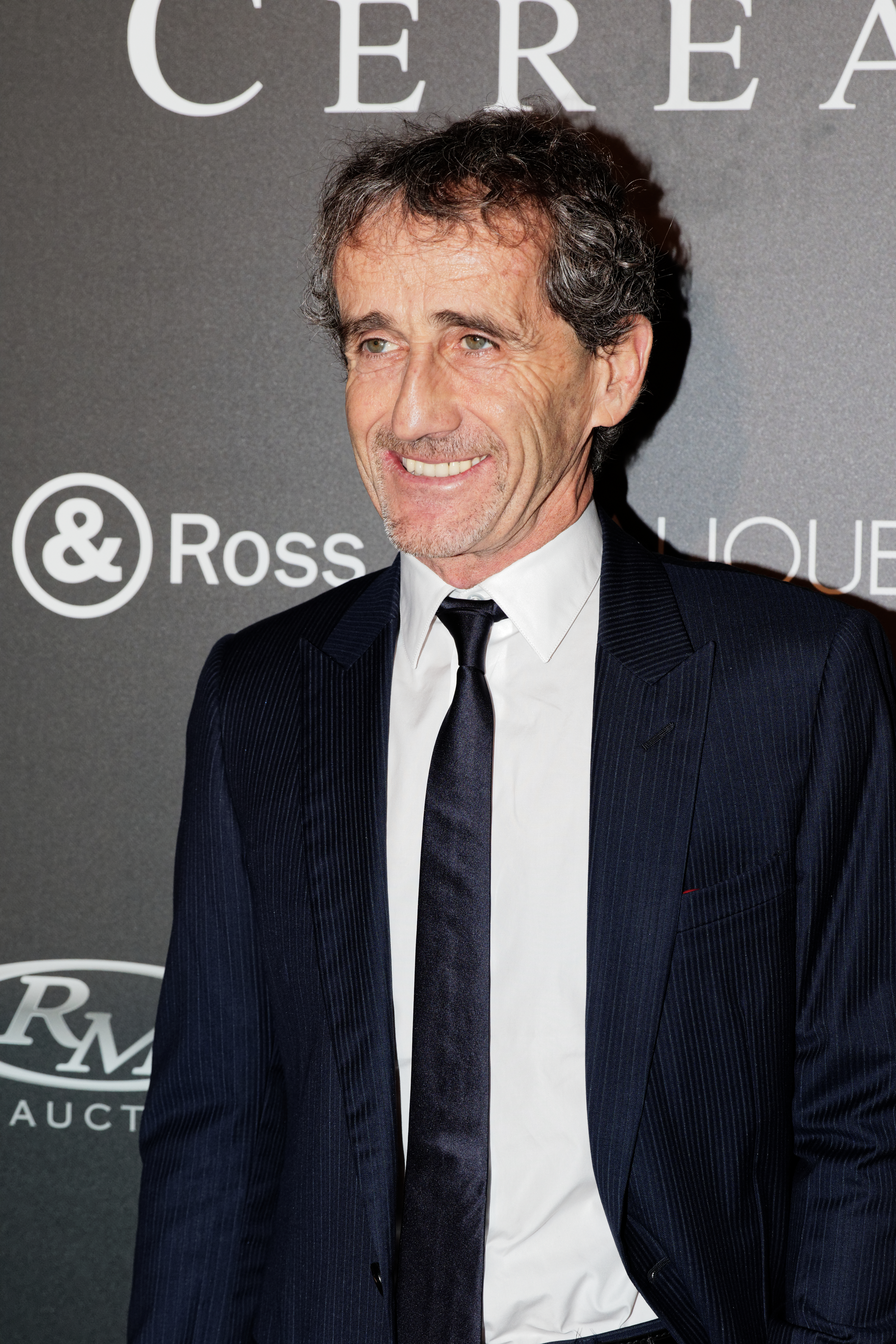
Alain Prost (* 1955)

- Prost, August (* 1852), deutscher Theaterschauspieler, Opernsänger, Opernregisseur und Gesangspädagoge sowie Schauspiellehrer
- Prost, Dietrich W. (1928–2000), deutscher Organist, Orgelsachverständiger und Kantor
- Prost, Ernst (* 1957), deutscher UnternehmerErnst Prost (* 1957)

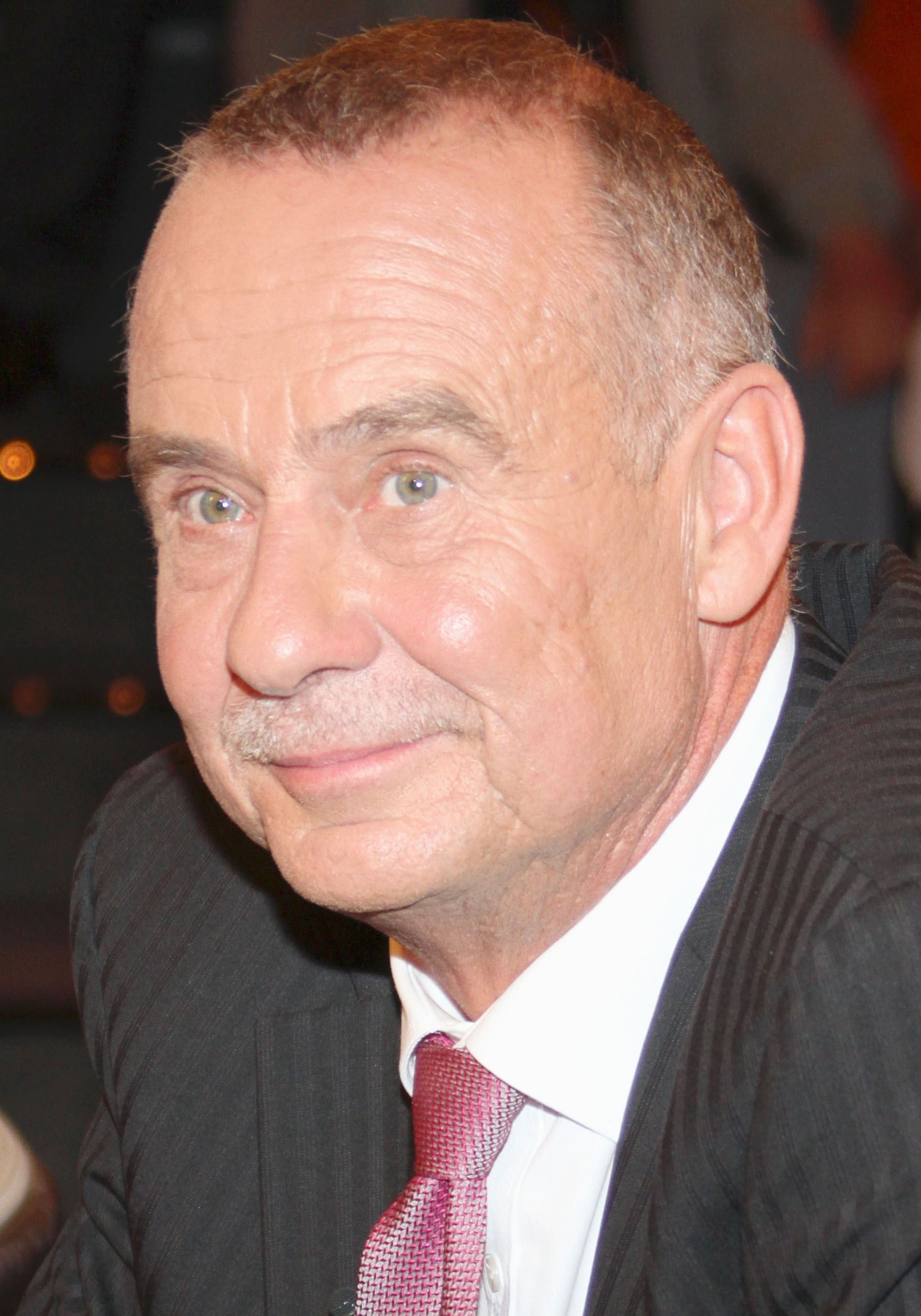
Ernst Prost (* 1957)

- Prost, Henri (1874–1959), französischer Architekt und Stadtplaner
- Prost, Jacques (* 1946), französischer Biophysiker und Physiker
- Prost, Kimberly (* 1958), kanadische Juristin und Richterin am Internationalen Strafgerichtshof
- Prost, Nicolas (* 1981), französischer Automobilrennfahrer
- Prost, Oliver (* 1967), deutscher Brigadegeneral der Bundeswehr
- Prost, Philippe (* 1959), französischer Architekt, Stadtplaner, Hochschullehrer und Autor
- Prošt, Primož (* 1983), slowenischer Handballspieler
- Prost, Samuel (* 1995), deutscher Schauspieler
- Prost, Tadeu Henrique (1915–1994), US-amerikanischer römisch-katholischer Ordensgeistlicher, Weihbischof in Belém do Pará
- Prost, Winfried (* 1956), deutscher Sachbuchautor und Coach
- Prostewa, Jelena Olegowna (* 1990), russische Skirennläuferin
- Pröstler, Leo (* 1947), österreichischer Unternehmer und Umweltschützer
- Prostmeier, Ferdinand R. (* 1957), deutscher katholischer Neutestamentler
- Prostran, Toni (* 1991), kroatischer Basketballspieler
- Prosumenschtschikowa, Galina Nikolajewna (1948–2015), sowjetische Schwimmerin
- Prosumer (* 1977), deutscher DJ und Musikproduzent
- Proswirina, Tatjana (* 2000), russische Volleyballspielerin
- Proswirnin, Dmytro (* 1967), ukrainischer Skispringer
- Proswirnin, Oleksandr (1964–2010), sowjetischer Nordischer Kombinierer
- Proswirnin, Sergei Gennadjewitsch (* 1970), russischer Crosslauf-Sommerbiathlet
- Proszt, János (1892–1968), ungarischer Chemiker (Physikalische Chemie)
- Prószyński, Kazimierz (1875–1945), polnisch Filmregisseur und Filmproduzent

### Prot
- Prot von Kunow, Friedrich (* 1944), deutscher Diplomat
- Prot, Baudouin (* 1951), französischer Manager
- Prota, Ignazio (1690–1748), italienischer Komponist und Musikpädagoge
- Protadius, merowingischer Hausmeier im Teilreich Burgund
- Protagoras, antiker griechischer Philosoph
- Protain, Jean Constantin (1769–1837), französischer Architekt und Diplomat
- Protarchos, antiker griechischer Philosoph
- Protarchos, griechischer Kameenschneider
- Protas, Aljaksej (* 2001), belarussischer Eishockeyspieler
- Protas, Jacek (* 1964), polnischer Politiker und Pädagoge
- Protasanow, Jakow Alexandrowitsch (1881–1945), russischer Filmregisseur
- Protase, Dumitru (1926–2022), rumänischer Provinzialrömischer Archäologe und Althistoriker
- Protasewicz, Irena (* 1946), polnische Pianistin und Musikpädagogin
- Protasiewicz, Jacek (* 1967), polnischer Politiker, Mitglied des Sejm, MdEP
- Protasiuk, Arkadiusz (1974–2010), polnischer Pilot
- Protasius, christlicher Märtyrer und Heiliger
- Protasius von Boskowitz und Černahora († 1482), Bischof von Olmütz
- Protasius von Lausanne, Bischof von Lausanne und Heiliger der römisch-katholischen Kirche
- Protasius von Mailand, 9. Bischof von Mailand
- Protassenja, Anastassija Alexandrowna (* 1993), russische Triathletin
- Protassow, Jurij (* 1984), ukrainischer Rallyefahrer
- Protassow, Oleh (* 1964), ukrainischer Fußballspieler und -trainer
- Protat, Virginie (* 1990), französische Köchin
- Protčenko, Edgaras (* 1997), litauischer Eishockeyspieler
- Proteas, Seeoffizier Alexanders des Großen
- Proteasa, Adrian (* 1959), rumänischer Hochspringer
- Proțenco, Veaceslav (* 1963), moldauischer Fußballnationalspieler
- Proterius von Alexandria († 457), Patriarch von Alexandria
- Proth, François (1852–1879), französischer Mathematiker
- Prothero, Donald R. (* 1954), US-amerikanischer Paläontologe
- Prothero, George Walter (1848–1922), britischer Historiker
- Prothero, Rowland, 1. Baron Ernle (1851–1937), britischer Politiker, Mitglied des House of Commons, Oberhausmitglied, Landwirtschaftsminister
- Prothmann, Adalbert (1876–1945), deutscher römisch-katholischer Geistlicher und Märtyrer
- Prothmann, Andreas (* 1960), deutscher Diplomat
- Prothmann, Thilo (* 1975), deutscher SchauspielerThilo Prothmann (* 1975)

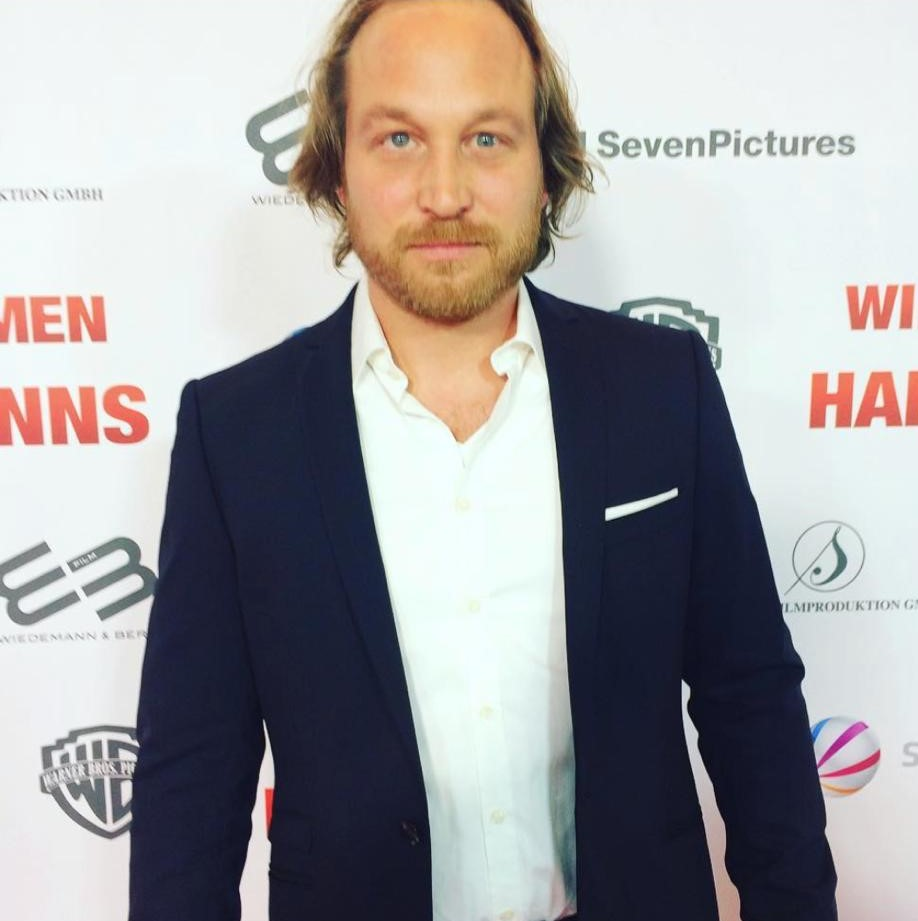
Thilo Prothmann (* 1975)

- Protić, Milorad B. (1911–2001), jugoslawischer Astronom
- Protić, Nemanja (* 1986), serbischer Basketballspieler
- Protić, Stojan (1857–1923), serbisch-jugoslawischer Politiker
- Protin, Mariette (1906–1993), französische Schwimmerin
- Protin, Robert (1872–1953), belgischer Radrennfahrer
- Protmann, Regina (1552–1613), ostpreußische Ordensgründerin der Katharinenschwestern
- Proto, Silvio (* 1983), belgischer Fußballtorhüter
- Protogenes, antiker römischer Goldschmied
- Protogenes, griechischer Maler
- Protogenes, römischer Konsul 449
- Protogerow, Aleksandar (1867–1928), bulgarischer Revolutionär, Militär
- Protoje (* 1981), jamaikanischer Roots-Reggae-Sänger und SongwriterProtoje (* 1981)

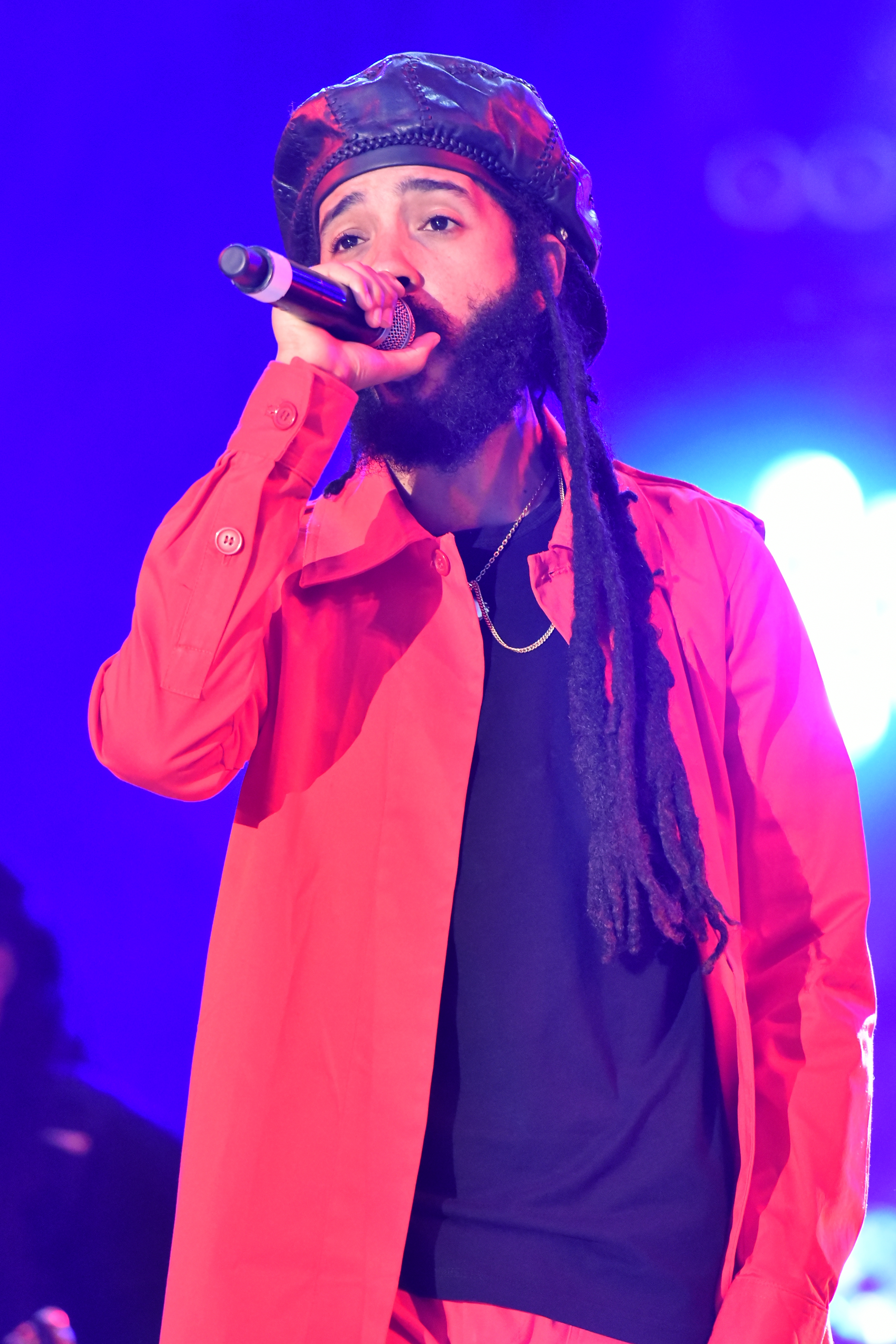
Protoje (* 1981)

- Protopapadakis, Petros (1860–1922), griechischer Politiker und Ministerpräsident
- Protopopescu, Orel Odinov, US-amerikanische Lyrikerin und Kinderbuchautorin
- Protopopow, Oleg Alexejewitsch (1932–2023), sowjetischer Eiskunstläufer
- Protopopow, Sergei Wladimirowitsch (1893–1954), russischer Komponist
- Protopsalti, Alkistis (* 1954), griechische Sängerin
- Protopsaltis, Athanasios (* 1993), griechischer Volleyballspieler
- Protosevich, Mark (* 1961), US-amerikanischer Drehbuchautor
- Protsch, Reiner (* 1939), deutscher Anthropologe
- Protsch, Willi (1899–1971), deutscher Politiker (NSDAP), MdL
- Protschka, Josef (* 1944), deutscher Opern-, Lied- und Oratoriensänger (Tenor) sowie Professor für Gesang
- Protschka, Peter (* 1977), deutscher Jazztrompeter und Komponist
- Protschka, Stephan (* 1977), deutscher Politiker (AfD), MdB
- Protsenko, Karolina (* 2008), US-amerikanische ViolonistinKarolina Protsenko (* 2008)

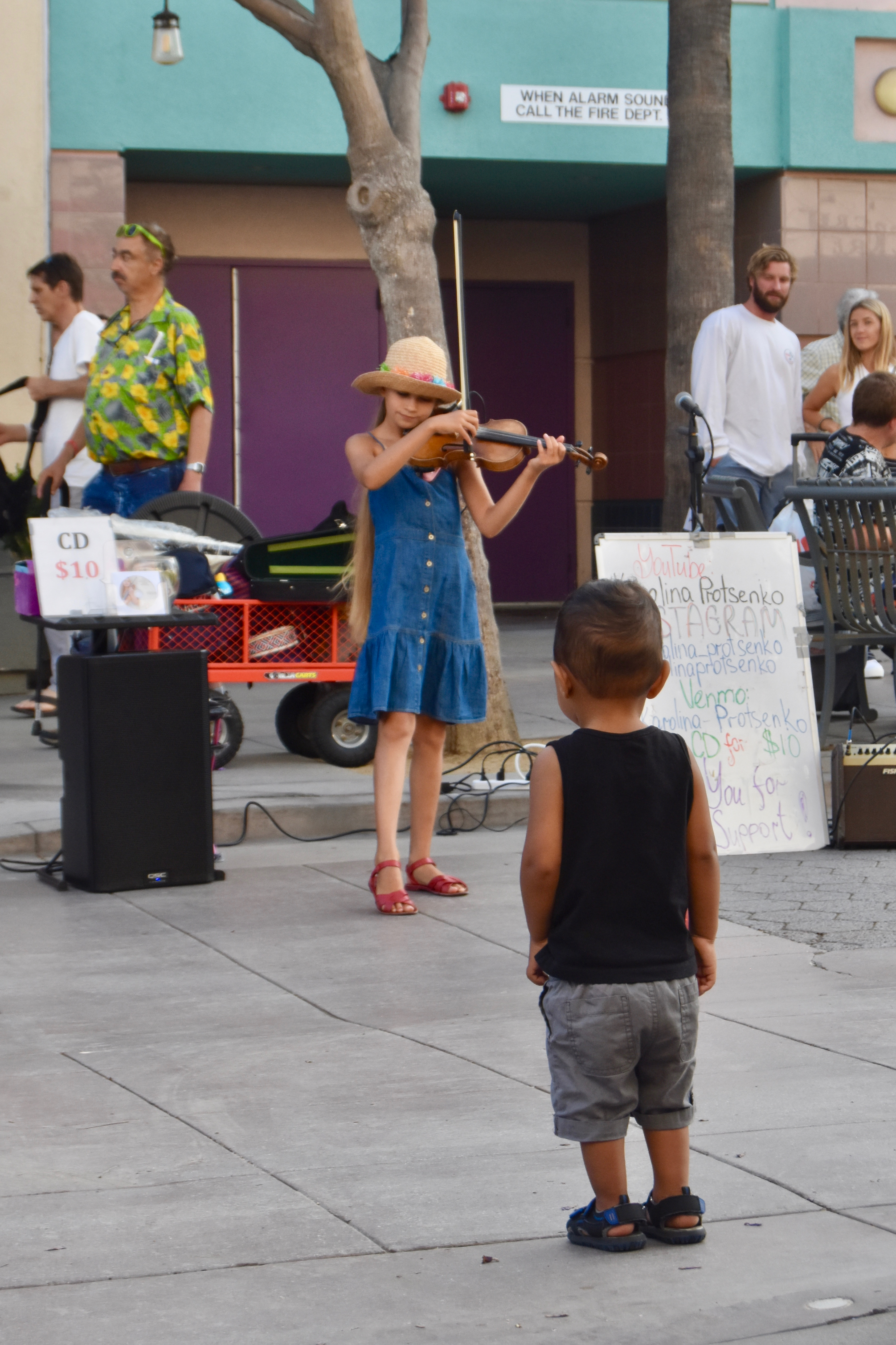
Karolina Protsenko (* 2008)

- Prott, Johann von (1573–1634), deutscher Jurist und Kanzler
- Prott, Jürgen (* 1942), deutscher Soziologe
- Prott, Otto (1904–1970), deutscher Architekt
- Prott, Viktor von (1781–1857), hannoverscher General der Infanterie und Kriegsminister
- Pröttel, Dieter (1933–2022), deutscher Fernsehshow- und Filmregisseur
- Protter, Murray H. (1918–2008), US-amerikanischer Mathematiker
- Protti, Anita (* 1964), Schweizer Leichtathletin
- Protti, Igor (* 1967), italienischer FußballspielerIgor Protti (* 1967)

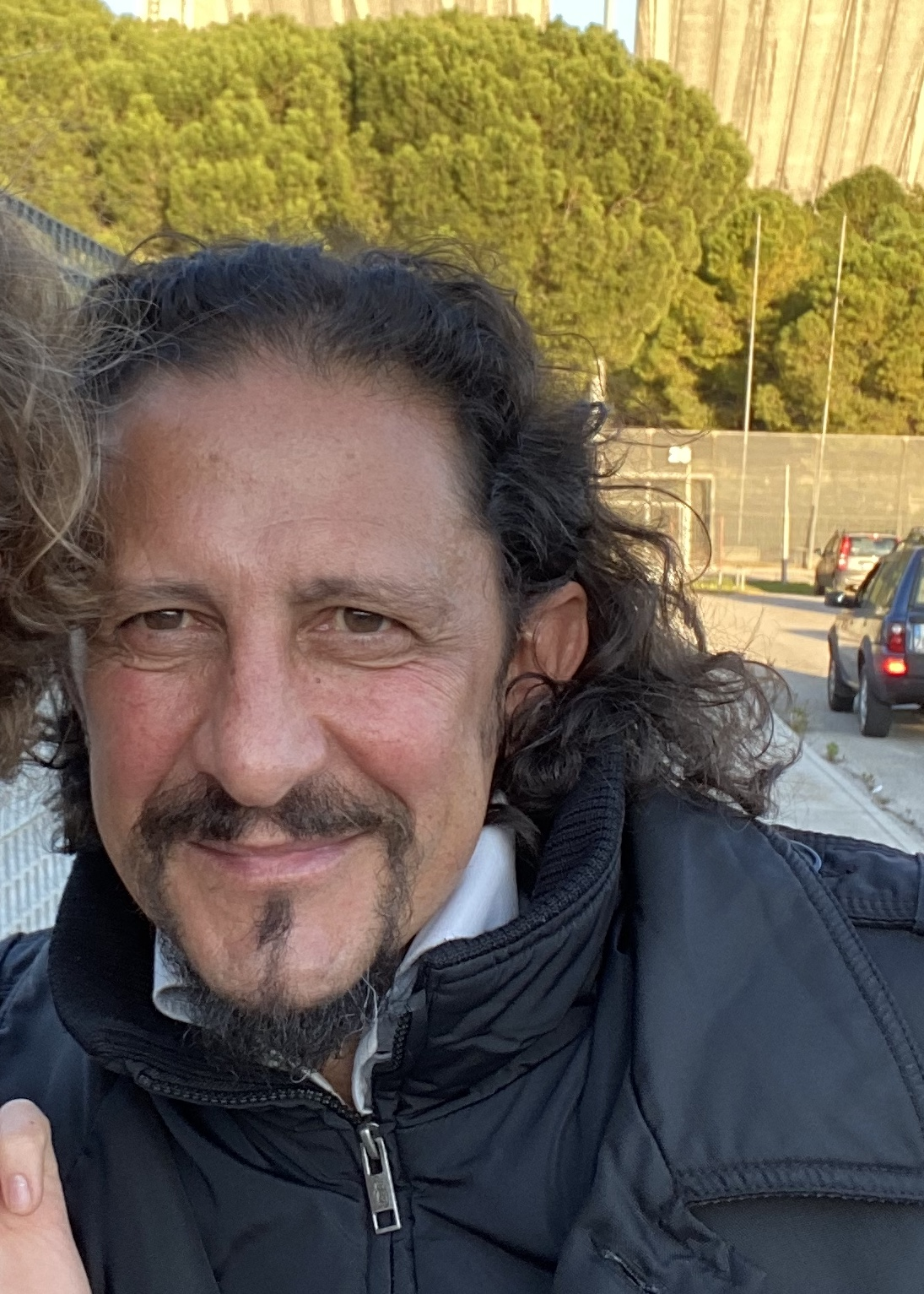
Igor Protti (* 1967)

- Protus und Hyacinthus, christliche Märtyrer
- Protz, Kerstin (* 1969), deutsche Krankenschwester und Fachautorin
- Protz, Ludwig (1894–1927), Schriftsteller und Turner
- Protz, Oskar (1905–1990), deutscher Ingenieur und Manager der deutschen Schiffbauindustrie
- Protz, Roger (* 1939), britischer Journalist und Autor
- Protze, Curt (1891–1967), deutscher Kapellmeister, Organist und Komponist
- Protze, Hermann (1866–1942), deutscher Organist, Komponist und Musikverleger
- Protzel, Werner (* 1973), deutscher Fußballspieler
- Protzen von Schramm, Ludwig (1777–1856), preußischer Generalmajor
- Protzen, Carl Theodor (1887–1956), deutscher Maler
- Protzen, Jean-Pierre (1934–2021), Schweizer Architekturhistoriker
- Protzen, Otto (1868–1925), deutscher Segler, Ruderer und Landschaftsmaler
- Protzen-Kundmüller, Henny (1896–1967), deutsche Malerin
- Protzer, Rue (* 1966), deutscher Jazz-Gitarrist und Komponist
- Protzer, Ulrike (* 1962), deutsche Virologin
- Protzmann, Heiner (* 1935), deutscher Klassischer Archäologe
- Protzmann, Henning (* 1946), deutscher Bassist und Rockmusiker
- Protzmann, Mattias (* 1973), deutscher Internet-Unternehmer und Business-Angel
- Protzner, Bernd (1952–2018), deutscher Politiker (CSU), MdB
- Protzner, Jens (* 1967), deutscher Fußballspieler

### Prou
- Prou, Suzanne (1920–1995), französische Schriftstellerin
- Proud, Benjamin (* 1994), britischer Schwimmer
- Proud, Trefor, simbabwisch-US-amerikanischer Maskenbildner, Oscar- und Emmy-Preisträger
- Proudfoot, Angus (* 1998), australischer Hürdenläufer
- Proudfoot, Ben (* 1990), kanadischer Filmemacher
- Proudhon, Pierre-Joseph (1809–1865), französischer Ökonom, Soziologe und AnarchistPierre-Joseph Proudhon (1809–1865)

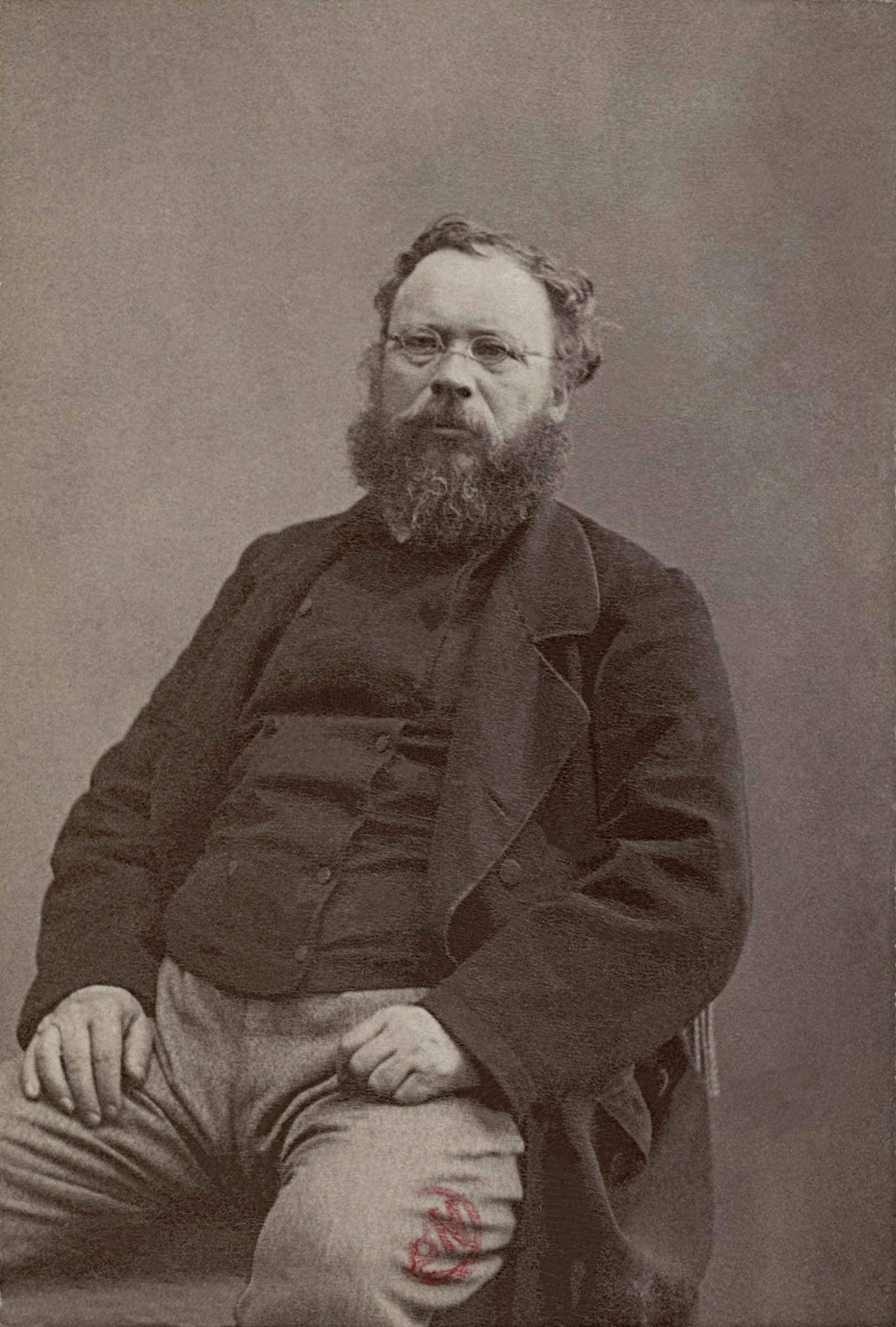
Pierre-Joseph Proudhon (1809–1865)

- Proudman, Joseph (1888–1975), britischer Ozeanograph
- Prouff, Jean (1919–2008), französischer Fußballspieler
- Prouhet, Edmond (1834–1922), französischer Konteradmiral
- Prouhet, Eugène (1817–1867), französischer Mathematiker
- Proulx, Adolphe (1927–1987), kanadischer Geistlicher, römisch-katholischer Bischof von Gatineau-Hull
- Proulx, Amédée Wilfrid (1932–1993), US-amerikanischer römisch-katholischer Geistlicher, Weihbischof in Portland
- Proulx, Annie (* 1935), kanadisch-US-amerikanische SchriftstellerinAnnie Proulx (* 1935)

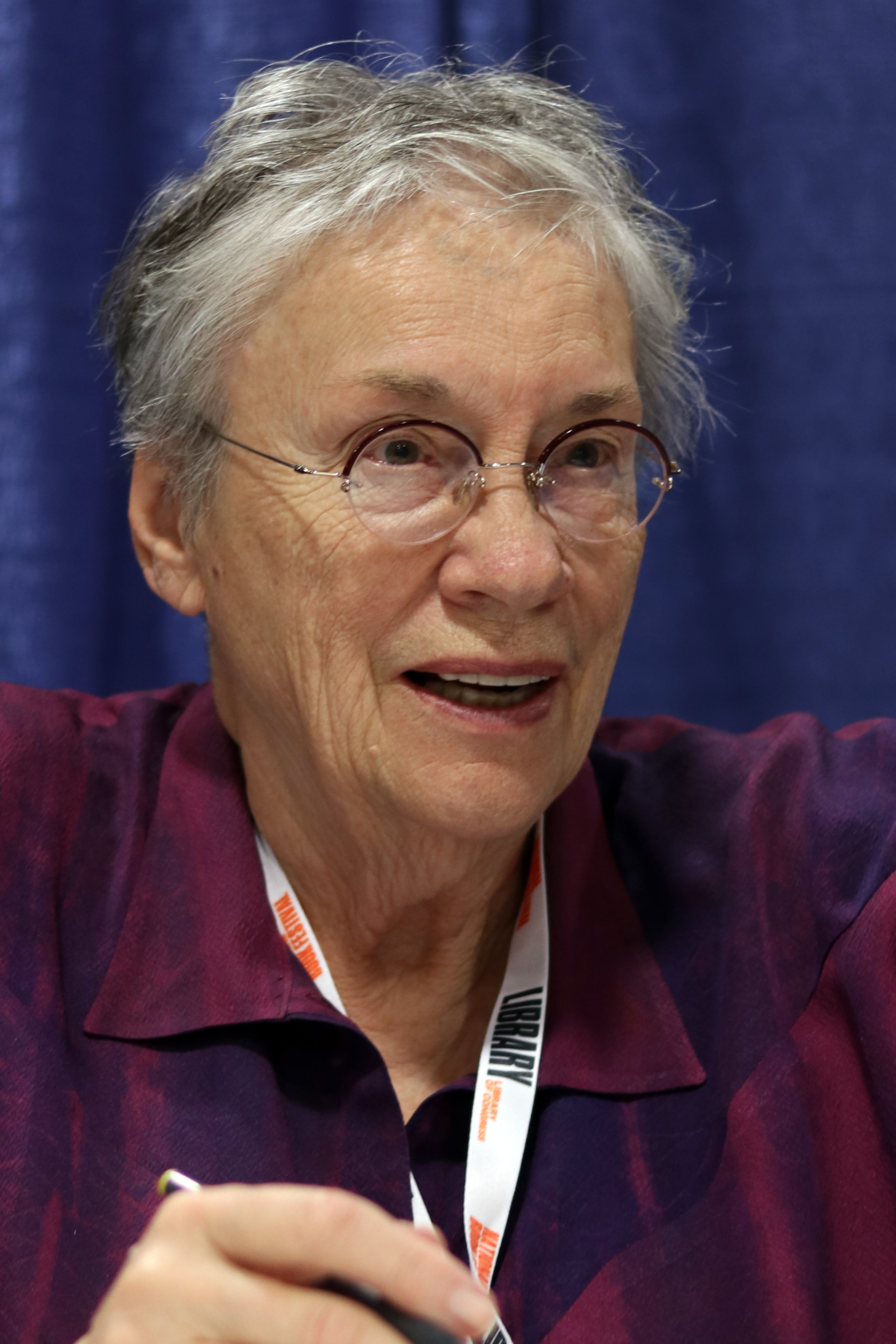
Annie Proulx (* 1935)

- Proulx, Brooklynn (* 1999), kanadische Kinderschauspielerin
- Proulx, Danielle (* 1952), kanadische Schauspielerin
- Proulx, Gaétan (* 1947), kanadischer Ordensgeistlicher, emeritierter römisch-katholischer Bischof von Gaspé
- Proulx, Jean-Guy (* 1949), kanadischer Organist und Musikpädagoge
- Proulx, Michel (* 1962), kanadischer Ordensgeistlicher, römisch-katholischer Bischof von Bathurst
- Proulx, Monique (* 1952), kanadische Schriftstellerin und Drehbuchautorin
- Proulx, Philippe (* 1978), kanadischer Komponist und Interpret
- Proulx, Serge (* 1953), kanadischer Radrennfahrer
- Proulx, Stéphane (1965–1993), kanadischer Automobilrennfahrer
- Proulx-Cloutier, Émile (* 1983), kanadischer Schauspieler, Filmregisseur und Drehbuchautor
- Prousalis, Konstantinos (* 1980), griechischer Volleyball-Nationalspieler (Zuspieler)
- Prousch, Gilbert (* 1943), britischer Künstler
- Proust, Adrien (1834–1903), französischer Arzt
- Proust, Antonin (1832–1905), französischer Journalist und Politiker
- Proust, Caroline (* 1967), französische Schauspielerin
- Proust, Christian (* 1949), französischer Politiker
- Proust, Christine, französische Mathematikhistorikerin
- Proust, Daniel (* 1943), französischer Radrennfahrer
- Proust, Franck (* 1963), französischer Politiker (UMP), MdEP
- Proust, Gaspard (* 1976), slowenisch-schweizerischer Schauspieler
- Proust, Jacques (1926–2005), französischer Romanist und Literaturwissenschaftler
- Proust, Jean-Paul (1940–2010), französischer Beamter, Regierungschef von Monaco
- Proust, Joseph Louis (1754–1826), französischer Chemiker
- Proust, Marcel (1871–1922), französischer Schriftsteller, Kritiker und IntellektuellerMarcel Proust (1871–1922)

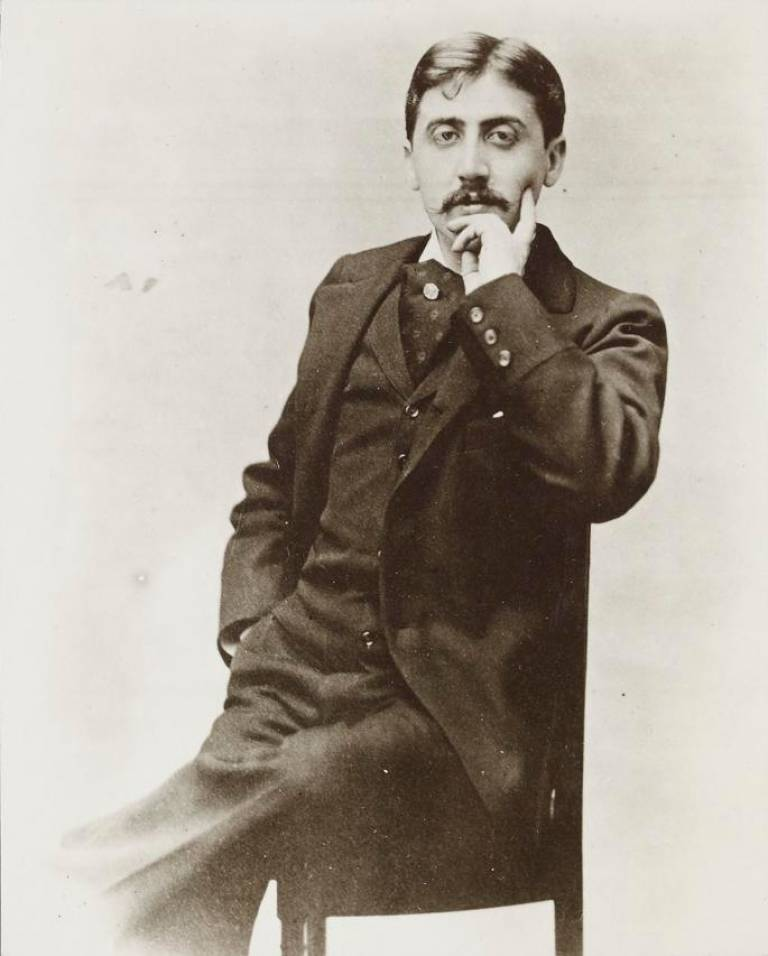
Marcel Proust (1871–1922)

- Proust, Robert (1873–1935), französischer Mediziner und Chirurg
- Prout, Christopher, Baron Kingsland (1942–2009), britischer Politiker (Conservative Party), MdEP
- Prout, Dalton (* 1990), kanadischer Eishockeyspieler und -scout
- Prout, Ebenezer (1835–1909), englischer Musikwissenschaftler, Musikpädagoge und Komponist
- Prout, Samuel (1783–1852), englischer Maler, Zeichner und Lithograph
- Prout, William (1785–1850), englischer Arzt und Physikochemiker
- Prouteau, Gilbert (1917–2012), französischer Schriftsteller und Leichtathlet
- Prouty, Christine, US-amerikanisch-griechische Schauspielerin und Model
- Prouty, Fletcher (1917–2001), US-amerikanischer Offizier
- Prouty, George H. (1862–1918), US-amerikanischer Politiker
- Prouty, Olive Higgins (1882–1974), US-amerikanische Schriftstellerin
- Prouty, Solomon F. (1854–1927), US-amerikanischer Politiker
- Prouty, Stephen, US-amerikanischer Visagist
- Prouty, Winston L. (1906–1971), US-amerikanischer Politiker
- Prouvé, Jean (1901–1984), französischer Architekt und DesignerJean Prouvé (1901–1984)

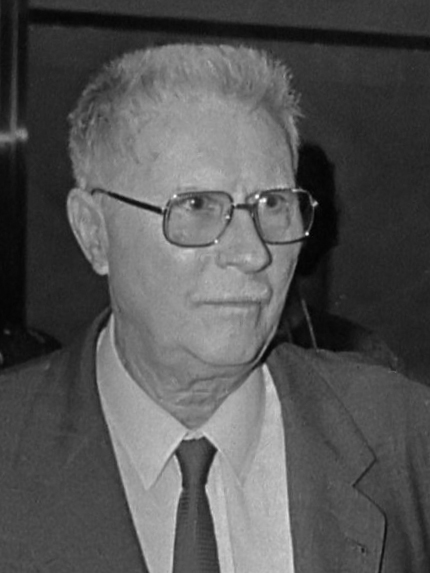
Jean Prouvé (1901–1984)

- Prouvé, Victor (1858–1943), französischer Maler, Bildhauer und Kupferstecher
- Prouvensier, Marie (* 1994), französische Handballspielerin
- Prouvost, Gustave (* 1887), französischer Wasserballspieler
- Prouvost, Laure (* 1978), französische Künstlerin und Filmregisseurin
- Prouza, Ota (* 1959), tschechischer Maler
- Prouza, Ottó (1933–2021), ungarischer Volleyballspieler und -trainer

### Prov
- Proval, David (* 1942), US-amerikanischer SchauspielerDavid Proval (* 1942)

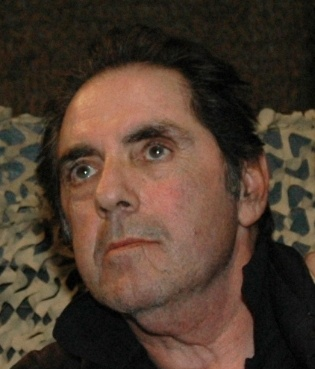
David Proval (* 1942)

- Provan, David (* 1956), schottischer Fußballspieler
- Provan, Felicity, australische Jazztrompeterin, -kornettistin und -sängerin
- Provan, James (* 1936), britischer Landwirt und Politiker (Conservative Party), MdEP
- Provan, John (* 1956), US-amerikanischer Historiker
- Provana, Andrea († 1592), Admiral des Herzogtums Savoyen
- Provanchères, Siméon de († 1617), französischer Mediziner
- Provaroni, Claudia (* 1998), italienische Volleyballspielerin
- Provazník, Jiří (* 1978), tschechischer Badmintonspieler
- Pröve, Andreas (* 1957), deutscher Fotojournalist und Buchautor
- Pröve, Bernfried E. G. (* 1963), deutscher Organist und Komponist
- Pröve, Heinrich (1892–1967), deutscher Pädagoge, Hochschullehrer und Schulrat
- Pröve, Paul-Louis (* 1990), deutscher Filmschauspieler
- Pröve, Ralf (* 1960), deutscher Historiker
- Pröve, Thomas Louis (1953–2004), deutscher Spielleiter und Regisseur
- Provedel, Ivan (* 1994), italienischer Fußballspieler
- Provelengios, Aristomenis (1850–1936), griechischer Politiker und Autor
- Provelengios, Aristomenis (1914–1999), griechischer Architekt
- Provenchères, Charles de (1904–1984), französischer römisch-katholischer Geistlicher und Erzbischof
- Provensen, Alice (1918–2018), US-amerikanische Kinderbuchautorin und Illustratorin
- Provenzale, Enzo (1920–1990), italienischer Filmschaffender und -regisseur
- Provenzale, Francesco († 1704), italienischer Komponist
- Provenzani, Antonio (1906–1989), italienischer Ruderer
- Provenzano DJ (* 1970), italienischer DJ
- Provenzano, Anthony (1917–1988), US-amerikanischer Mafioso und Gewerkschaftsfunktionär
- Provenzano, Bernardo (1933–2016), sizilianischer Mafioso, Führungsfigur der Cosa NostraBernardo Provenzano (1933–2016)

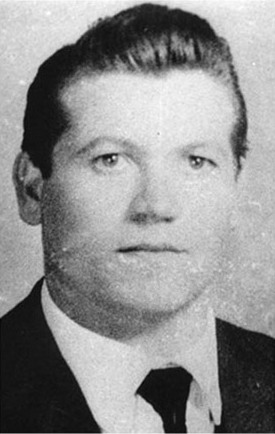
Bernardo Provenzano (1933–2016)

- Provenzano, Claudio (* 1979), deutscher Politiker (SPD), Bürgermeister der Stadt Garbsen
- Provenzano, Frankie (* 1986), italienischer Rennfahrer
- Provera, Fiorello (* 1946), italienischer Politiker (Lega Nord), Mitglied der Camera dei deputati, MdEP
- Provey, Vance, US-amerikanischer Jazz- und Improvisationsmusiker (Trompete)
- Providence, Ruben (* 2001), haitianischer Fußballspieler
- Providence-Maler, griechischer Vasenmaler
- Provine, Dorothy (1935–2010), US-amerikanische Schauspielerin, Sängerin und Tänzerin
- Provine, Robert R. (1943–2019), US-amerikanischer Neuropsychologe und Gelotologe
- Provini, Tarquinio (1933–2005), italienischer Motorradrennfahrer
- Provis, George (1901–1989), britischer Filmarchitekt
- Provisore, Albrecht Ignaz († 1743), österreichischer Stuckateur
- Provod, Lukáš (* 1996), tschechischer Fußballspieler
- Provolo, Antonio (1801–1842), italienischer römisch-katholischer Priester
- Provoost, Anne (* 1964), flämische Schriftstellerin
- Provost, Claude (1933–1984), kanadischer Eishockeyspieler
- Provost, Etienne (1785–1850), franko-kanadischer Mountain Man, Trapper und Entdecker
- Provost, Glen John (* 1949), US-amerikanischer Geistlicher, römisch-katholischer Bischof von Lake Charles
- Provost, James Harrison (1939–2000), US-amerikanischer römisch-katholischer Kirchenrechtler
- Provost, Jan († 1529), flämischer Maler
- Provost, Jon (* 1950), US-amerikanischer SchauspielerJon Provost (* 1950)

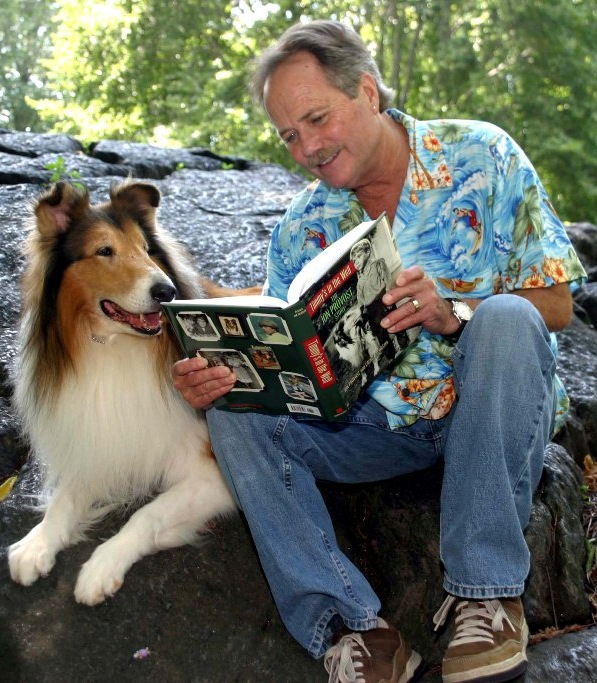
Jon Provost (* 1950)

- Provost, Martin (* 1957), französischer Schauspieler, Drehbuchautor und Filmregisseur
- Provost, Peggy (* 1977), französische Fußballspielerin
- Provost-Chalkley, Dominique (* 1990), britische schauspielerisch tätige Person
- Provoste, Yasna (* 1969), chilenische Politikerin
- Provstgaard, Oliver (* 2003), dänischer Fußballspieler

### Prow
- Prow, Margot (* 2002), barbadische Squashspielerin
- Prowazek, Stanislaus von (1875–1915), tschechisch-österreichischer Zoologe und Bakteriologe
- Prowe, Leopold (1821–1887), deutscher Gymnasiallehrer und Historiker
- Prowell, LaQuan (* 1984), US-amerikanischer Basketballspieler
- Prowidochina, Tatjana Petrowna (* 1953), russische Mittelstreckenläuferin
- Prowo, Pierre (1697–1757), deutscher Komponist und Organist
- Prowodnikow, Ruslan Michailowitsch (* 1984), russischer Boxer
- Proworow, Iwan Wladimirowitsch (* 1997), russischer Eishockeyspieler
- Proworow, Wladimir Alexandrowitsch (* 1978), lutherischer Theologe, lutherischer Bischof
- Proworowa, Tetjana (* 1978), ukrainische Theater- und Filmschauspielerin
- Prowse, Christopher (* 1953), australischer Geistlicher, römisch-katholischer Erzbischof von Canberra-Goulburn
- Prowse, David (1935–2020), britischer Schauspieler und FitnesstrainerDavid Prowse (1935–2020)

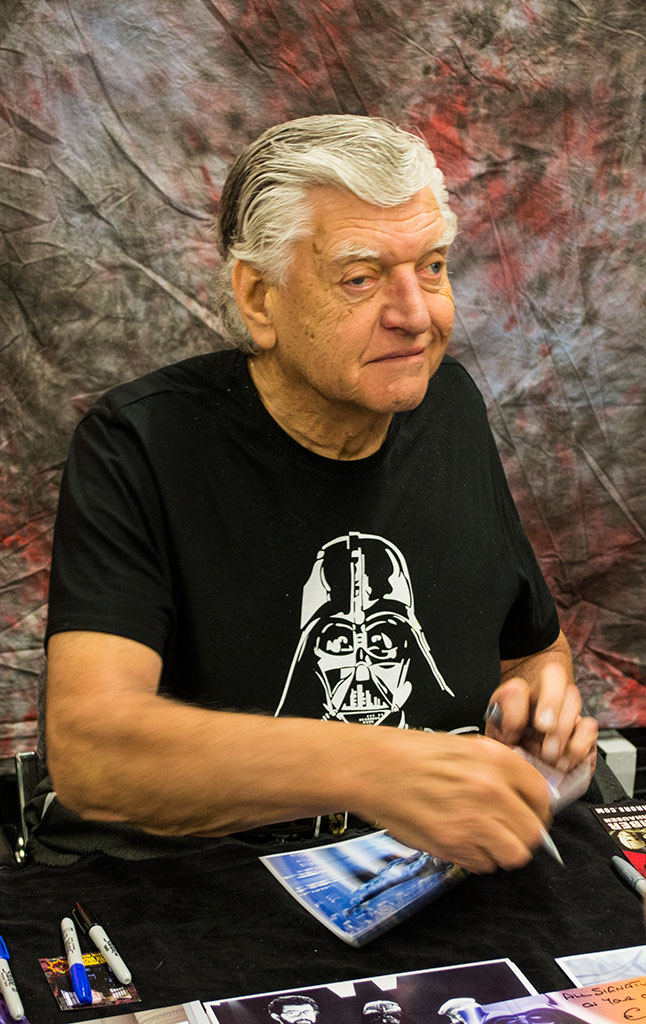
David Prowse (1935–2020)

- Prowse, Jane, englische Buchautorin, Film- und Theaterregisseurin und Filmproduzentin
- Prowse, Juliet (1936–1996), anglo-indische Schauspielerin und Tochter südafrikanischer Eltern
- Prowse, Thomas (1888–1973), kanadischer Unternehmer und Politiker, Vizegouverneur von Prince Edward Island

### Prox
- Prox, Andreas (1959–2012), deutscher Boxer
- Proxauf, Leonard (* 1995), österreichischer Schauspieler
- Proxenos von Theben (431 v. Chr.–401 v. Chr.), griechischer Heerführer
- Proxenus, Šimon († 1575), böhmischer Humanist, Poet, Rechtsgelehrter und Hochschullehrer
- Proxmire, William (1915–2005), US-amerikanischer Politiker (Demokratische Partei)

### Proy
- Proy, Gabriele (* 1965), österreichische Komponistin
- Proy, Joseph, Bildhauer, Maler und Stuckateur
- Proyart, Jacqueline de (1927–2019), französische Slawistin
- Proyas, Alex (* 1963), australischer RegisseurAlex Proyas (* 1963)

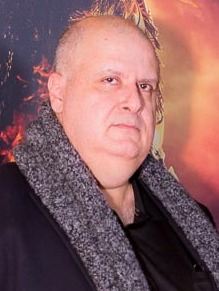
Alex Proyas (* 1963)

- Proyer, Benjamin (* 1991), deutscher Eishockeyspieler

### Proz
- Prozell, Artur (1933–2025), deutscher Landespolitiker (SPD), MdA
- Prozell, Philipp Wilhelm (1792–1888), deutscher evangelisch-lutherischer Geistlicher und ehrenamtlicher Meteorologe
- Prozenko, Andrij (* 1988), ukrainischer Hochspringer
- Prozenko, Borys (* 1978), ukrainischer Eishockeyspieler und -scout
- Prozenko, Jewgenija Walerjewna (* 1983), russische Wasserballspielerin
- Prozenko, Kyryl (* 1967), ukrainischer Künstler
- Prozenko, Oleg Walerjewitsch (* 1963), russischer Dreispringer
- Prozko, Petro (1929–2003), ukrainischer Chorleiter, Dirigent und Komponist
- Proznick, Jodi (* 1975), kanadische Jazzmusikerin (Bass, Komposition)
- Prozor, Moritz (1849–1928), russischer Botschafter